# カルデラの一覧 (日本)
カルデラの一覧（日本）（カルデラのいちらん（にほん））は、日本のカルデラの不完全なリストである。
ここでは、日本のカルデラについて北から順に解説する。カルデラは、山中の湖や開けた湾などの風光明媚な地形を造り、マグマの熱はたくさんの温泉を湧出させるため、景勝地や観光地になっているものも少なくない。なお、一覧には火口地形として知られているもののほか、構造からカルデラとしているもの、凹地の成因の1つにカルデラ説があるもの、陥没カルデラを形成したと思われる地形、浸食により現在はカルデラ地形が明らかでないものも含む。また、領土問題が発生している地域も含む（北方領土は最下）。

## 北海道地方

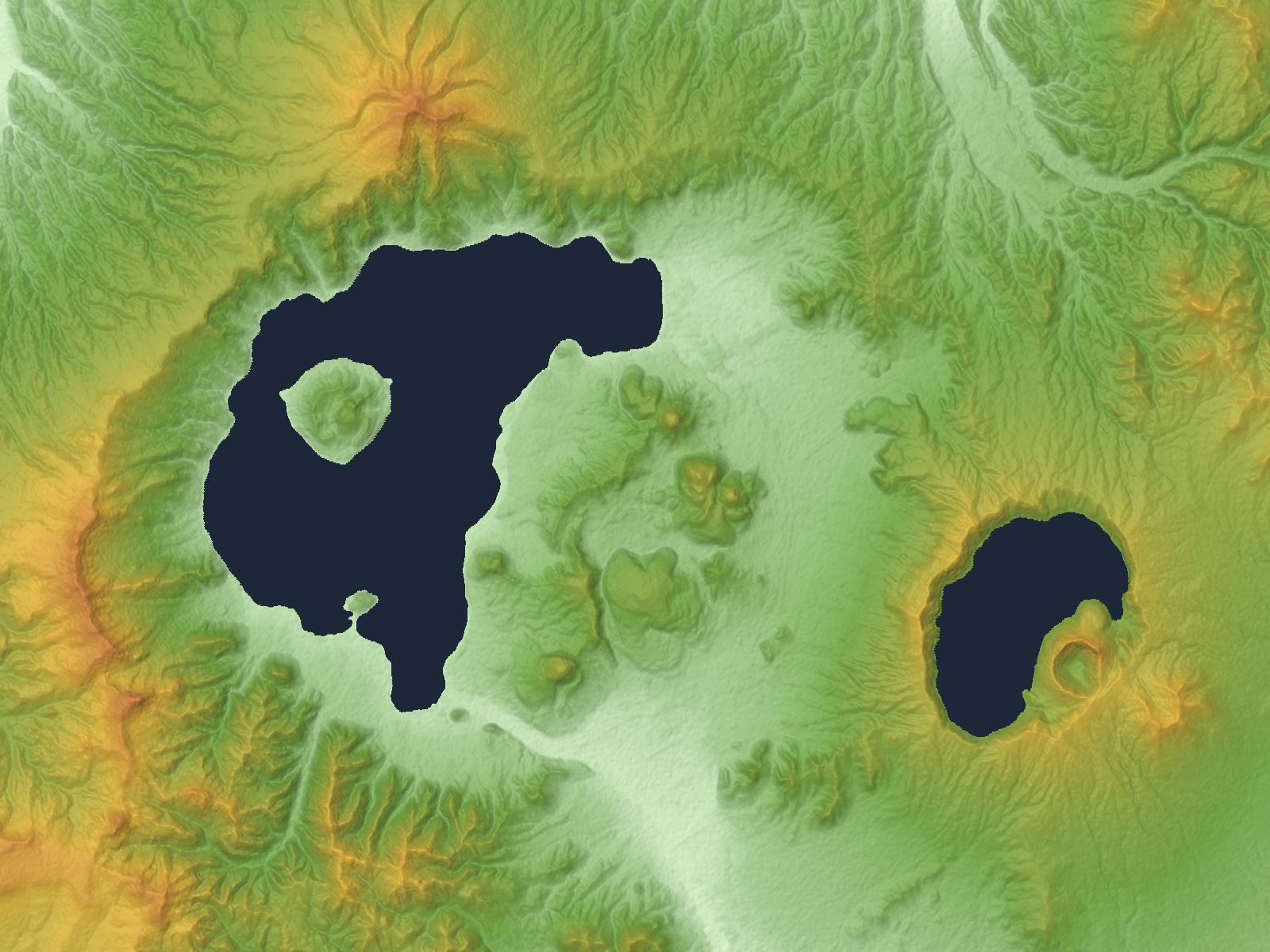
屈斜路カルデラ(左)と摩周カルデラ(右)
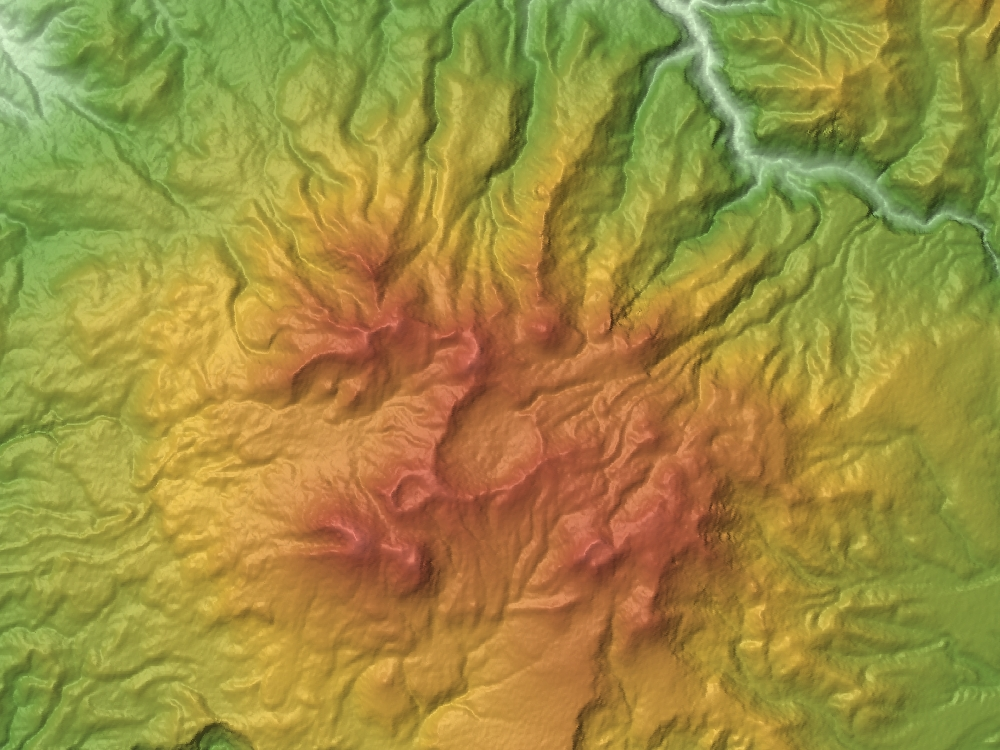
御鉢平カルデラ(大雪山)
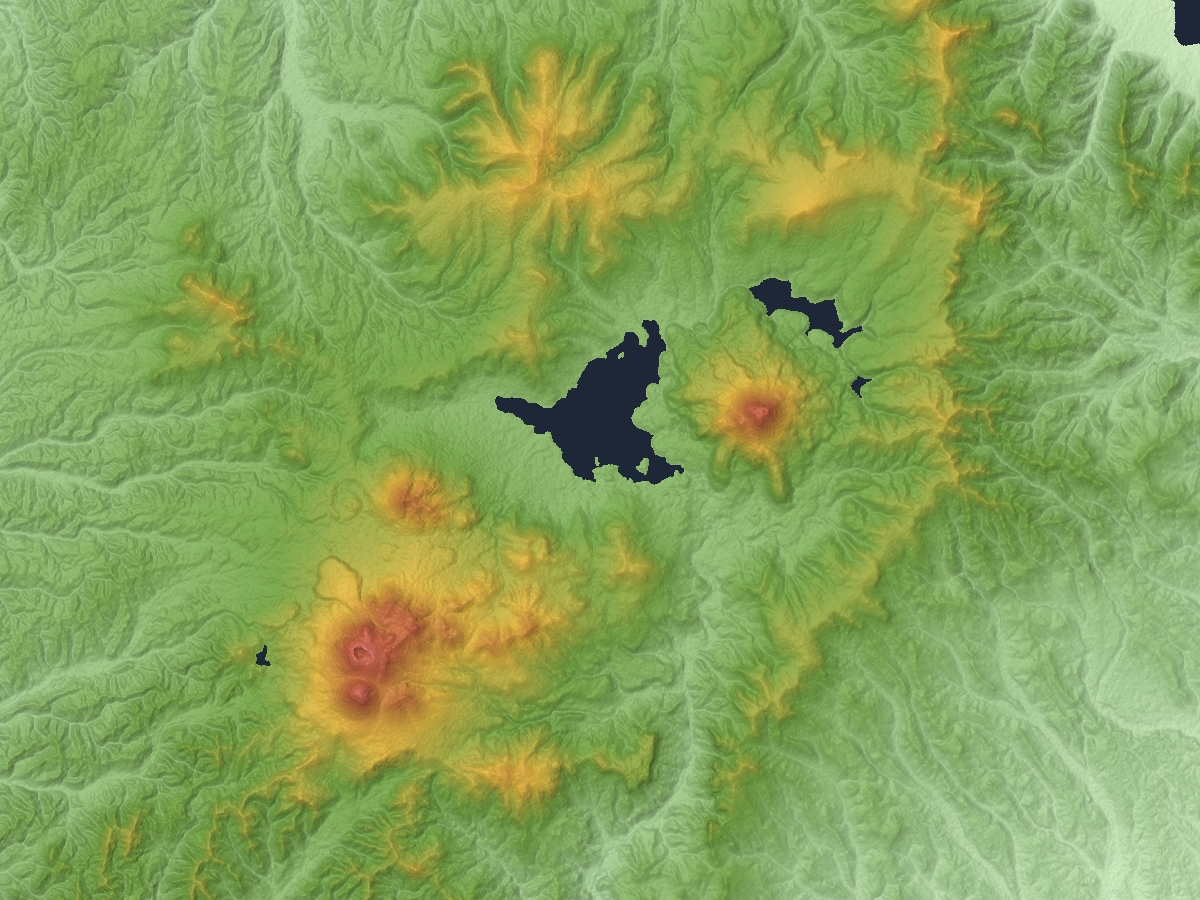
阿寒カルデラ
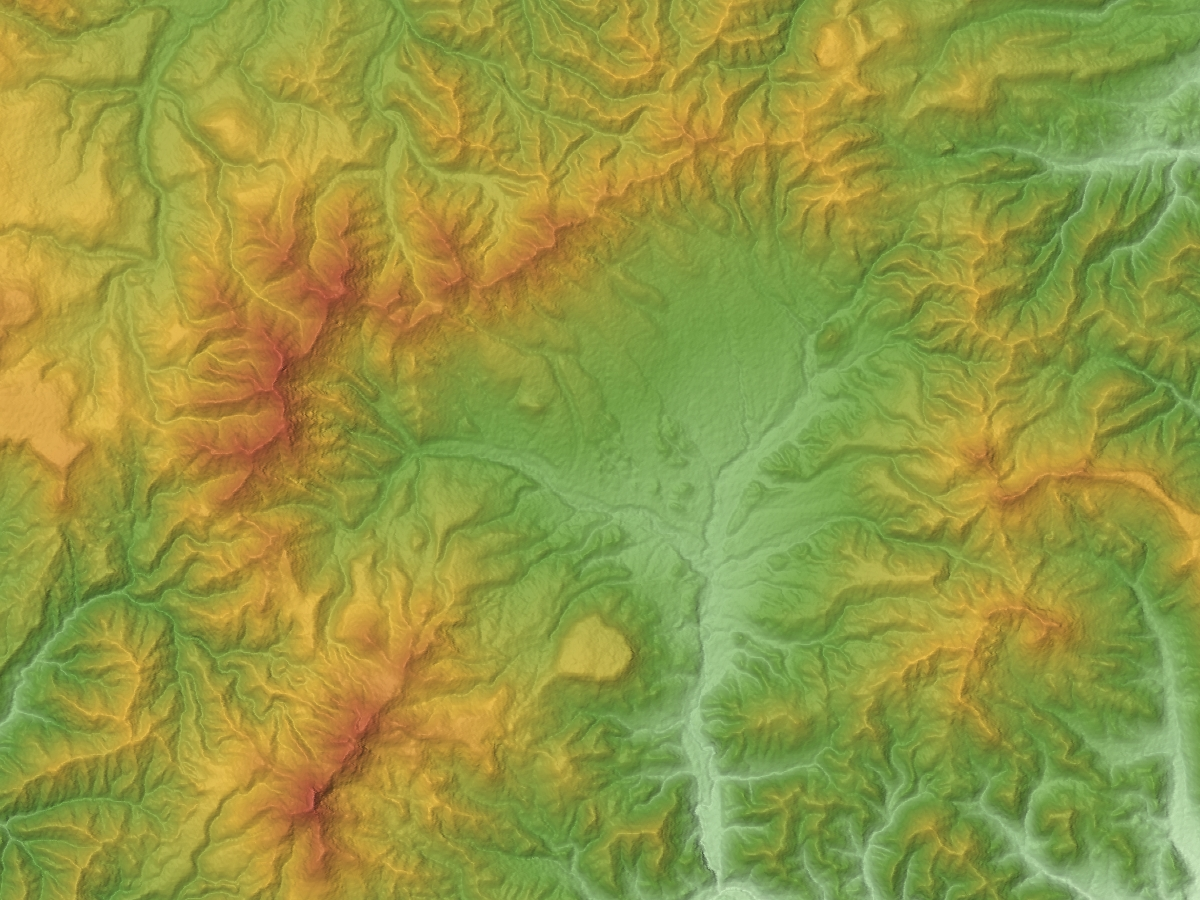
十勝三股カルデラ
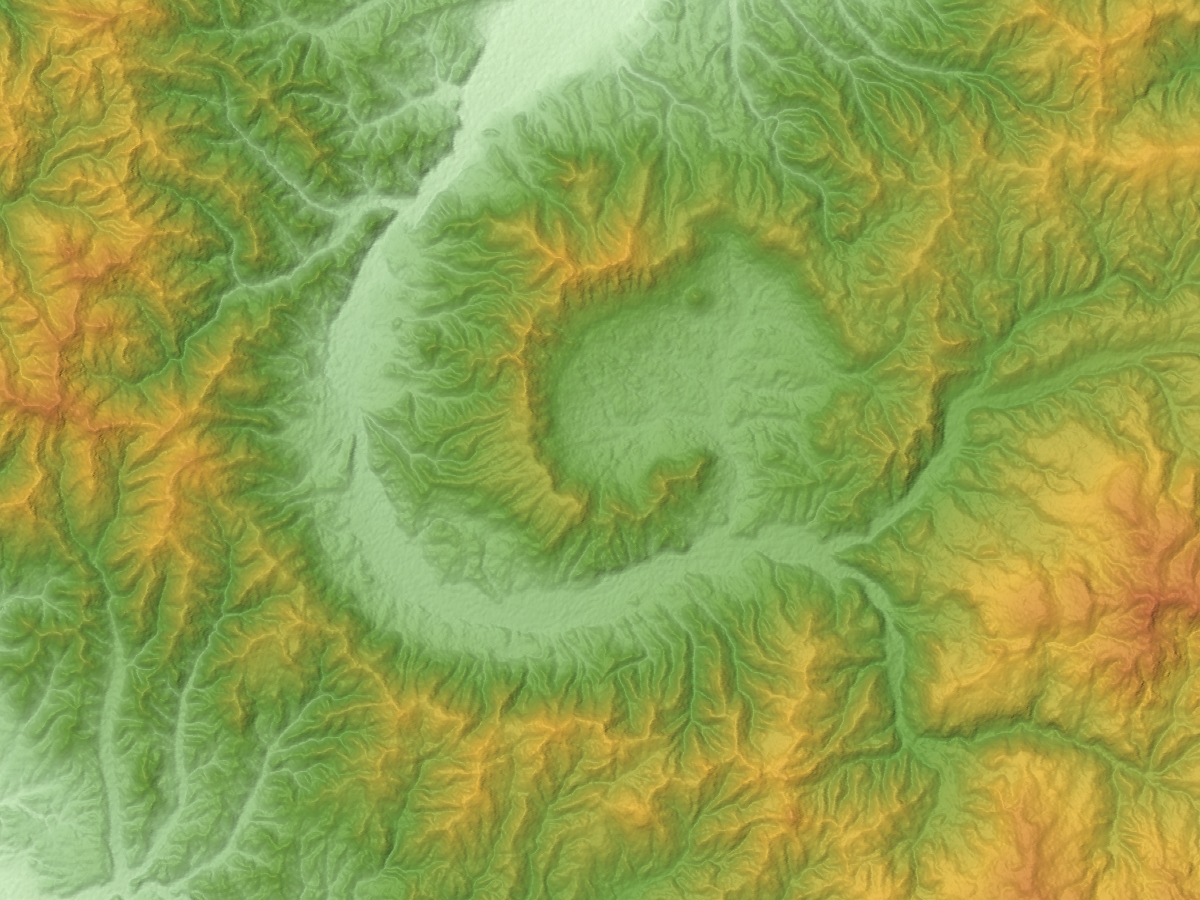
赤井川カルデラ(内)と余市川カルデラ(外)
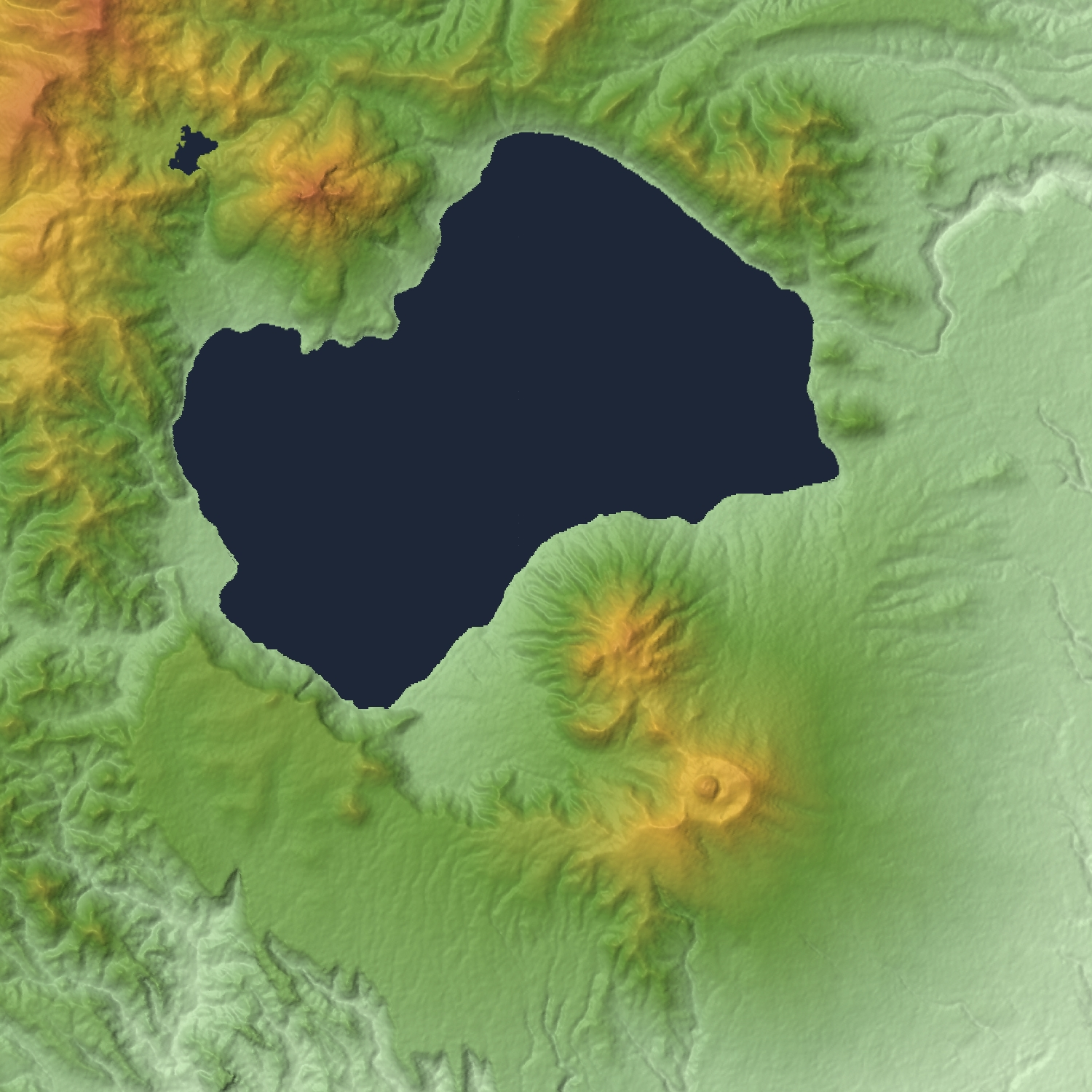
支笏カルデラ
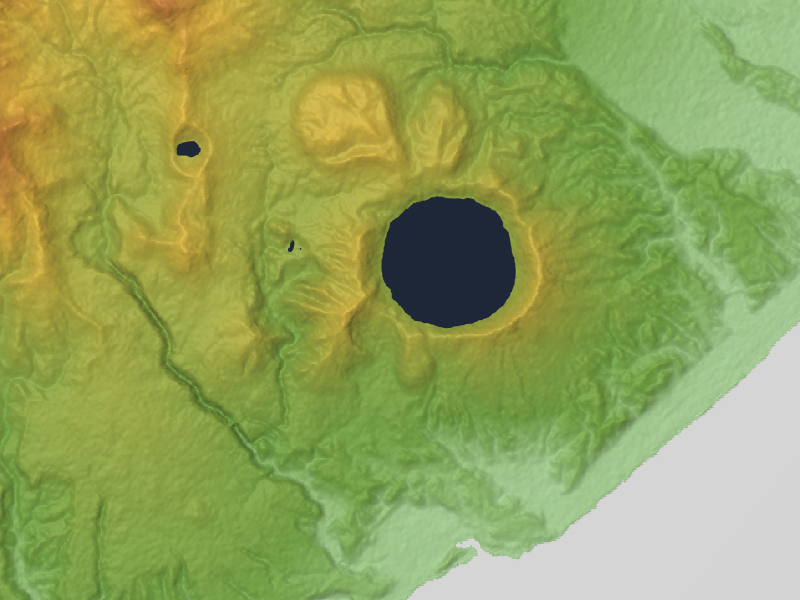
倶多楽カルデラ
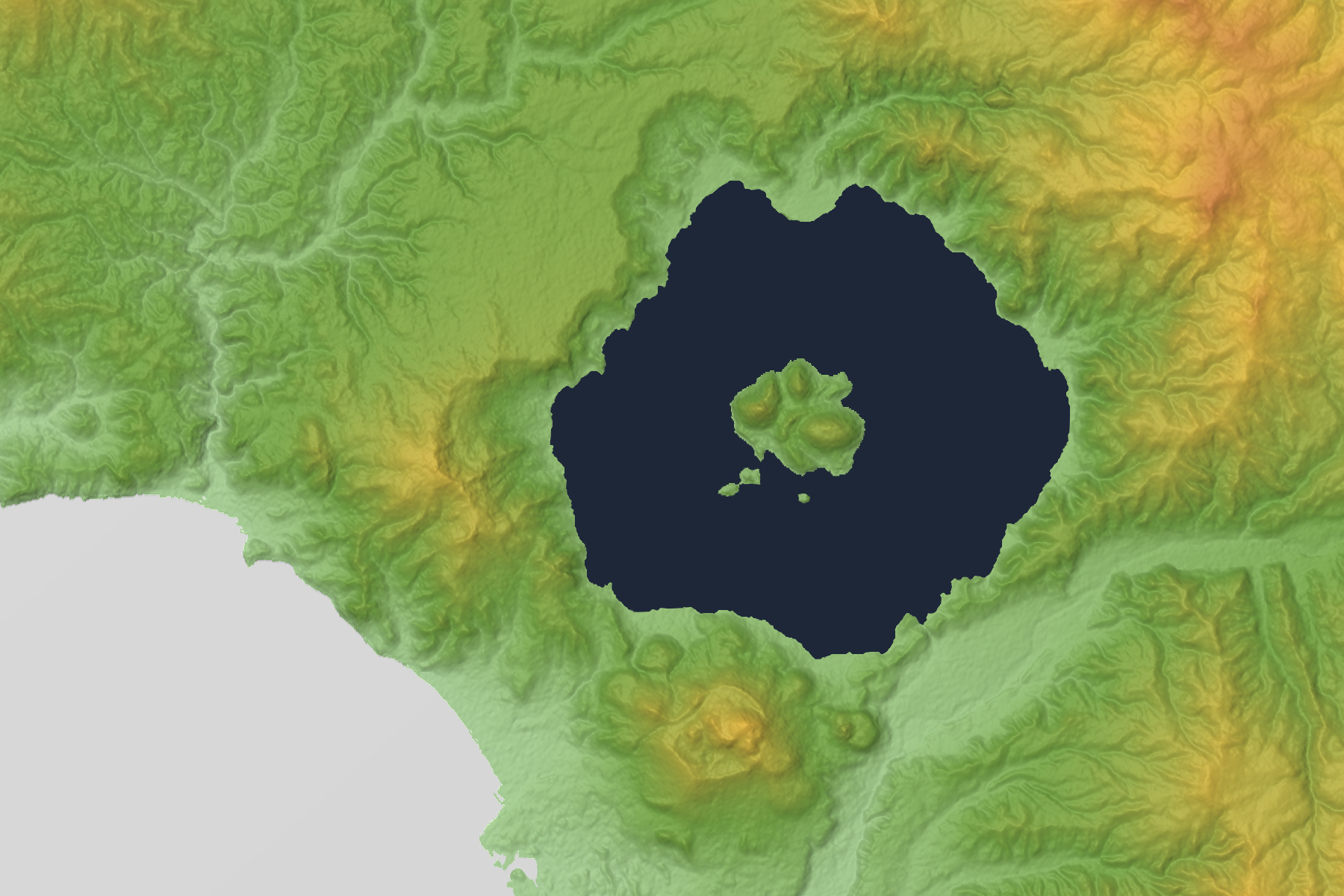
洞爺カルデラ
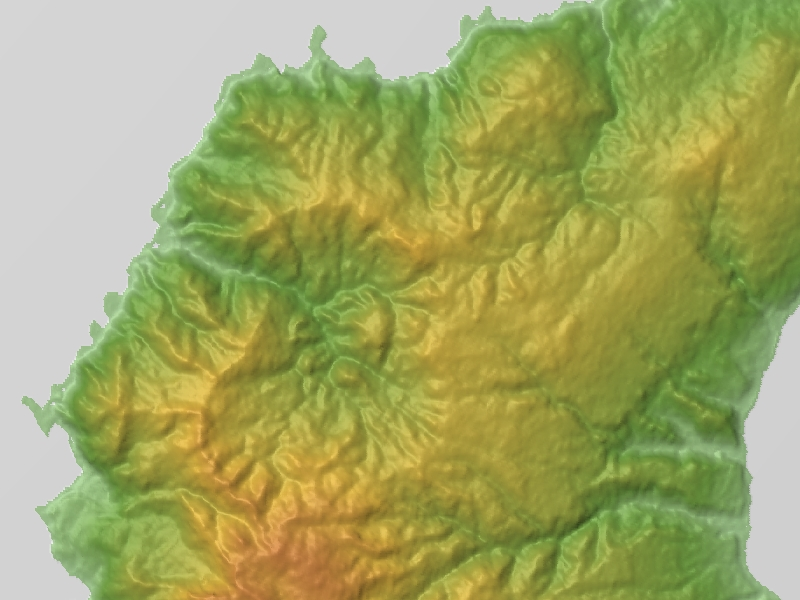
幌内川カルデラ
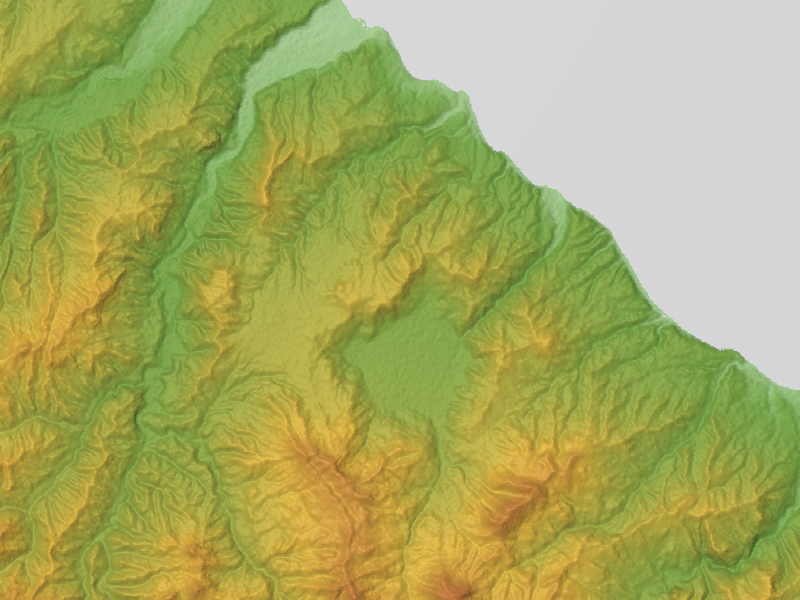
濁川カルデラ

白滝カルデラ（しらたきカルデラ）
北海道紋別郡遠軽町にある直径約5kmのカルデラ。約220万年前の白滝溶結凝灰岩を噴出した噴火で形成された。また、約270万年前にこのカルデラの北東側に隣接して幌加湧別カルデラが形成されていた。黒曜石を大規模に産出したが、その形成過程が明らかになっていない。
カスシナイカルデラ
標津郡標津町の斜里岳東側山麓にあるカルデラ。約220万年前の噴火で形成された。
屈斜路カルデラ（くっしゃろカルデラ）
直径約20×26kmの日本最大のカルデラ。約半分は屈斜路湖となっているが、南東縁の成層火山頂上に摩周カルデラ（約7千年前）、さらにその縁にカムイヌプリ火口と、三重の火山を見ることができる。また、屈斜路湖と摩周湖の間にもアトサヌプリ（硫黄山）などの火山活動があり、湖岸や周辺地域に多数の温泉を有している。
御鉢平カルデラ（おはちだいらカルデラ）
大雪山の中央付近にある。約3万年前の噴火で形成された。この時の噴出物は層雲峡の付近で厚さ200mにも達し、現在では巨大な柱状節理を見る事が出来る。なお、この御鉢平カルデラの中心部の底部には、有毒温泉という温泉があり、温泉とともに強力な毒性を持つ硫化水素の火山ガスが噴出しているため、カルデラ内部への立ち入りは禁止となっている。
阿寒カルデラ（あかんカルデラ）
直径約24×13kmの楕円形のカルデラ。約140万年前からの噴火で形成されており、複雑な構造となっている。カルデラ縁西側は不明確になっている。後カルデラ火山として西から阿寒富士、雌阿寒岳、フップシ岳、フレベツ岳、雄阿寒岳などがあり、カルデラ湖としてオンネトー、阿寒湖、パンケトー、ペンケトーがある。
十勝三股カルデラ（とかちみつまたカルデラ）
大雪山の南東約25kmにある直径約14×10kmのカルデラ。約50万年前の噴火で形成されたとみられ、その際無加火砕流や芽登火砕流などを噴出した。
十勝カルデラ（とかちカルデラ）
十勝岳、富良野岳、美瑛岳付近にあるカルデラ。約190万年前の美瑛火砕流、約110万年前の十勝火砕流を噴出した噴火で形成された。現在はカルデラ縁は上川郡美瑛町白金付近の北西部を除き不明確となっている。
赤井川カルデラ（あかいがわカルデラ）
約170～140万年前の火山活動により形成されたカルデラ。＠字状の二重カルデラになっており、内側が赤井川カルデラ、外側が余市川カルデラとなっている。
支笏カルデラ（しこつカルデラ）
カルデラ形成後、その縁に形成された恵庭岳と風不死岳により、くびれた形になったカルデラ湖。樽前山は支笏カルデラに付随した火山である。約4万年前の噴火では火砕流を100km3も噴出した。
倶多楽カルデラ（くったらカルデラ）
直径3km、小型、円形のカルデラ湖。約4万年前の噴火で形成された。付近に登別温泉がある。
洞爺カルデラ（とうやカルデラ）
典型的な中央火口丘をもつカルデラ湖で、約11万年前に噴火し、噴出物は北海道の全域および東北地方に及んだ。南側の有珠山や昭和新山は洞爺カルデラに付随した火山である。
幌内川カルデラ（ほろないがわカルデラ）
奥尻島北部にある直径約2×1.5kmのカルデラ。後カルデラ火山として勝澗山がある。
濁川カルデラ（にごりがわカルデラ）
北海道森町にある直径約2kmの濁川形カルデラ。約1万5千年前の噴火で形成された。濁川型カルデラの由来にもなっている。
銭亀沢カルデラ（ぜにがめざわカルデラ）
函館空港の南の沖合約2kmにある直径約2kmのカルデラ。4万1千年前の噴火によって形成された。

## 東北地方

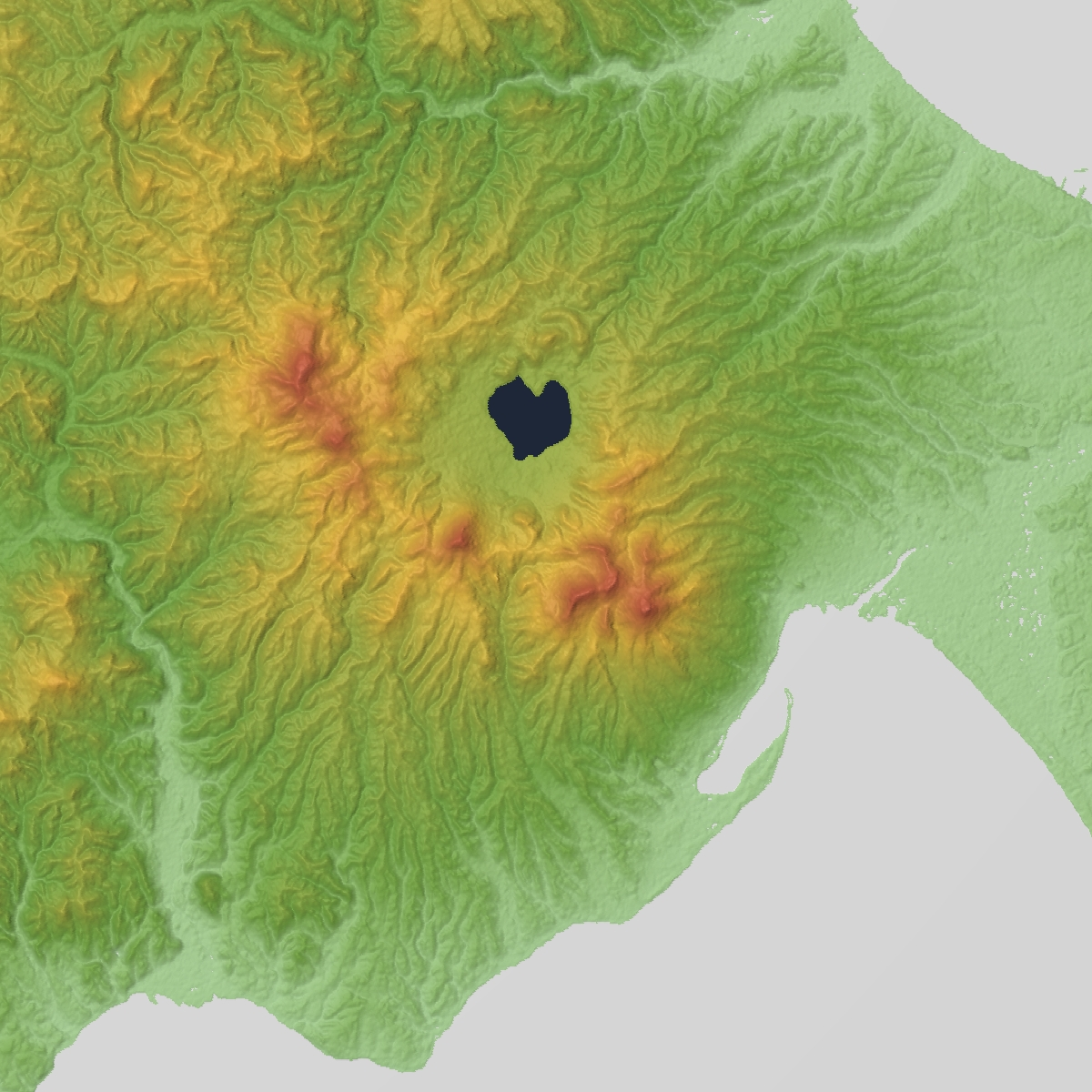
宇曽利カルデラ
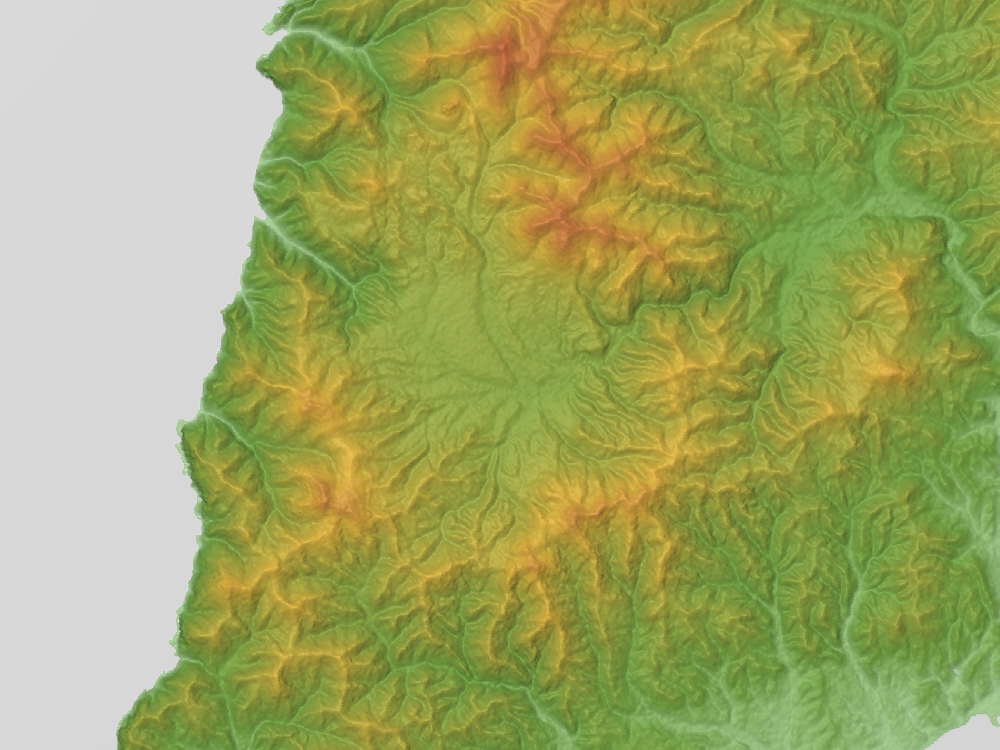
野平カルデラ
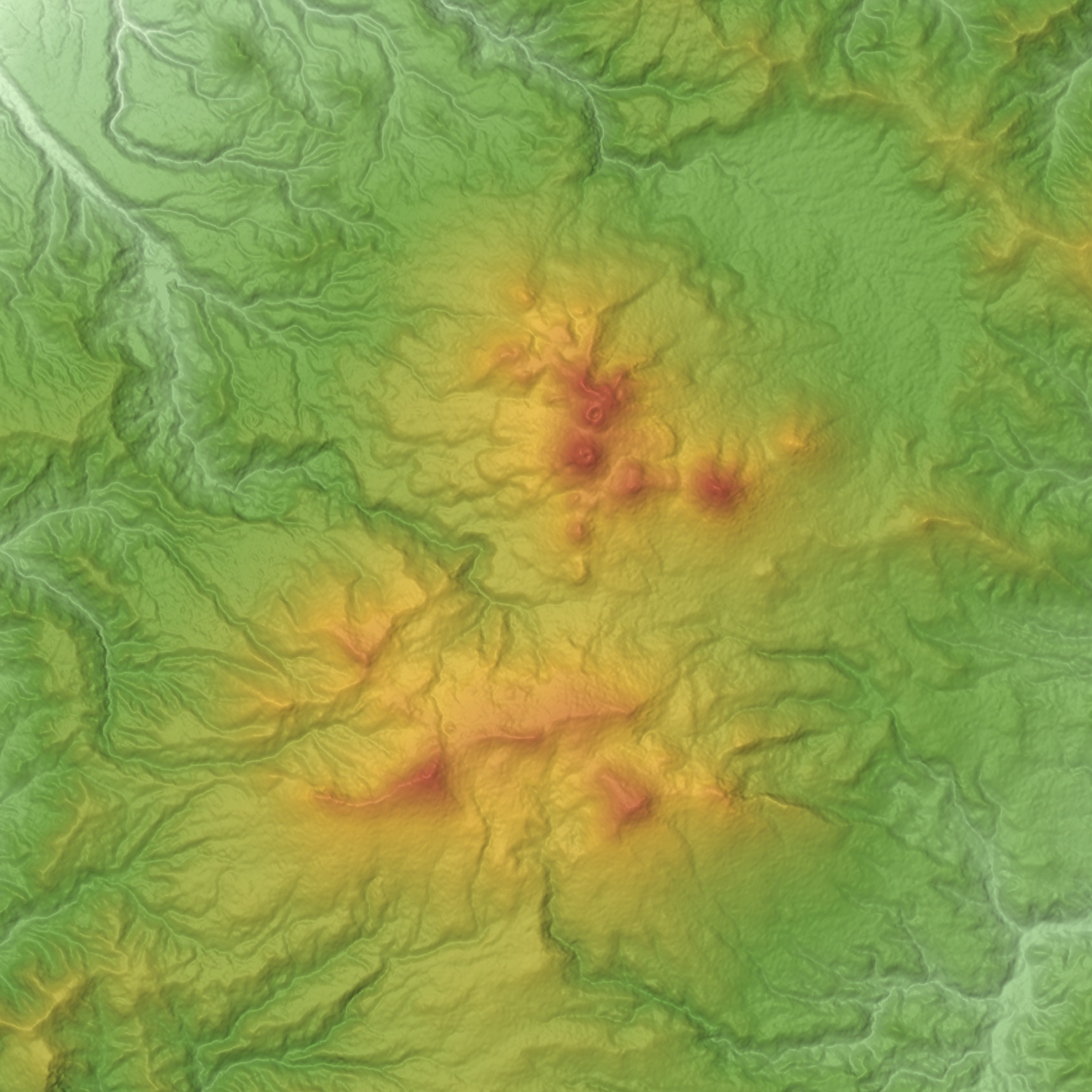
八甲田カルデラ(右上)
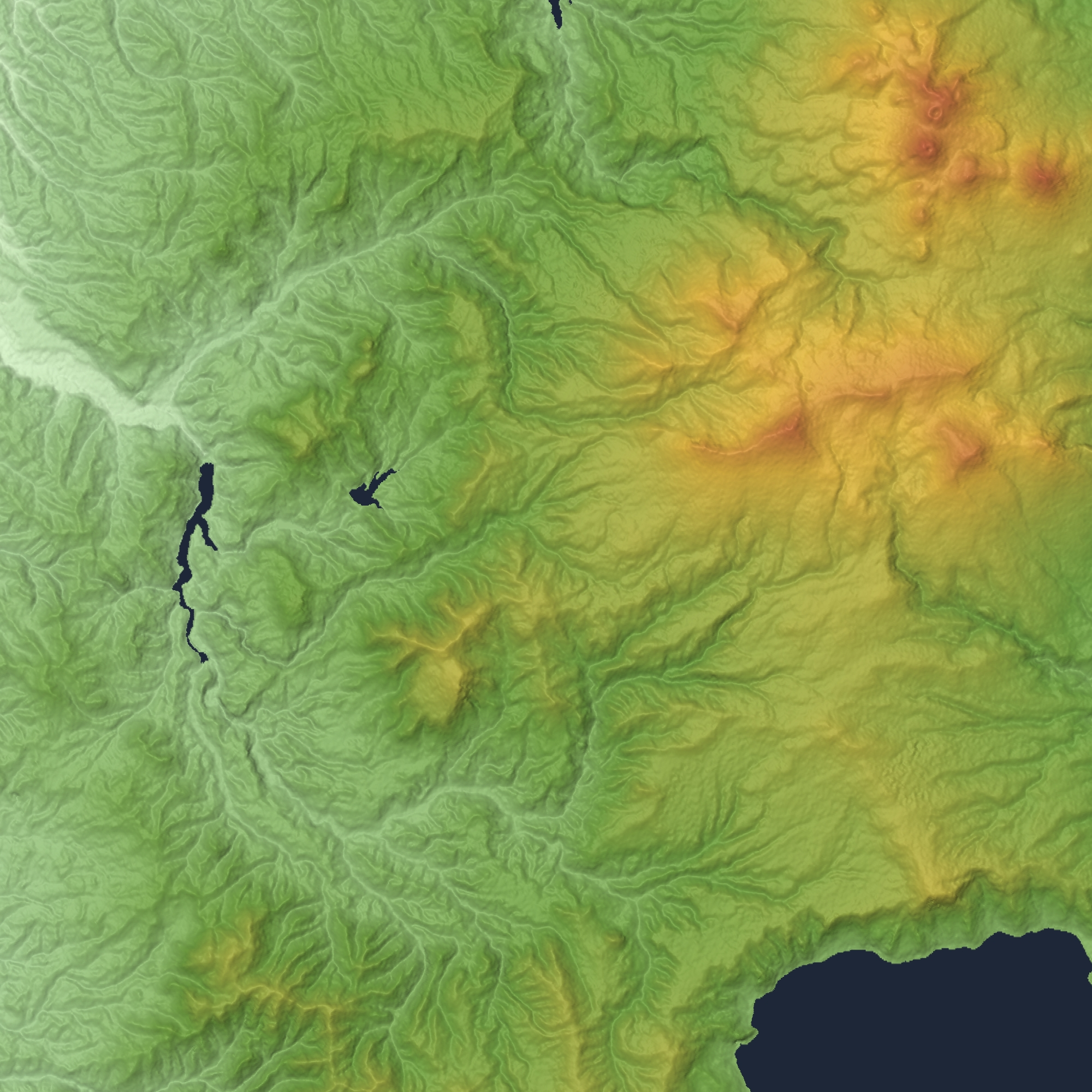
沖浦カルデラ
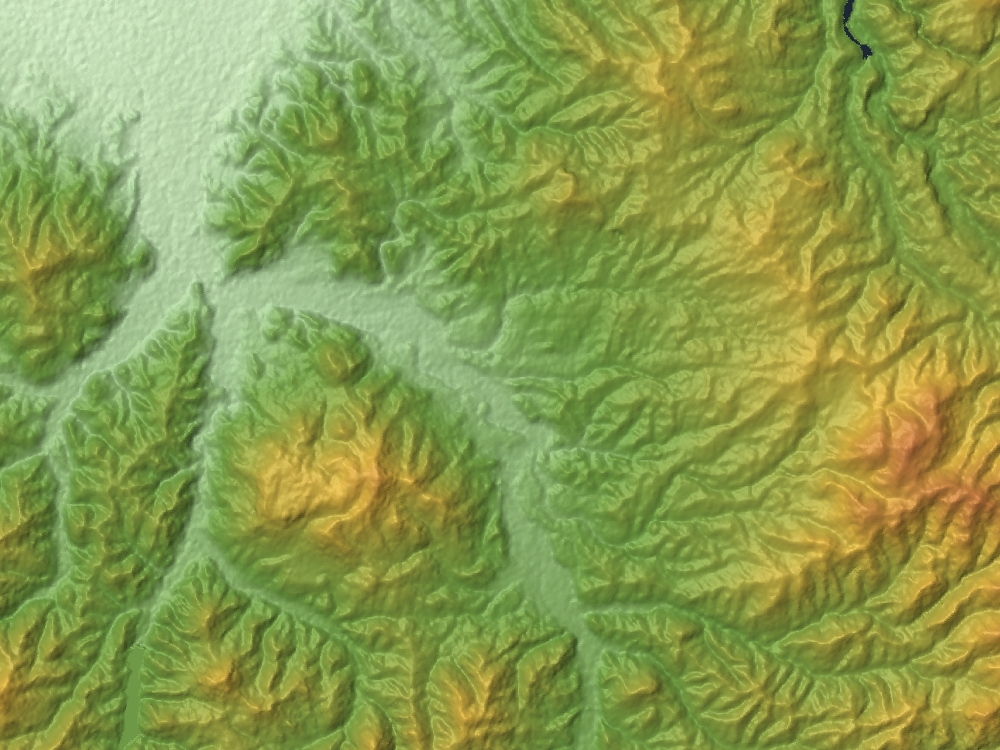
碇ヶ関カルデラ
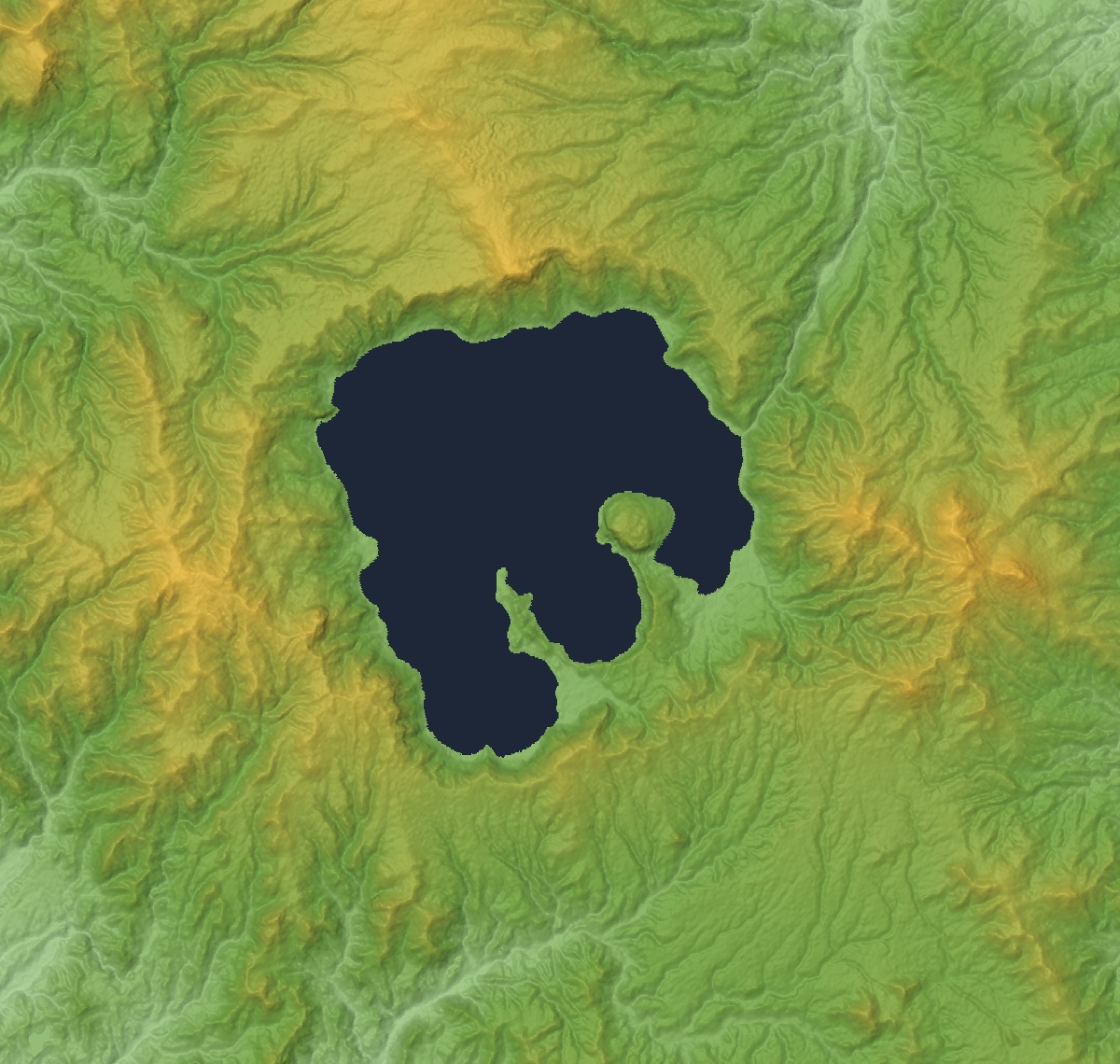
十和田カルデラ
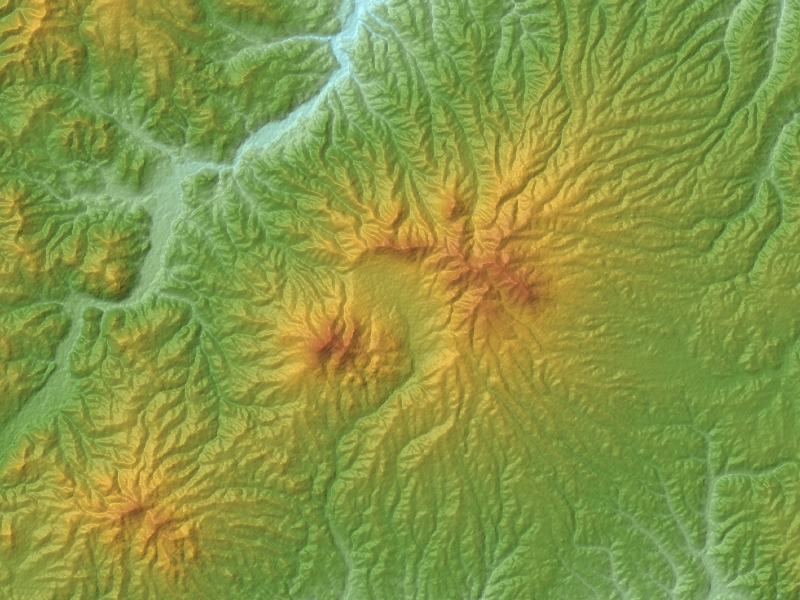
田代平カルデラ
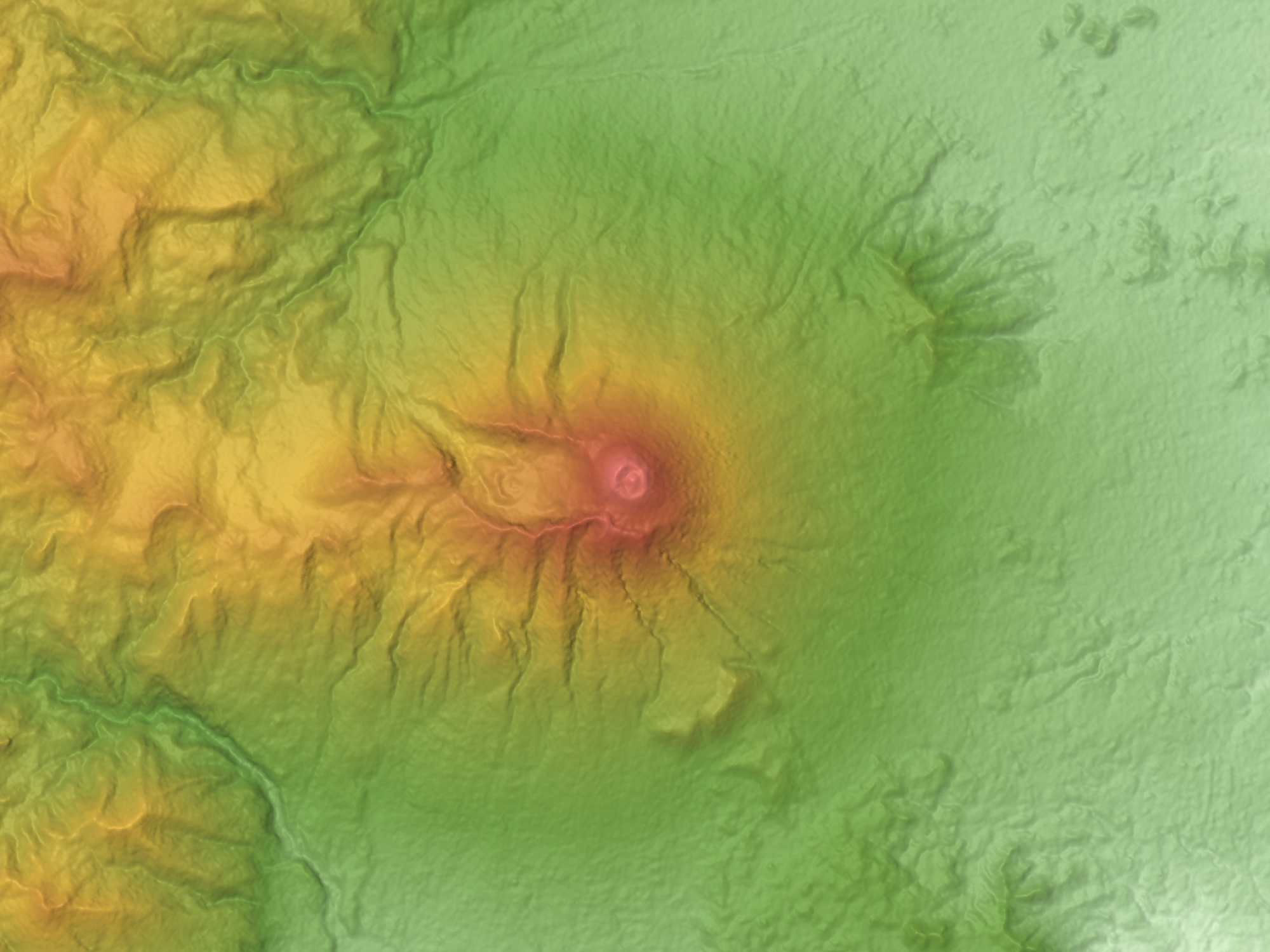
西岩手カルデラ
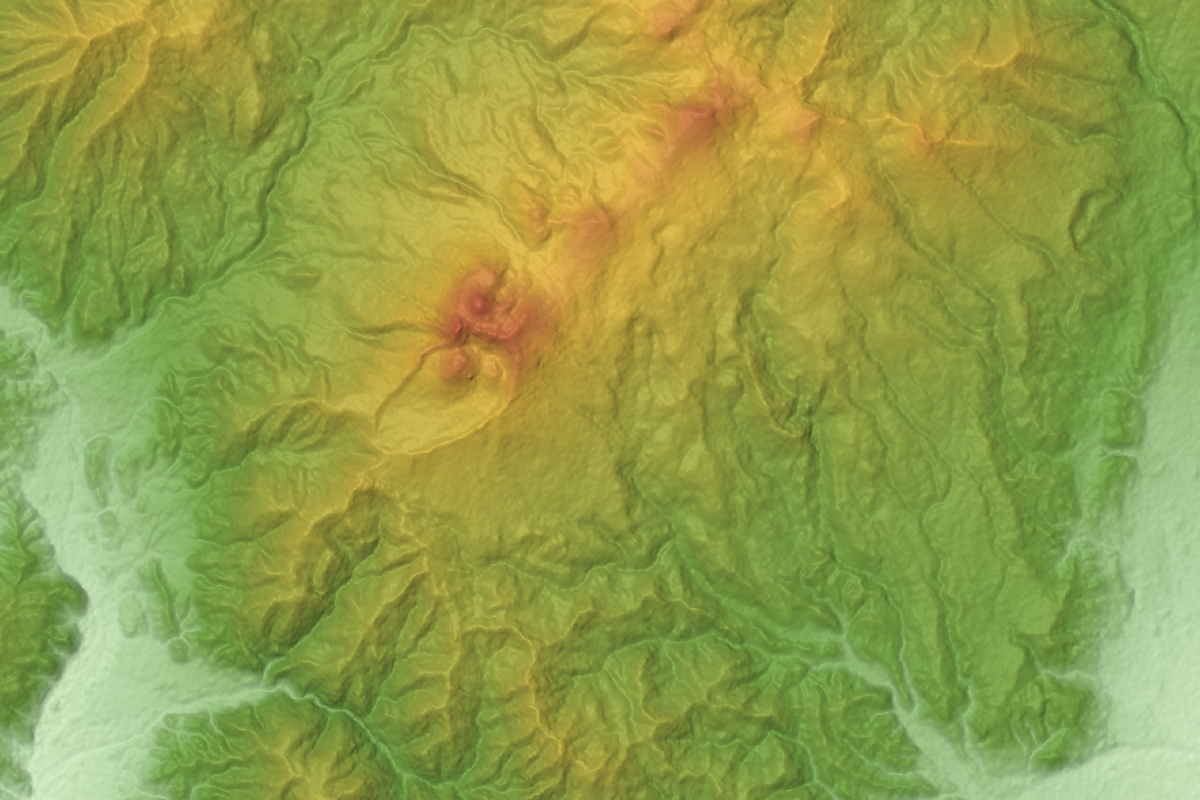
秋田駒ヶ岳カルデラ(中央右)
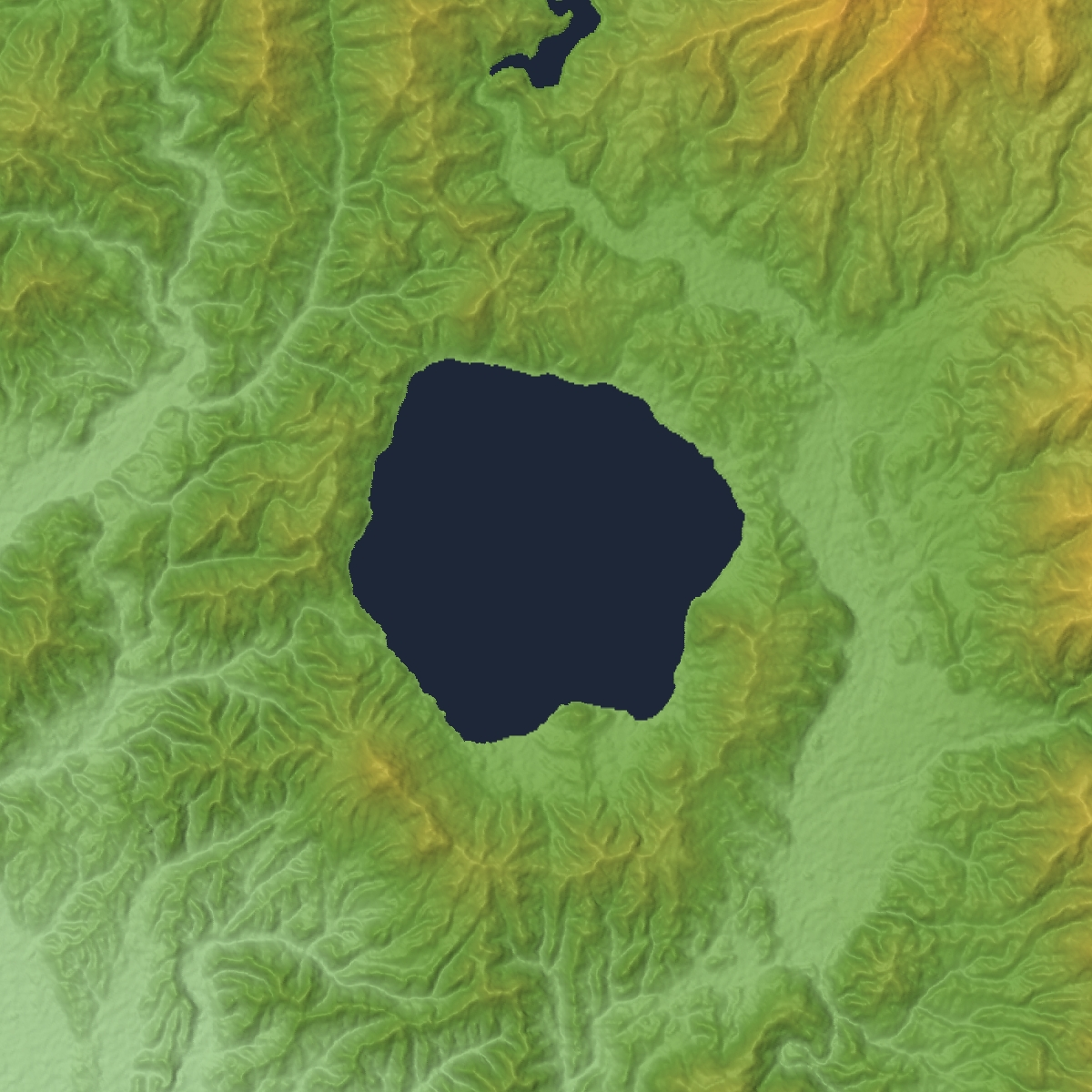
田沢カルデラ
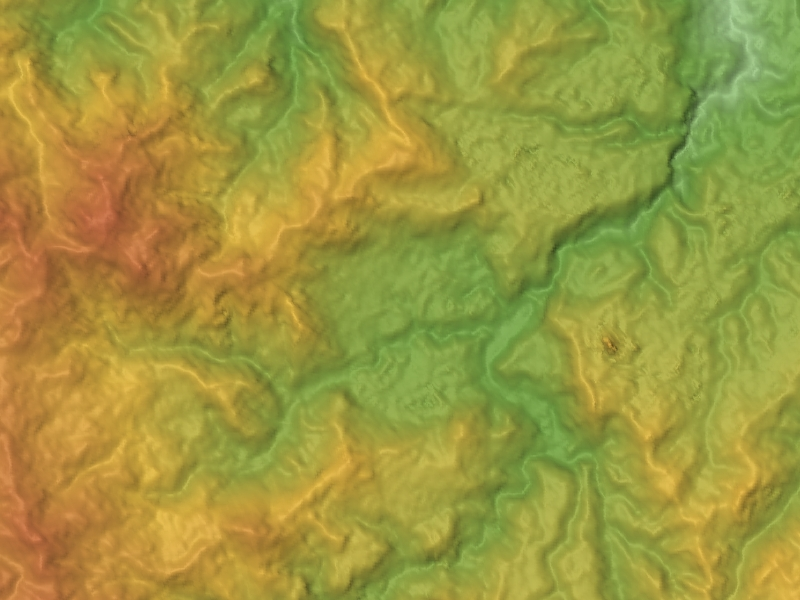
肘折カルデラ
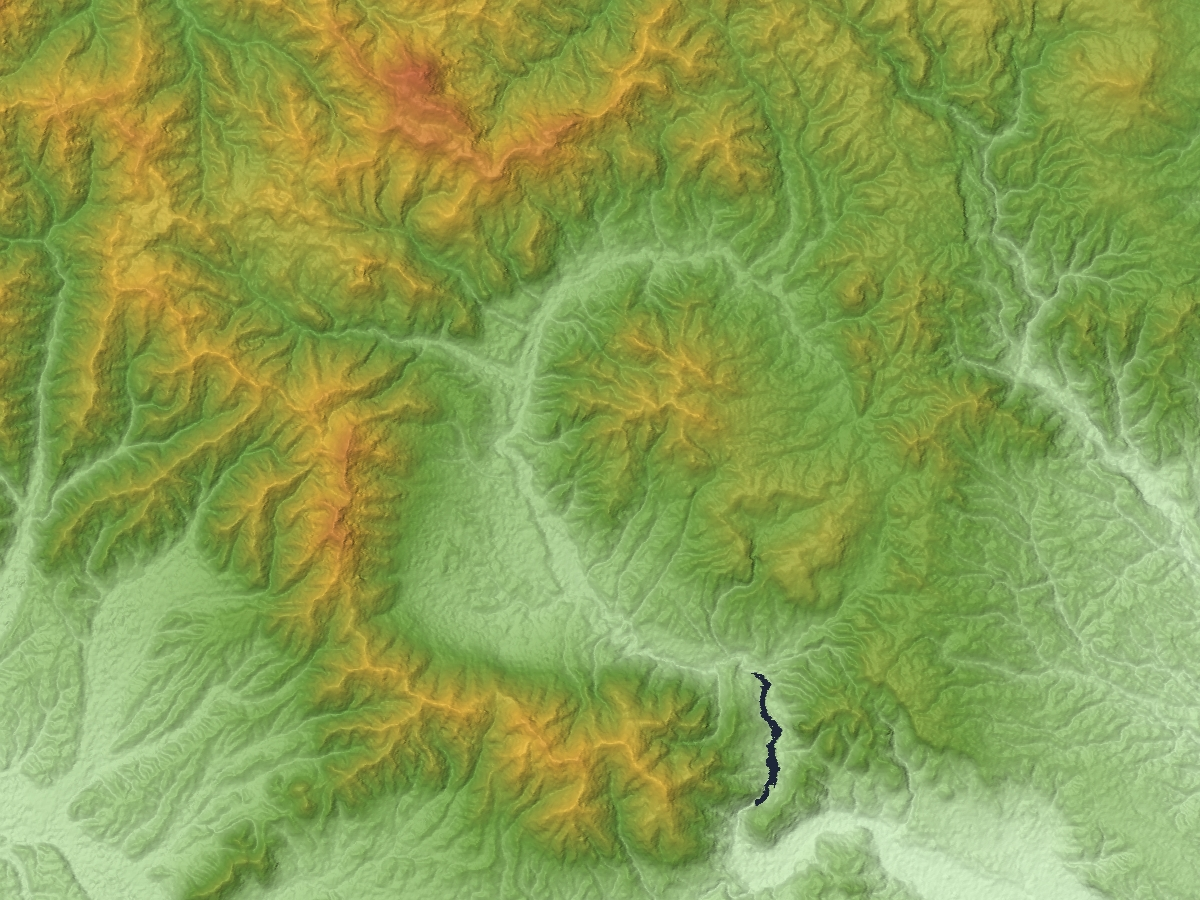
鬼首カルデラ
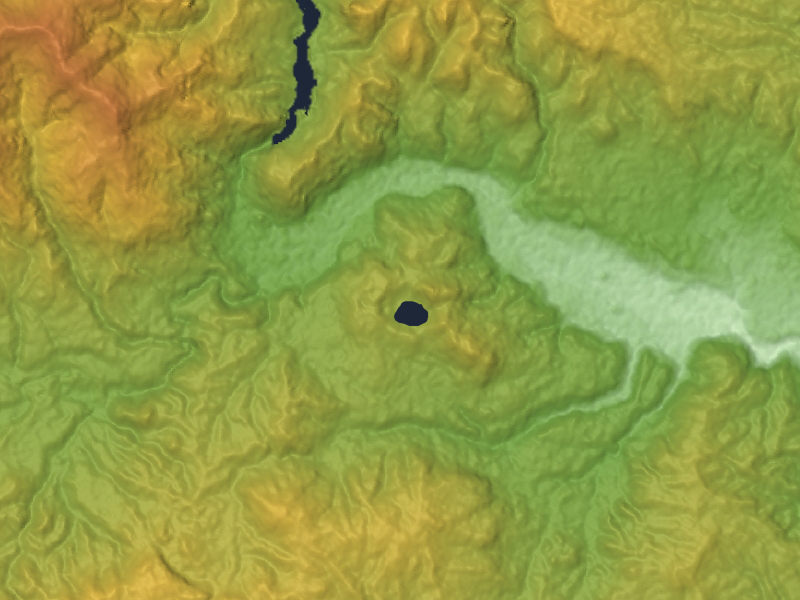
鳴子カルデラ
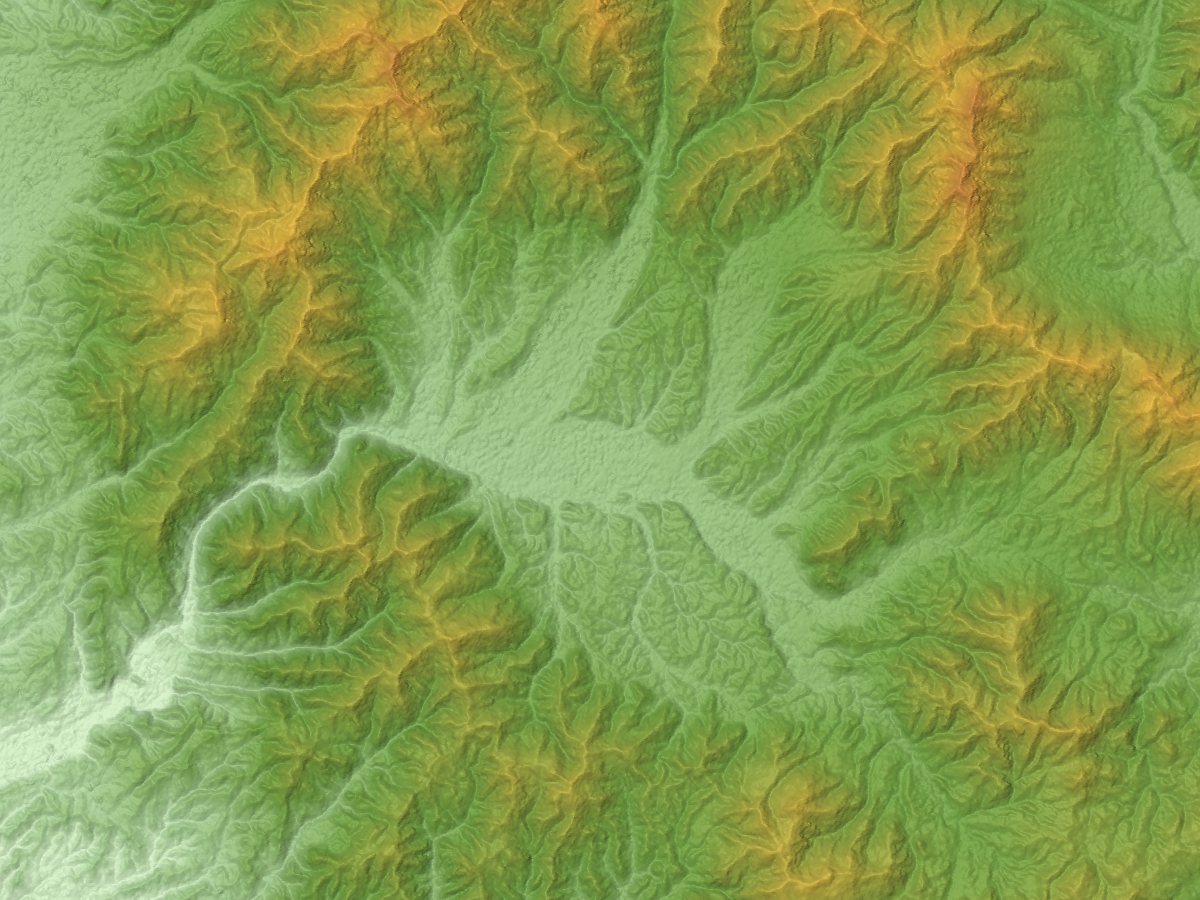
向町カルデラ
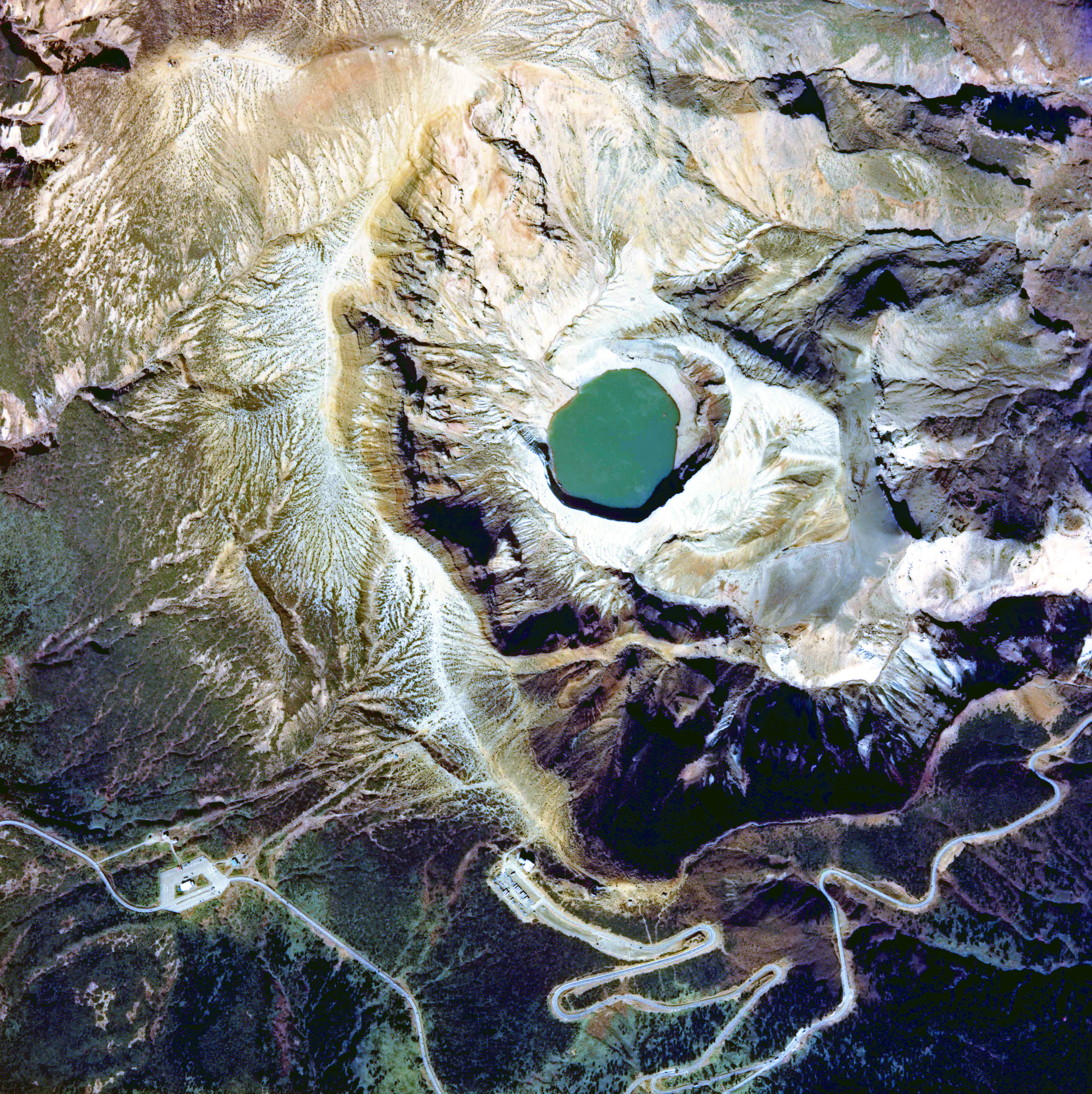
馬の背カルデラ(蔵王山) 国土交通省 国土地理院 地図・空中写真閲覧サービスの空中写真を基に作成
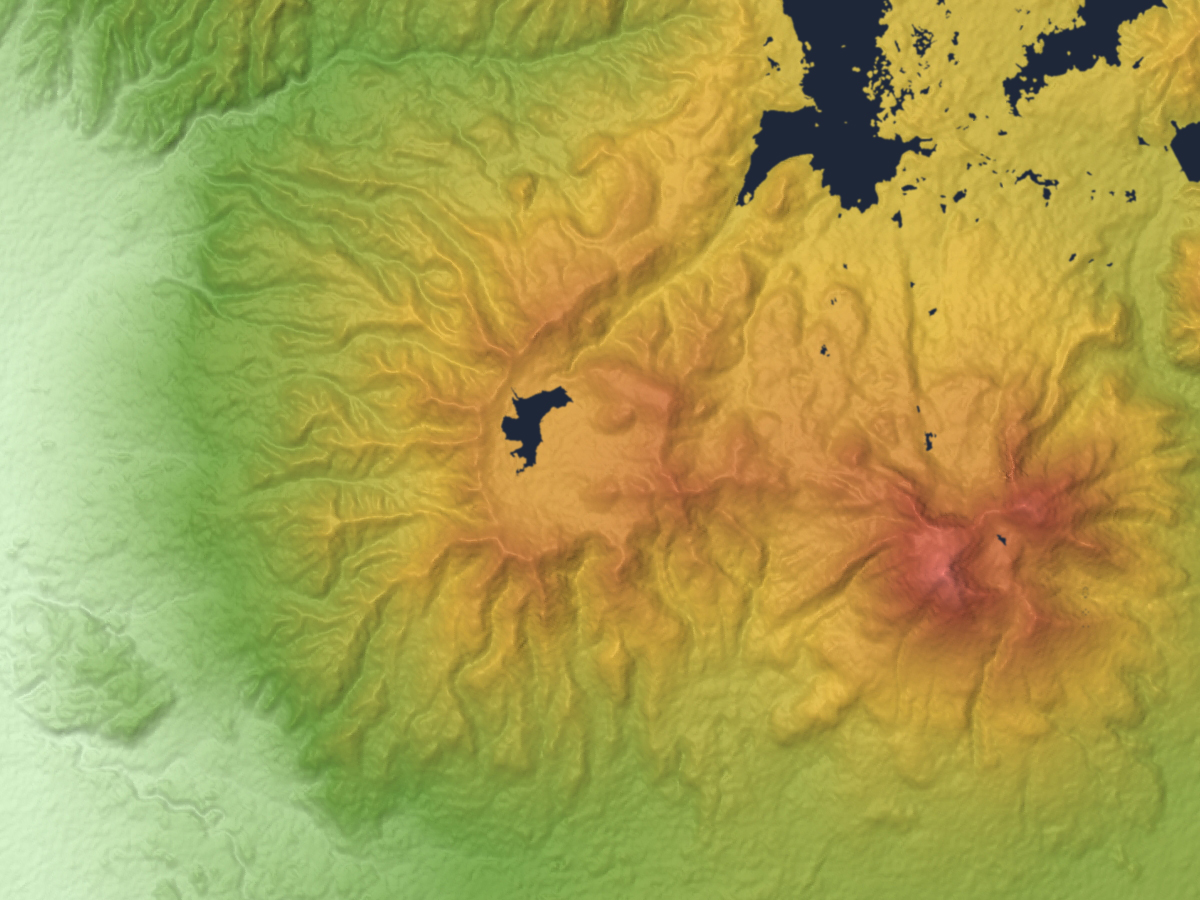
雄国沼カルデラ
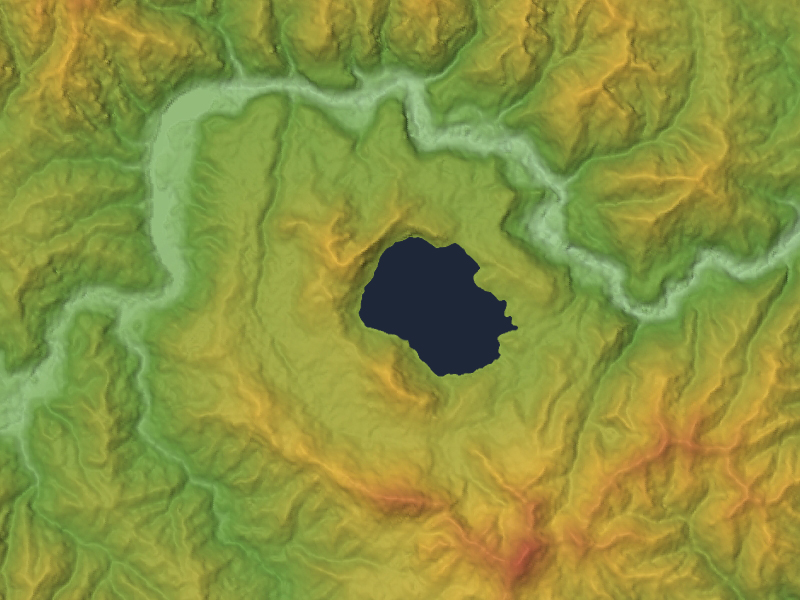
沼沢カルデラ
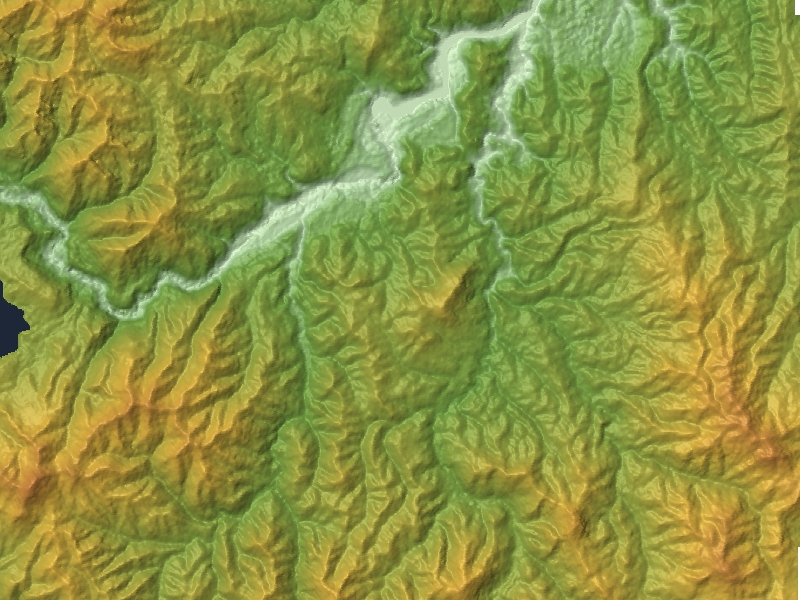
砂子原カルデラ

薬研カルデラ（やげんカルデラ）

大畑カルデラ（おおはたカルデラ）
青森県むつ市にあるカルデラ。約300万～185万年前に噴火。
宇曽利カルデラ（うそりカルデラ）
青森県むつ市にある約27万年前の噴火によって形成された直径約5kmのカルデラ。カルデラ内には宇曽利湖がある。
陸奥畑カルデラ（むつはたカルデラ）

野平カルデラ（のだいカルデラ）
青森県むつ市にあるカルデラ。約190万年前に噴火。
八甲田カルデラ（はっこうだカルデラ）
八甲田山を中心に広がるカルデラ。カルデラ北側は盆地となっている。約65万年前と40万年前の噴火で形成され、八甲田山、大岳などを形成している北八甲田火山群は八甲田カルデラの後カルデラ火山である。櫛ヶ峯などを形成している南八甲田火山群は先カルデラ火山。
沖浦カルデラ（おきうらカルデラ）
約150万年前に形成された直径約15kmのカルデラ。後カルデラ火山として毛無山などがある。現在は侵食が進んでいる。
湯ノ沢カルデラ（ゆのさわカルデラ）
カルデラ内に碇ヶ関カルデラが形成されており、二重のカルデラとなっている。
碇ヶ関カルデラ（いかりがせきカルデラ）
青森県平川市と南津軽郡大鰐町にあるカルデラ。約200万～189万年前の虹貝凝灰岩などを噴出した噴火で形成された。中央火口丘として阿闍羅山がある。
奥入瀬カルデラ（おいらせカルデラ）
十和田カルデラの北東に隣接するカルデラ。
十和田カルデラ（とわだカルデラ）
四角形のカルデラ湖の南東側に小カルデラ（中湖）をもつ二重カルデラ湖。55万年前の以後に3回噴火した。いずれも火砕流を発生し、その影響による火砕流台地が青森県の各地に残っている。
大湯カルデラ（おおゆカルデラ）

大葛カルデラ（おおくずカルデラ）

湯瀬カルデラ（ゆせカルデラ）

田山カルデラ（たやまカルデラ）

田代平カルデラ（たしろたいカルデラ）
七時雨火山にある。約110万～90万年前の火山活動により形成された。
八幡平カルデラ（はちまんたいカルデラ）

先焼山カルデラ
現在はカルデラ内に秋田焼山が形成されている。
玉川カルデラ（たまがわカルデラ）
秋田県仙北市にある直径10×10kmの四角形のカルデラ。先焼山カルデラの南方に隣接している。約200万年前に古玉川溶結凝灰岩、約100万年前に玉川溶結凝灰岩を噴出した噴火で形成。
宮田カルデラ（みやたカルデラ）

西岩手カルデラ（にしいわてカルデラ）
岩手山の西側にある直径約2×1.3kmの北西開きの馬蹄形カルデラ。約6万年前の火山活動により形成された。カルデラ中央部には御苗代湖がある。また、岩手山頂付近でも約7千年前に山体崩壊を起こし、直径約1×1.5kmの東開きの馬蹄形カルデラを形成した（東岩手カルデラ）が、現在は火山活動により埋め尽くされ、カルデラ南端が不動平として残っているのみである。
乳頭カルデラ（にゅうとうカルデラ）

秋田駒ヶ岳カルデラ（あきたこまがたけカルデラ）
秋田駒ヶ岳にある直径約2×3kmの楕円型のカルデラ。笹森山側には直径約1kmの北部カルデラがあり、こちらは南部カルデラと呼ばれる。約1万3000年前の噴火により形成された。カルデラ内には中央火口丘として女岳、小岳がある。
田沢湖カルデラ（たざわこカルデラ）
秋田県仙北市にあるカルデラ。180万年前～140万年前の噴火によって形成されたカルデラ。
男助カルデラ（おすけカルデラ）

川舟カルデラ（かわふねカルデラ）

南郷カルデラ（南郷カルデラ）

厳美カルデラ（がんびカルデラ）

院内カルデラ（いんないカルデラ）

三途川カルデラ（さんずかわカルデラ）
秋田県湯沢市にある直径約16×20kmの東北地方最大のカルデラ。二重のカルデラとなっており、外側は約600万年前に皆瀬川凝灰岩を噴出した噴火によって、内側は約350万年前に虎毛山凝灰岩を噴出した噴火によって形成された。後カルデラ火山として高松岳がある。
栗駒カルデラ（くりこまカルデラ）

肘折カルデラ（ひじおりカルデラ）
山形県の最上郡大蔵村にある直径約2kmのカルデラ。約1万2000年前の噴火活動によって形成された。カルデラ内には肘折温泉がある。
花山カルデラ（はなやまカルデラ）

鬼首カルデラ（おにこうべカルデラ）
宮城県大崎市にある直径約13kmのカルデラ。約30万～20万年前の池月凝灰岩を噴出した噴火で形成された。
鳴子カルデラ（なるこカルデラ）
宮城県大崎市にある約7万3千年前と約4万5千年前の活動によって形成された直径約7kmのカルデラ。カルデラ内には多数の火口があり、鳴子火山群を形成している。
向町カルデラ（むかいまちカルデラ）
山形県最上郡最上町にある、約80万年前の噴火で形成されたカルデラ。後カルデラ活動によって糠塚山、明神山が形成された。
赤倉カルデラ（あかくらカルデラ）
宮城県大崎市と山形県最上郡最上町にある直径10×9kmのカルデラ。約300万～200万年前の噴火で形成された。後カルデラ火山として奥羽山がある。
七ツ森カルデラ（ななつもりカルデラ）
宮城県黒川郡大和町にある直径約6kmの楕円形のカルデラ。約250～160万年前の宮床凝灰岩を噴出した噴火によって形成された。外輪山として赤崩山などがある。
山寺カルデラ（やまでらカルデラ）

白沢カルデラ（白沢カルデラ）

川崎-遠刈田カルデラ（かわさき－とおがたカルデラ）

白鷹カルデラ（しらたかカルデラ）

青麻カルデラ（あおそカルデラ）
宮城県刈田郡蔵王町にある直径約2.5kmのカルデラ。約40～30万年前の噴火で形成された。中央火口丘として青麻山がある。
馬の背カルデラ（うまのせカルデラ）
蔵王連峰にあるカルデラ。東に開いたC形の外輪山の中に、中央火口丘の「五色岳」、隣接して火口湖の御釜がある。
赤湯カルデラ（あかゆカルデラ）

七ヶ宿カルデラ（なながやどカルデラ）

飯坂カルデラ（いいざかカルデラ）

板谷カルデラ（いたやカルデラ）

大峠カルデラ（おおとげカルデラ）

横向カルデラ（よこむきカルデラ）

木地小屋カルデラ（きじごやカルデラ）

高玉カルデラ（たかだまカルデラ）

雄国沼カルデラ（おぐにぬまカルデラ）
福島県北塩原村にある直径約3kmのカルデラ。約100万～80万年前に形成された。北東に開いており、外輪山として猫魔ヶ岳、古城ヶ峰、雄国山などがある。カルデラ湖として雄国沼がある。
上戸カルデラ（じょうこカルデラ）

高川カルデラ（たかがわカルデラ）

城ノ入沢カルデラ（じょうのいりさわカルデラ）

塔のへつりカルデラ群（とうのへつりカルデラぐん）
福島県下郷町付近にある前期更新世（1.5-0.9 Ma）のカルデラ群。白河火砕流堆積物群を形成。
小野カルデラ（おのカルデラ）
約140万年前に隈戸火砕流を噴出した噴火で形成。
塔のへつりカルデラ（とうのへつりカルデラ）
直径17×10km。約130万年前に芦野火砕流を、約120万年前に南倉沢火砕流を、約100万年前に天栄火砕流を噴出した噴火で形成。
成岡カルデラ（なるおかカルデラ）
塔のへつりカルデラの西側に隣接するカルデラ。約110万年前に西郷火砕流を噴出した噴火で形成。
桧和田カルデラ（ひわだカルデラ）
福島県大沼郡会津美里町にあるカルデラ。約300万～260万年前の仏沢火砕流を噴出した噴火で形成された。
砂子原カルデラ（すなごはらカルデラ）
福島県柳津町、三島町にまたがる直径約2kmの濁川形カルデラ。約27万～25万年前の噴火で形成された。後カルデラ火山として湯ノ岳がある。また、カルデラ内には西山温泉がある。
入山沢カルデラ（いりやまざわカルデラ）

沼沢カルデラ（ぬまざわカルデラ）
福島県会津地方の西部にある沼沢湖は直径約2kmのカルデラ湖で、約5400年前の噴火で形成された。約4.5万年前にもほぼ同じ場所で大規模な噴火があり、これは現在上井草カルデラとして外輪山が残る。沼沢火山はこのカルデラの中央部におきた新規活動と見ることもできる。
矢沢カルデラ（やざわカルデラ）

八塩田カルデラ（やしおだカルデラ）

古町カルデラ（ふるまちカルデラ）

山王峠カルデラ（さんのうとうげカルデラ）

八総カルデラ（やそうカルデラ）

木賊カルデラ（とくさカルデラ）
福島県南会津町付近にある直径約10kmのカルデラ。約660万～620万年前に湯ノ花層を噴出した噴火で形成された。
奥只見カルデラ（おくただみカルデラ）

荒沢岳カルデラ（あらさわだけカルデラ）

## 関東地方

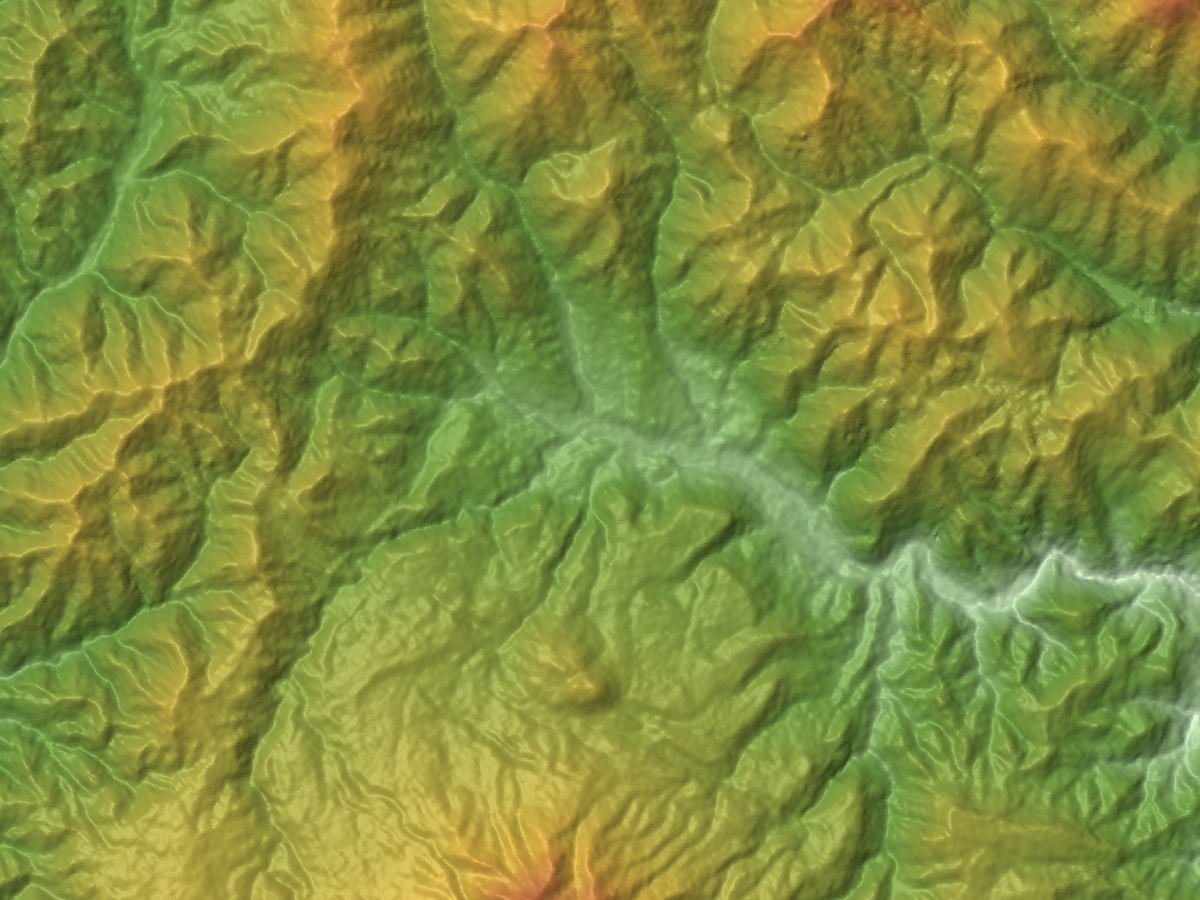
塩原カルデラ
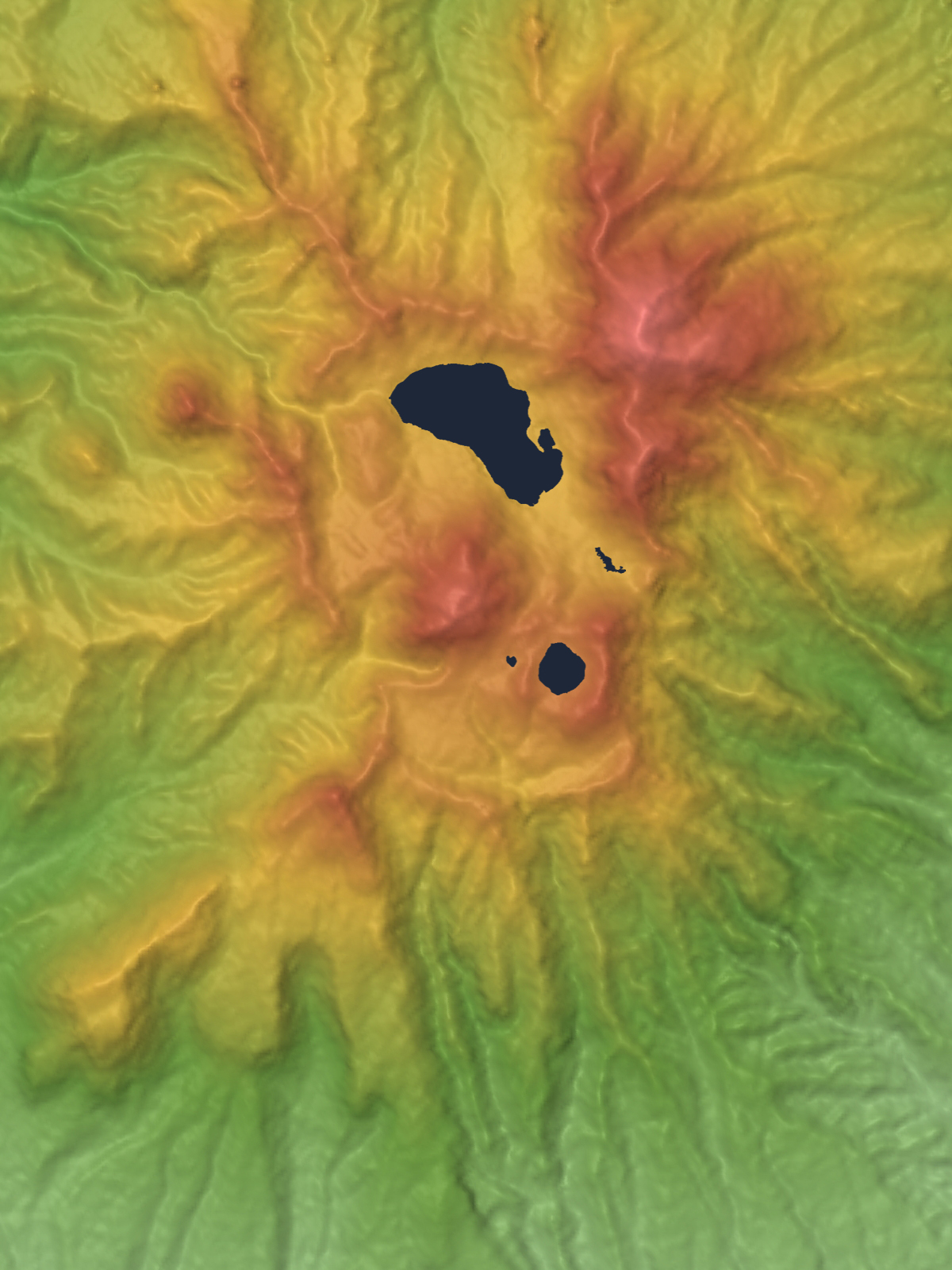
赤城山頂カルデラ
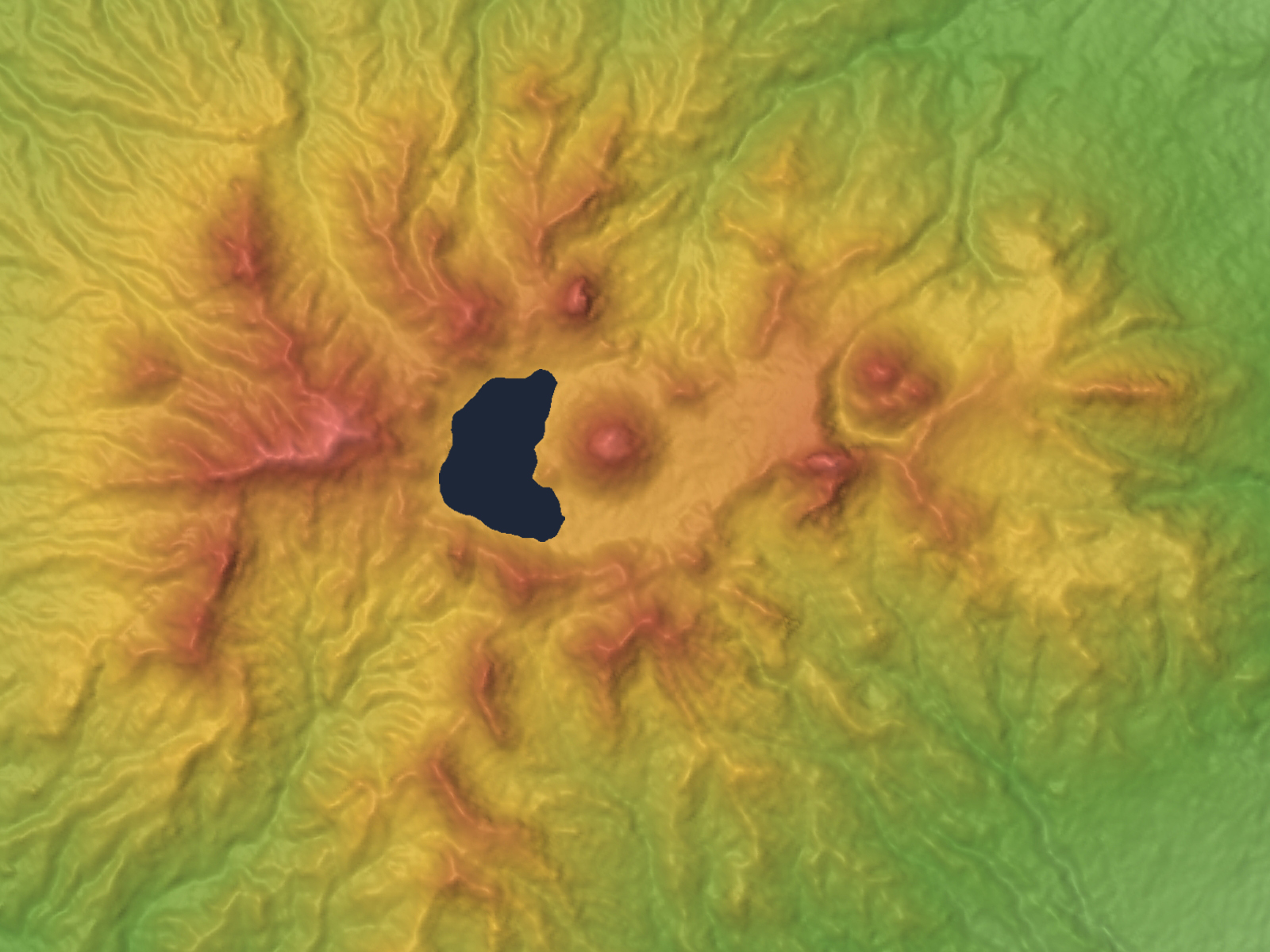
榛名カルデラ
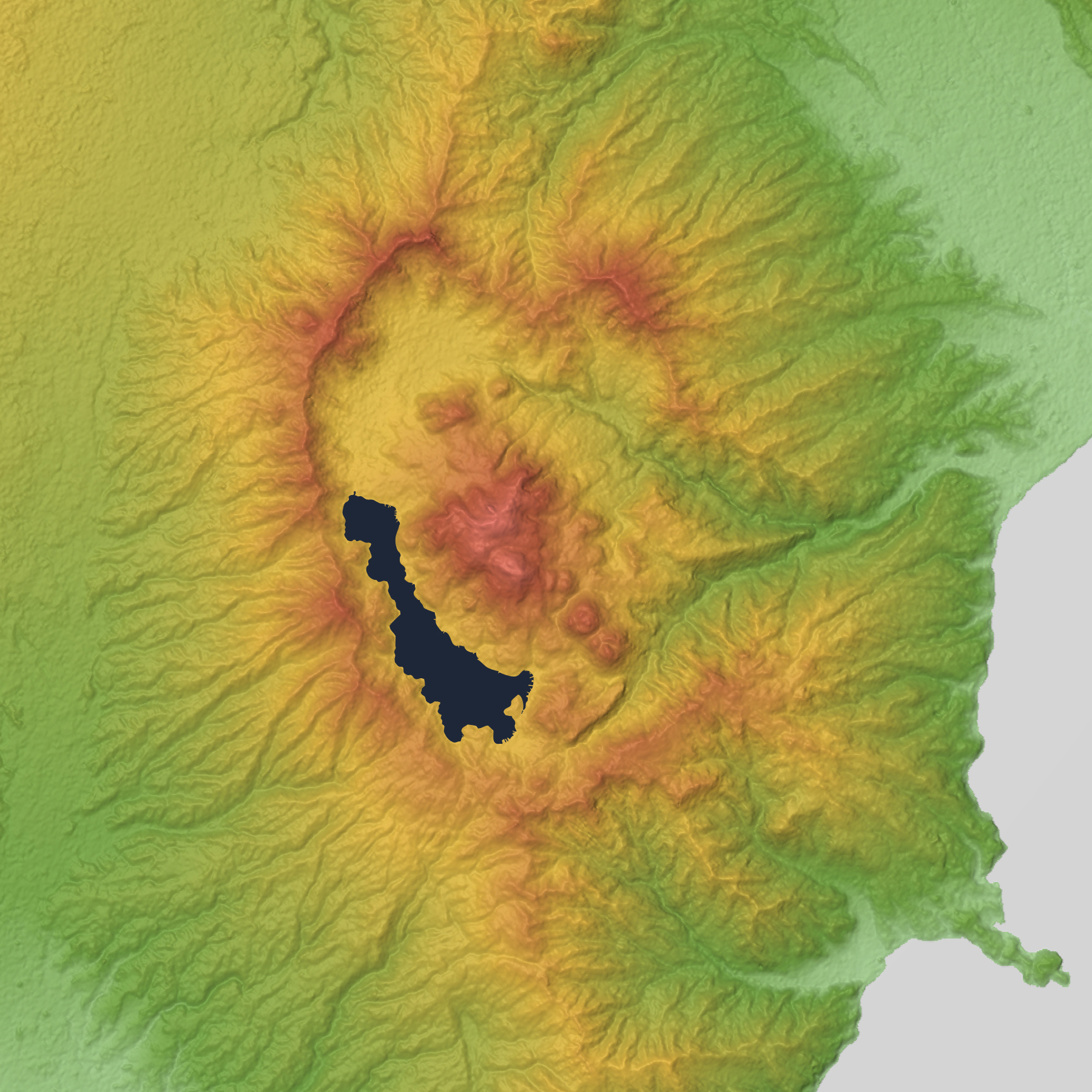
箱根カルデラ

塩原カルデラ（しおばらカルデラ）
栃木県北部の塩原温泉郷付近で約35～40万年前に大規模な大田原火砕流を噴出した際に形成された東に開いた馬蹄形カルデラ。カルデラ形成後、西側のカルデラ壁周辺で鶏頂山、中岳、西平岳など成層火山の噴出により半分以上が埋められてしまったため、現在では地形は中央火口丘である前黒山や明神岳、カルデラ壁の内側に沿って流れるスッカン沢、鹿股川など痕跡程度と、カルデラ湖（塩原化石湖、東西約6km、南北3kmの三日月型）の堆積物（塩原湖成層）が塩原温泉郷の西部に一部残っている程度である。形成時には高原山の一部である前黒山の付近を中心に直径10km前後のカルデラであったと推定される。この大規模な大田原火砕流が堆積して日本最大級の扇状地那須野が原の基礎が形成された。
川治カルデラ（かわじカルデラ）

湯西川カルデラ（ゆにしがわカルデラ）

土呂部カルデラ（どろぶカルデラ）

奥鬼怒カルデラ（おくきぬカルデラ）
栃木県、群馬県、福島県の県境にある直径約16kmの関東最大のカルデラ。約700万年前に駒止峠火砕流、約900万年前にはオドシマ沢火砕流を噴出した。
奥日光カルデラ（おくにっこうカルデラ）

香沢カルデラ（かざわカルデラ）

片品川カルデラ（かたしながわカルデラ）

追貝カルデラ（おいかいカルデラ）

平滝コールドロン（ひらたきコールドロン）

栗原川コールドロン（くりはらがわコールドロン）

根利コールドロン（ねりコールドロン）

沼田コールドロン（ぬまたコールドロン）

本宿カルデラ（もとじゅくカルデラ）
群馬県甘楽郡下仁田町にある直径約10kmのカルデラ。凹地が残っていないことから本宿コールドロンとも呼ばれる。長野県東部、群馬県西部から秩父、丹沢にかけてのかつての火山フロントに沿う第三紀鮮新世（およそ300万年前まで）の噴火活動により形成され、東日本に残る火山地形としては古いものにあたる。荒船山や妙義山の岩体はこの時の隆起と貫入したデイサイト溶岩が、その後の浸食により露出しメサとなったものである。
奈良俣カルデラ（ならまたカルデラ）
群馬県利根郡みなかみ町のならまた湖付近にあるカルデラ。約210万年前に形成された。
赤城山頂カルデラ（あかぎさんちょうカルデラ）
赤城山の中心部にある南北4km、東西2kmのカルデラ。約3万2000年前に鹿沼軽石を噴出させた噴火によって形成された馬蹄型カルデラである。この噴火によって小沼タフリング、地蔵岳溶岩ドーム、中央火口丘の見晴山がカルデラ内に形成された。また、山頂カルデラの北西にある鈴ヶ岳が19万年前に噴火した際、それに伴ってカルデラ（深山カルデラ）を形成したという説がある。
榛名カルデラ（はるなカルデラ）
榛名山の山体中心にあるカルデラ。約5万年前に約2×3kmの陥没カルデラが形成された。山体中心付近にはカルデラ湖である榛名湖とカルデラ形成後の溶岩ドームである榛名富士がある。
箱根カルデラ（はこねカルデラ）
箱根山の中央部にある南北約11km、東西約8kmに亘るカルデラである。周辺の火山灰の研究から箱根山では、大規模な噴火が頻発した時期が2回あることが分かっている。これらの時期は「軽石流期」と呼ばれ（軽石流は火砕流の一種）、さらに古期軽石流期（約25～12万年前）と新期軽石流期（約8～6万5千年前）に分類される。新期軽石流期最後の大噴火である東京軽石の噴火（約6万5千年前）では、軽石が今の東京まで降り注ぎ、火砕流は西は富士川まで、東は横浜や藤沢付近まで達した。2回の軽石流期の期間中に段階的に形成されたと考えられている。これまで、古期カルデラと新期カルデラが重なっていると考えられていたが、最近の研究により複数の小型カルデラの集合であるという説が出された。カルデラ内に芦ノ湖や大涌谷などの観光地がある。

## 中部地方

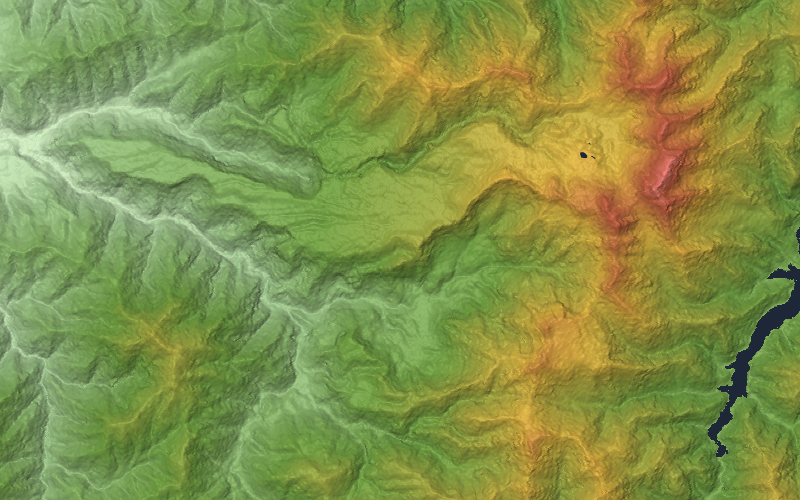
立山カルデラ(中央右)
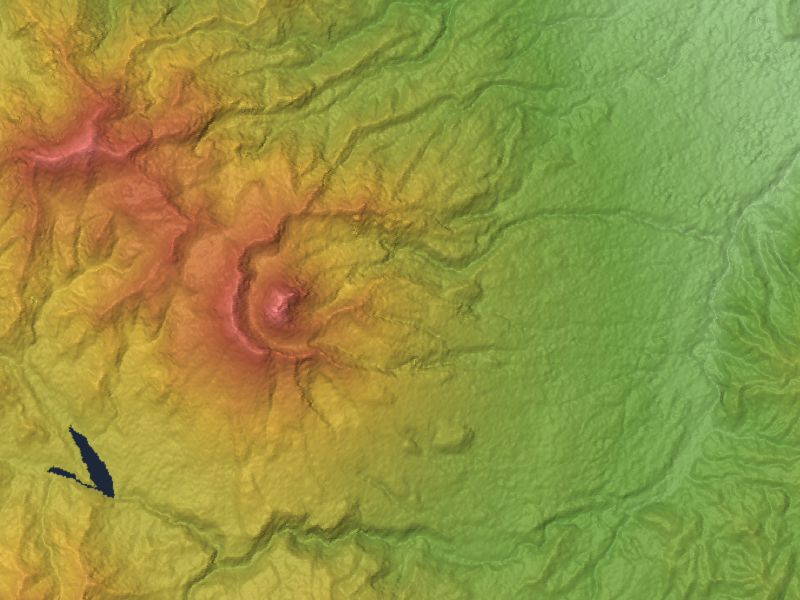
妙高カルデラ
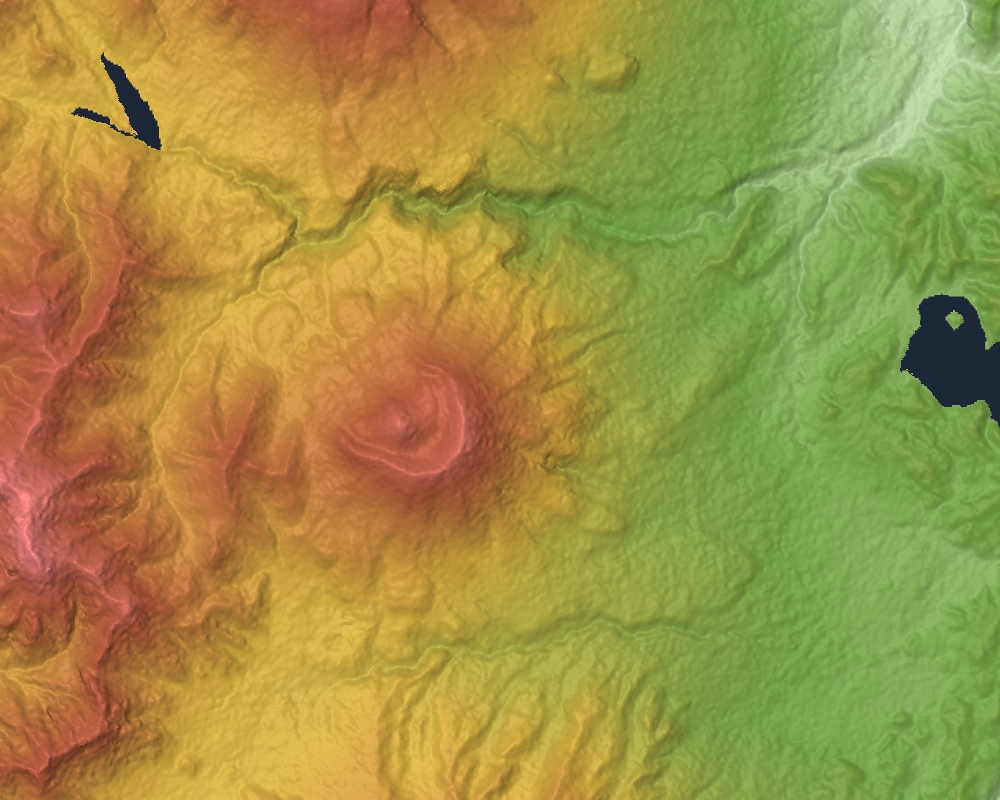
黒姫カルデラ
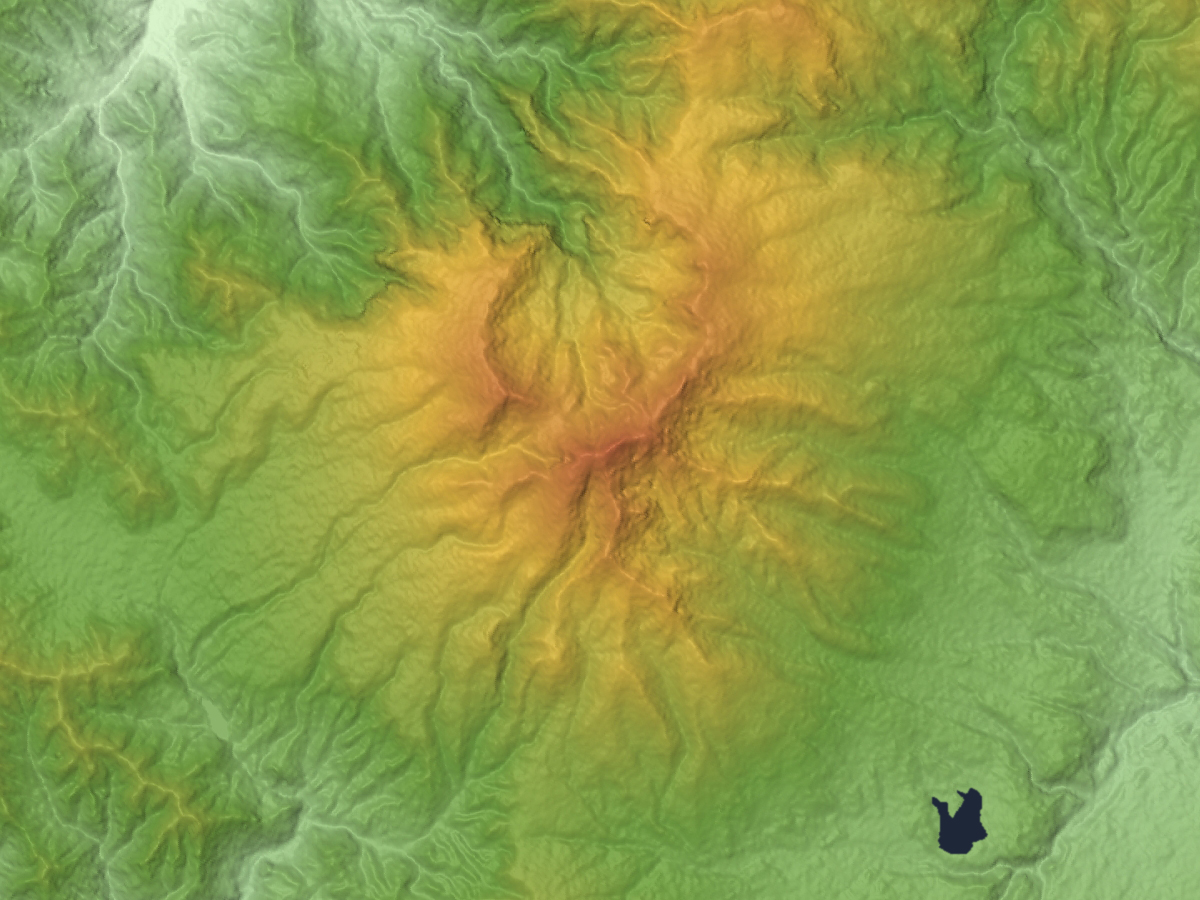
四阿カルデラ
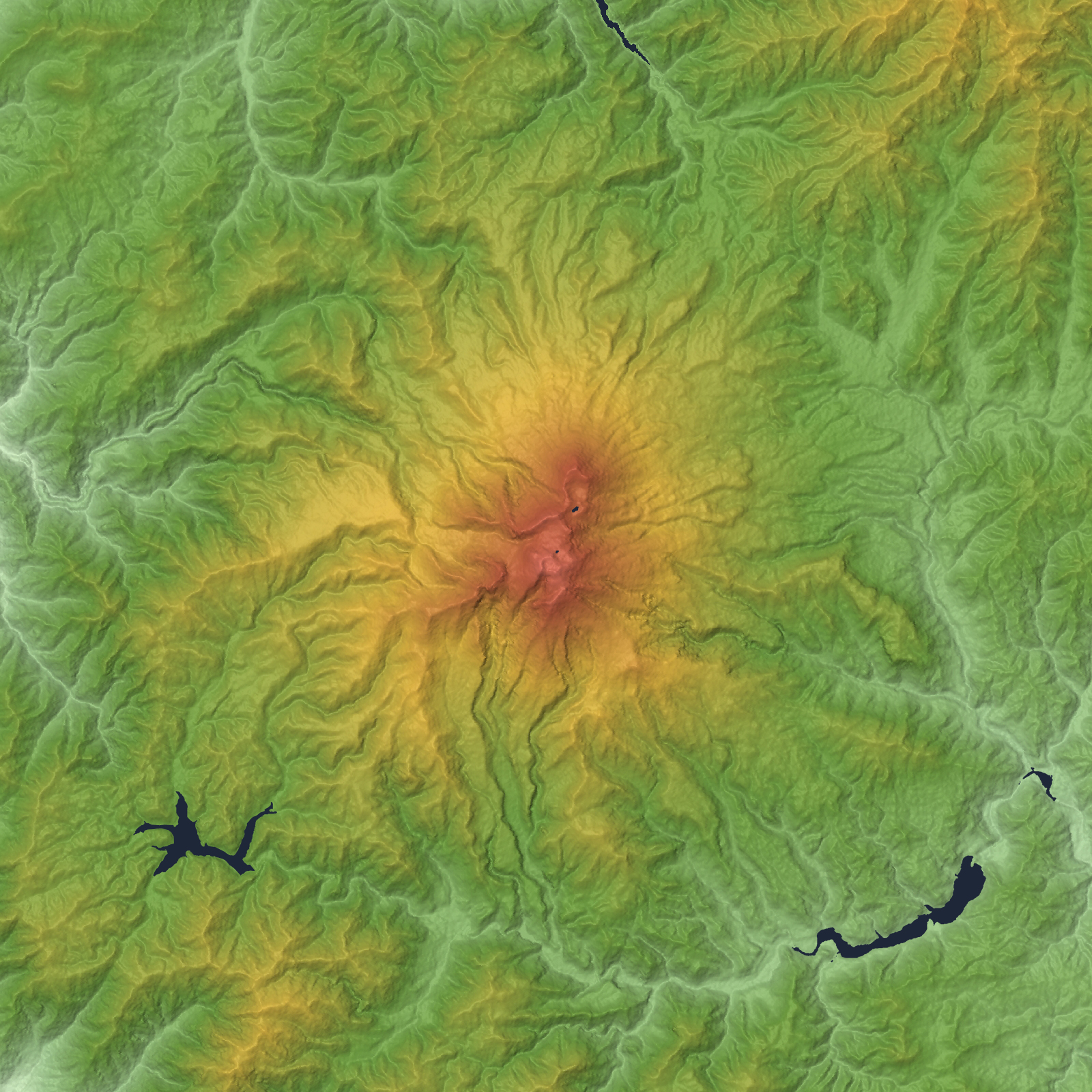
御岳カルデラ
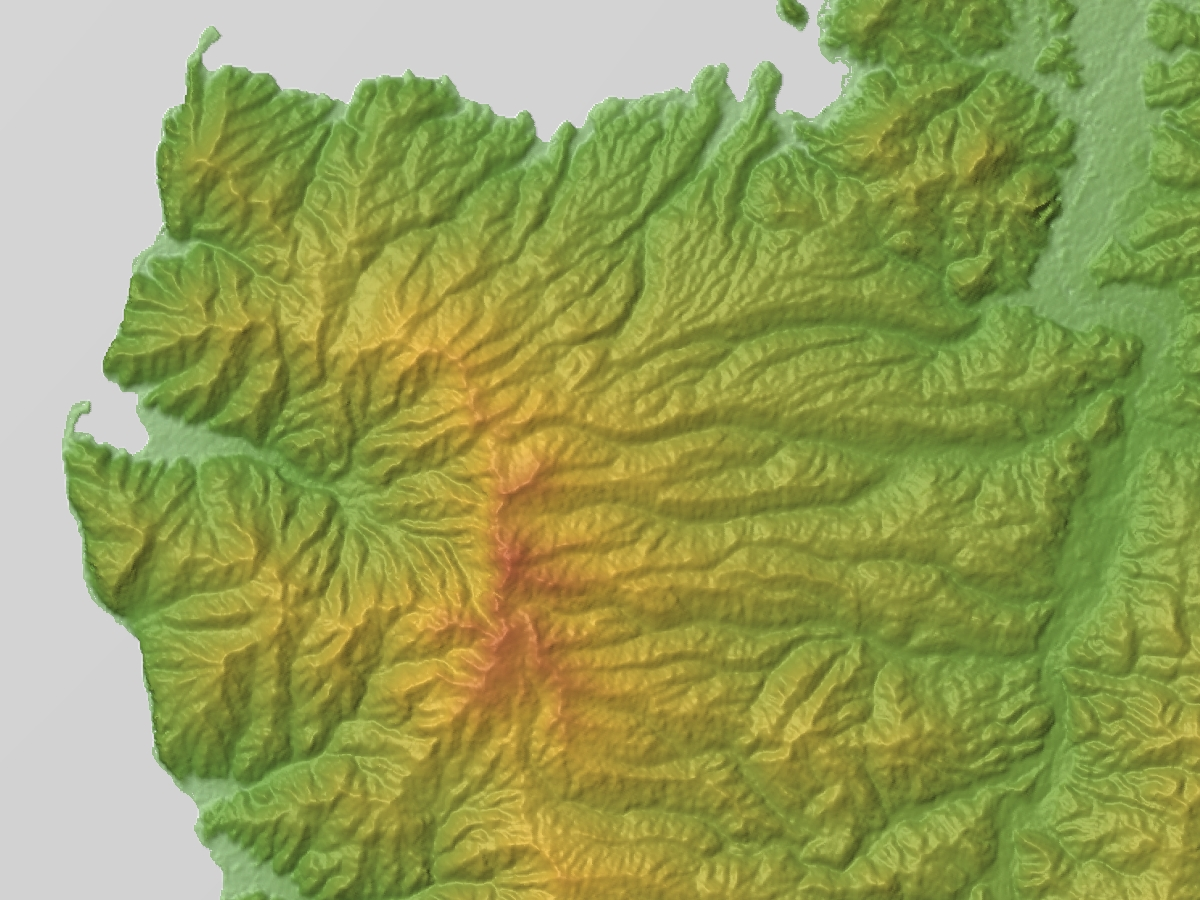
達磨カルデラ

立山カルデラ(たてやまカルデラ)
富山県の南東部にある立山火山にあるカルデラ。山の崩壊や侵食によってできた侵食カルデラである。富山県立山町には、立山カルデラ砂防博物館があり、カルデラや周辺の砂防史について展示している。
妙高カルデラ(みょうこうカルデラ)
新潟県妙高市にある約2万年前に形成された直径約3kmの東開き馬蹄形カルデラ。中央火口丘として妙高山がある。
黒姫カルデラ(くろひめカルデラ)
長野県上水内郡信濃町にある約4万3千年前に形成された直径約1.5kmの北西開きの馬蹄形カルデラ。中央火口丘として御巣鷹山がある。
四阿カルデラ(あずまやカルデラ)
長野県須坂市と群馬県吾妻郡嬬恋村の境界にある直径約3kmのカルデラ。約34万年前の噴火で形成されたとみられ、外輪山に四阿山がある。
白沢天狗コールドロン（しらさわてんぐコールドロン）
長野県大町市にあるコールドロン。約160万年前の噴火でカルデラが形成された。現在は西から東にカルデラが傾斜している。
爺ヶ岳コールドロン（じいがたけコールドロン）
長野県大町市にあるコールドロン。約200万年前の噴火でカルデラが形成された。現在は西から東にカルデラが傾斜している。
笠ヶ岳コールドロン
笠ヶ岳付近にあるコールドロン。 形成時期は白亜紀最後期～古第三紀。
穂高グラーベン（ほだかグラーベン）
穂高岳、槍ヶ岳付近にあったグラーベン。東西圧縮による屈曲で南北約19km、東西約6kmの南北に長く陥凹した地溝地形。この薄い地盤を地下のマグマが熱して軟弱となりマグマが噴出した。この成因とされる母火山の一つは「槍穂高火山」といい、約175万年前には丹生川火砕流堆積物（噴出量約300km3）や恵比寿峠-福田火山灰（噴出量約380-480km3）で知られる安山岩（穂高安山岩類）を西側に向けてカルデラを形成しながら大量に噴出した。その火山灰は「穂高－Kd39」で知られる広域テフラとして房総半島にまで及んでいる。現在の槍ヶ岳や穂高岳の岩峰はこのときの柱状節理を伴う主に溶結凝灰岩などから成っている。グラーベンは最大層厚3,300mで埋没しているため「穂高コールドロン」とも呼ばれる。現在は西から東にカルデラが傾斜している。
御岳カルデラ(おんたけカルデラ)
御嶽山。約10万年前に巨大爆発。
達磨カルデラ（だるまカルデラ）
達磨山。直径約4kmの北西開き馬蹄形カルデラ。成因は不明。
戸室カルデラ(とむろカルデラ)
石川県金沢市戸室山西方。約1万8000年前の溶岩ドーム崩壊によって形成された馬蹄型カルデラ。

## 伊豆・小笠原諸島

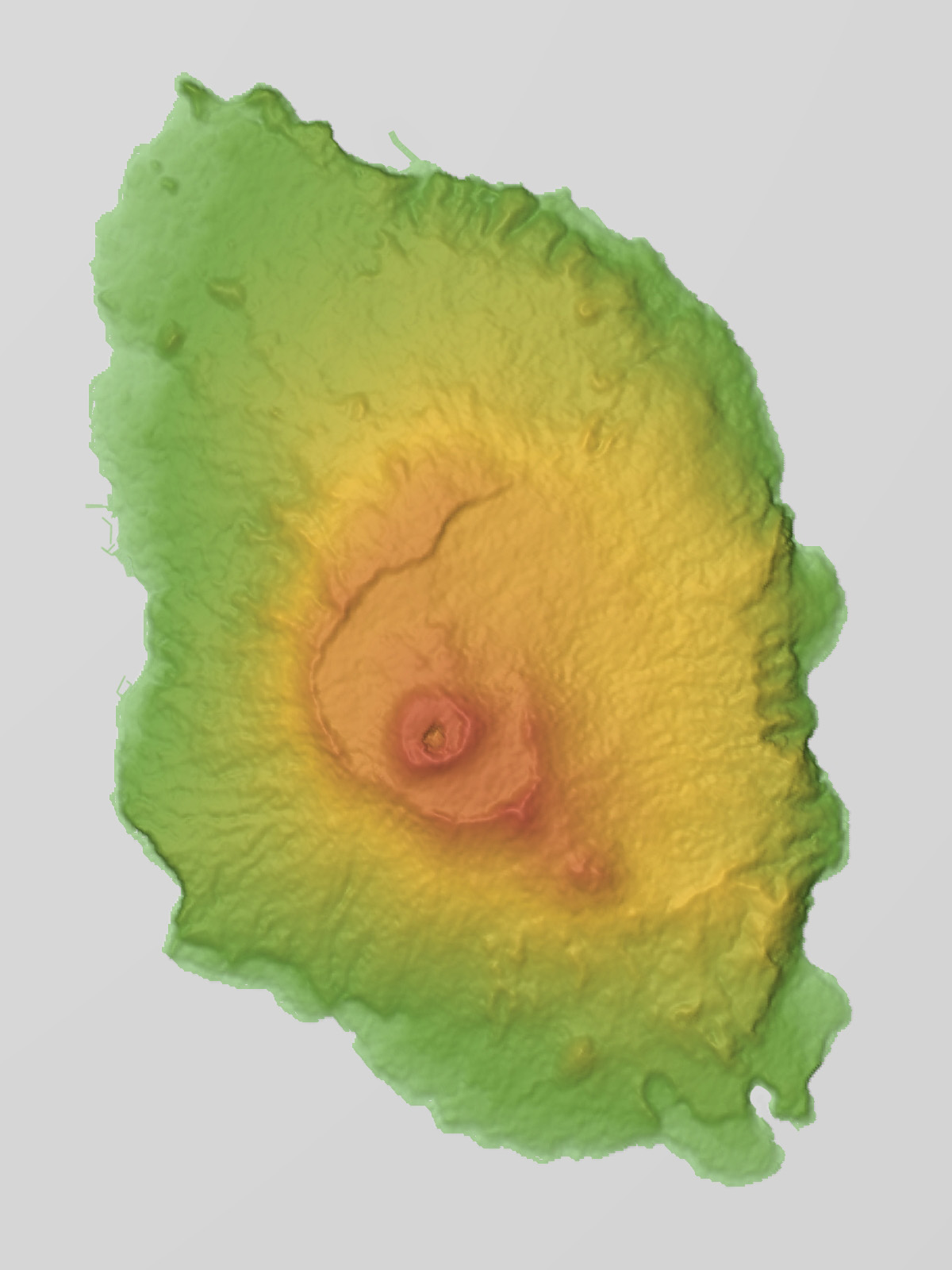
伊豆大島山頂カルデラ
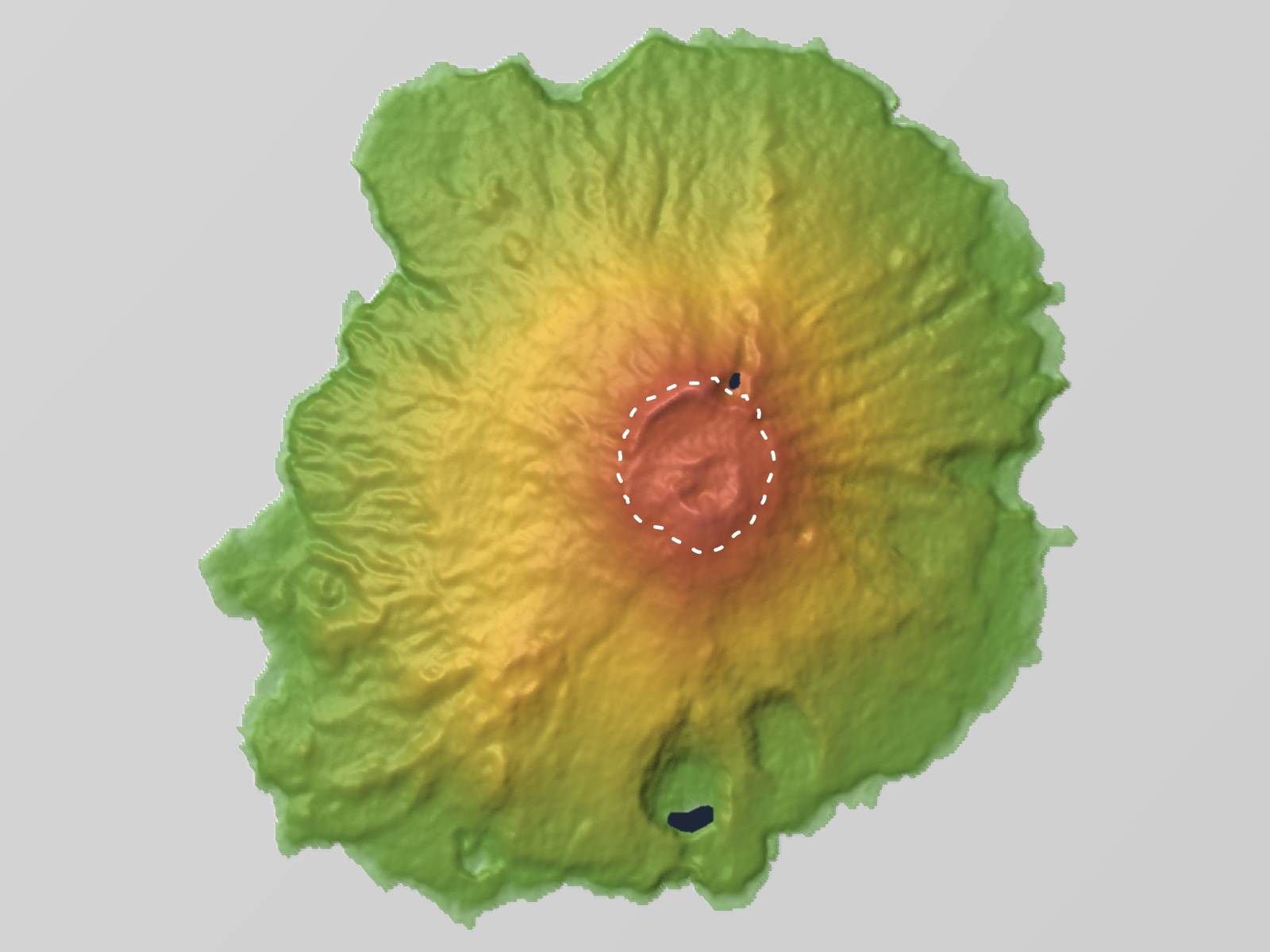
雄山カルデラ(三宅島) 点線が現在のカルデラの範囲
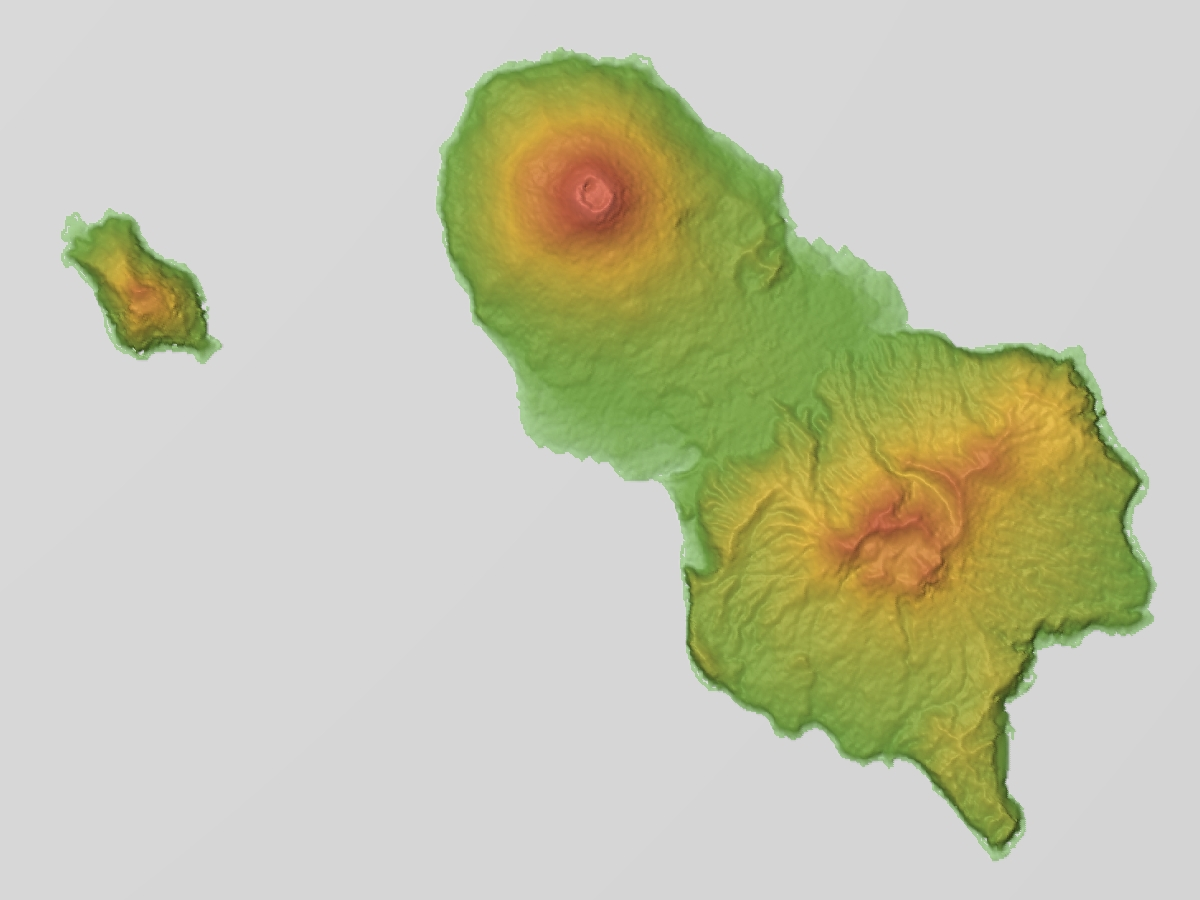
三原カルデラ(八丈島)
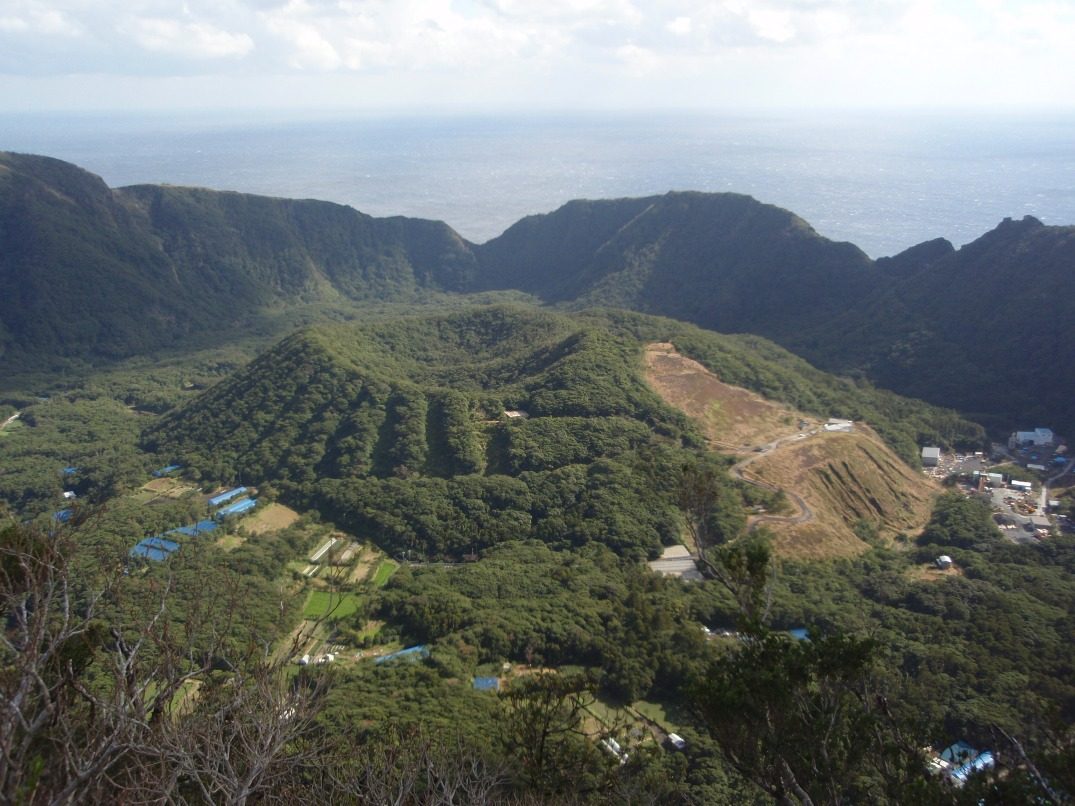
池之沢火口(青ヶ島)
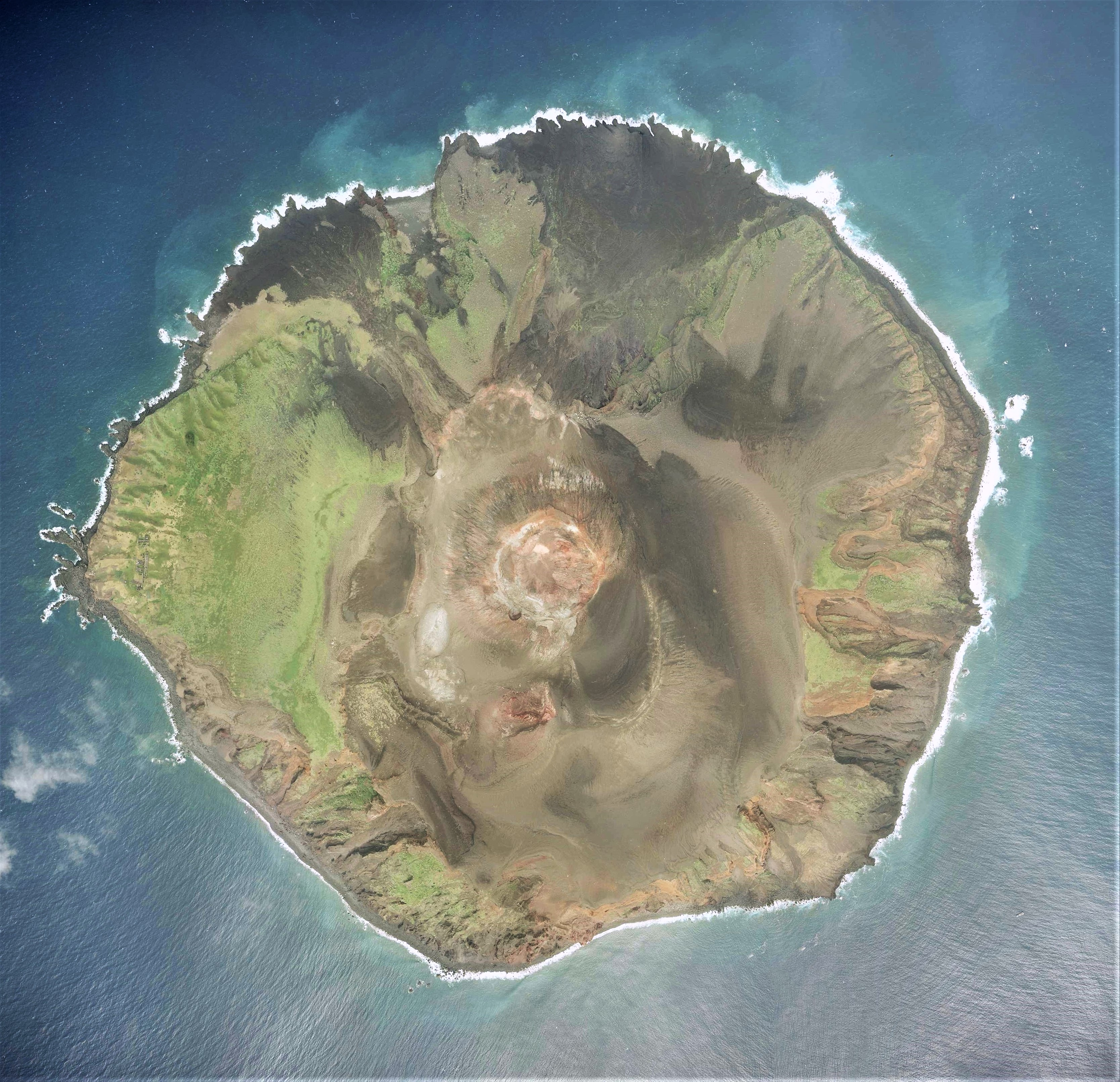
鳥島カルデラ 国土交通省 国土地理院 地図・空中写真閲覧サービスの空中写真を基に作成

伊豆大島山頂カルデラ（いずおおしまさんちょうカルデラ）
伊豆大島の中央部にある、直径3～4kmのカルデラ。東縁はカルデラ形成後の噴出物で埋没し不明瞭になっている。複数のカルデラ地形が複合して形成されていて、最新のカルデラは約1700年～1500年前の噴火で形成された。その後中央火口丘として三原山が形成された。
大室ダシカルデラ(おおむろかいけつカルデラ)
伊豆大島の南約20kmにある大室海穴を中心として広がる直径約8kmの海底カルデラ。現在は陥没部分(大室海穴)を除いて堆積物に埋没している。
利島沖カルデラ（としまおきカルデラ）
利島の北西約5kmにある直径約3×5kmの海底カルデラ。約70万年前の噴火で形成された。
雄山カルデラ（おやまカルデラ）
三宅島の雄山の中心部にある直径約1.6kmのカルデラ。2000年の噴火で形成され、それまであった八丁平カルデラ（約2400年前に形成）が消滅した。また、このカルデラの外側には直径約3.5kmの桑木平カルデラがある。
黒瀬海穴カルデラ（くろせかいけつカルデラ）
八丈島の北北西約30kmにある直径約7kmの海底カルデラ。
三原カルデラ（みはらカルデラ）
八丈東山にあるカルデラ。長径1.4km、短径0.9kmでカルデラと呼ぶにはやや小さいが三原カルデラと呼ばれる。八丈東山には複数のカルデラによる地形が残されている。そのうち最も新しいカルデラで、約2.2～2万年前に形成されたとされている。東山の西白雲山と東台子山を結ぶ円弧に代表されるより古い直径2.4kmの北側に開いたカルデラもあるが形成年代は分かっていない。
池之沢火口（いけのさわかこう）
青ヶ島の南部にある直径約1.7×1.5kmの火口でカルデラとされる場合もある。約2600～2100年前の火山活動で形成された。中央火口丘として丸山がある。
東青ヶ島カルデラ（ひがしあおがしまカルデラ）
青ヶ島の東方約12kmにある直径約5.4×9.9kmの海底カルデラ。第2東青ヶ島海丘と第3東青ヶ島海丘はこのカルデラの外輪山南縁に位置している。
明神海丘カルデラ（みょうじんかいきゅうカルデラ）
青ヶ島の南南東約40kmにある直径約4.3×6kmの海底カルデラ。明神海丘はこの外輪山西縁に位置している。カルデラ内には中央火口丘が形成されている。
ベヨネーズ海丘カルデラ（ベヨネーズかいきゅうカルデラ）
ベヨネース列岩の北西約20kmにある直径約3kmの海底カルデラ。カルデラ内には直径1×0.7kmの火口と、火口の東側にベヨネーズ海丘が形成されている。
明神礁カルデラ（みょうじんしょうカルデラ）
須美寿島の北約50kmにある直径約7×10kmの海底カルデラ。このカルデラの外輪山として明神礁、ベヨネース列岩がそれぞれ北東、西側に位置している。高根礁と呼ばれる大きな中央火口丘が存在し、その水深は330mである。
須美寿カルデラ（すみすカルデラ）
須美寿島の北側に形成されている青ケ島南方約110kmにあり北西-南東を長軸とする直径約6.6×8.3kmの海底カルデラ。高さ136mの突岩である須美寿島は、このカルデラの外輪山南縁に位置し、火山体からの固結した火道跡と考えられている。カルデラの最深部は水深969mにもなり、比高約200m、頂部水深795mの小さな中央火口丘がある。カルデラ東部の須美寿島北北東7kmにある白根（水深7.7m）と呼ばれる礁はカルデラ形成後に形成された外輪山の側火山の1つである。大陸棚に相当する台地面の発達からは、少なくとも約2万年前以前の形成と考えられている。
南須美寿カルデラ（みなみスミスカルデラ）
須美寿島の南約20kmにある直径2×3kmの海底カルデラ。
鳥島カルデラ（とりしまカルデラ）
鳥島の北側に形成されている直径約4kmの海底カルデラ。鳥島はこのカルデラの外輪山南縁に位置している。また、鳥島自体にも島中心部に直径約1.5kmのカルデラが存在し、中央火口丘として子持山、硫黄山が存在する。
水曜海山カルデラ（すいようかいざんカルデラ）
西之島の北北西約150kmにある水曜海山の山頂部に形成されている直径約1.5kmの海底カルデラ。活発な熱水活動が確認されている。
木曜海山カルデラ（もくようかいざんカルデラ）
西之島の北北西約120kmにある直径約3kmの海底カルデラ。カルデラ中央に比高180mの溶岩ドームがある。
海形海山カルデラ（かいかたかいざんカルデラ）
西之島の南南東約65kmにある直径約3kmの海底カルデラ。水深448mに中央火口丘が存在し、熱水活動に伴う白色の変色域が確認されている。
硫黄島カルデラ（いおうとうカルデラ）
硫黄島の元山を中心として広がる直径約10kmのカルデラ。後期更新世の火山活動で形成された。硫黄島に対して西側にある監獄岩や釜岩、東側にある東岩はカルデラ外輪山の一部が海面上に露出しているものである。
北福徳カルデラ（きたふくとくカルデラ）
16×10kmの海底カルデラ。海底地形からは東側の外輪山が卓越する。福徳岡ノ場はこの中央火口丘に相当し、同じ火山体上に南硫黄島や北福徳堆が乗っている。

## 近畿地方
赤穂コールドロン（あこうコールドロン）
兵庫県赤穂市を中心にして同県相生市、岡山県備前市一帯に跨る地域において約8,300～8,200万年前（後期白亜紀）に形成されたカルデラの痕跡。2016年に発表された。長径は約21kmにも及び日本国内では阿蘇カルデラ（約25km）、姶良カルデラ（約20km）に匹敵する規模である。
熊野カルデラ（くまのカルデラ）
和歌山県南東部串本町から三重県境を越えた辺りまで、約1,500万年前～約1,400万年前のカルデラ噴火の結果生じた、長径40km強×短径20km強級の大規模カルデラ。古座川弧状岩脈等がその痕跡の一部を為す。

## 中国地方

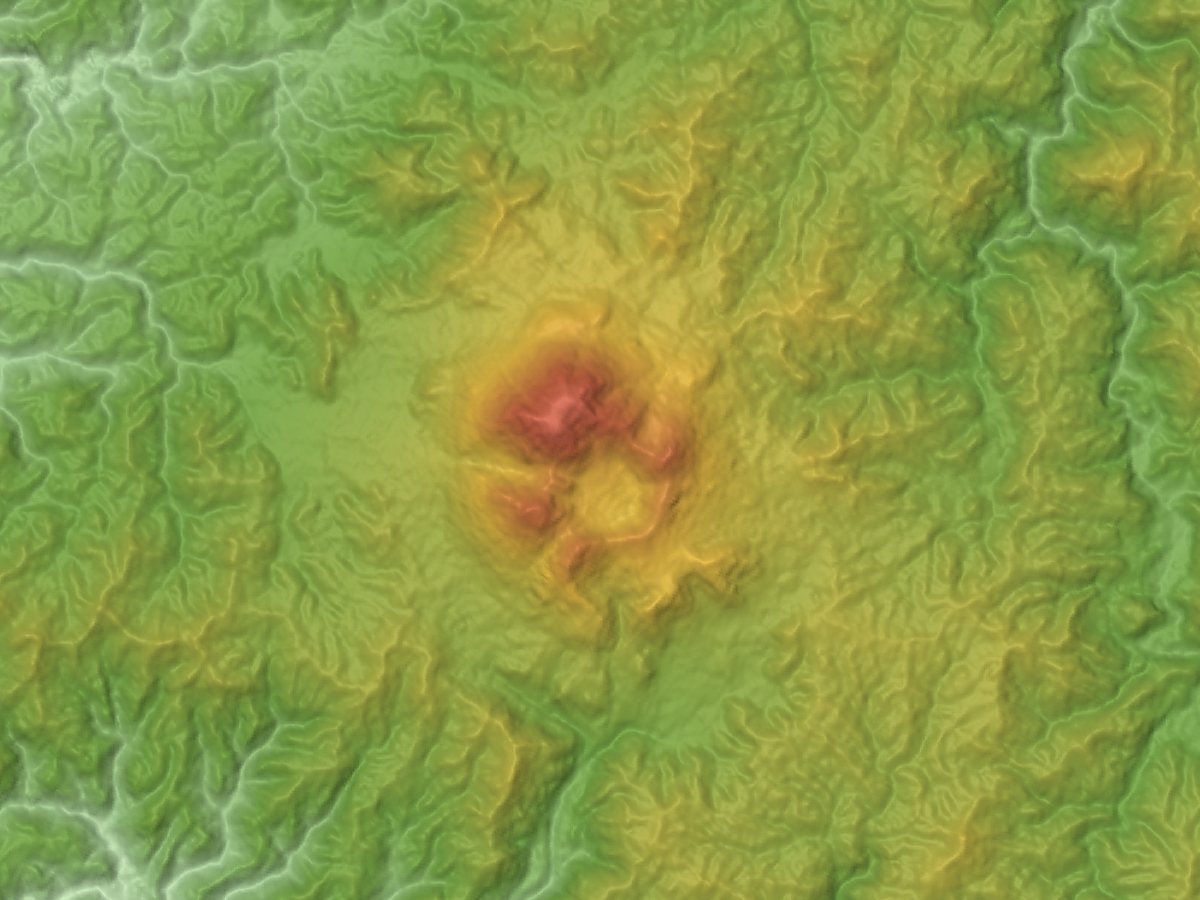
三瓶カルデラ
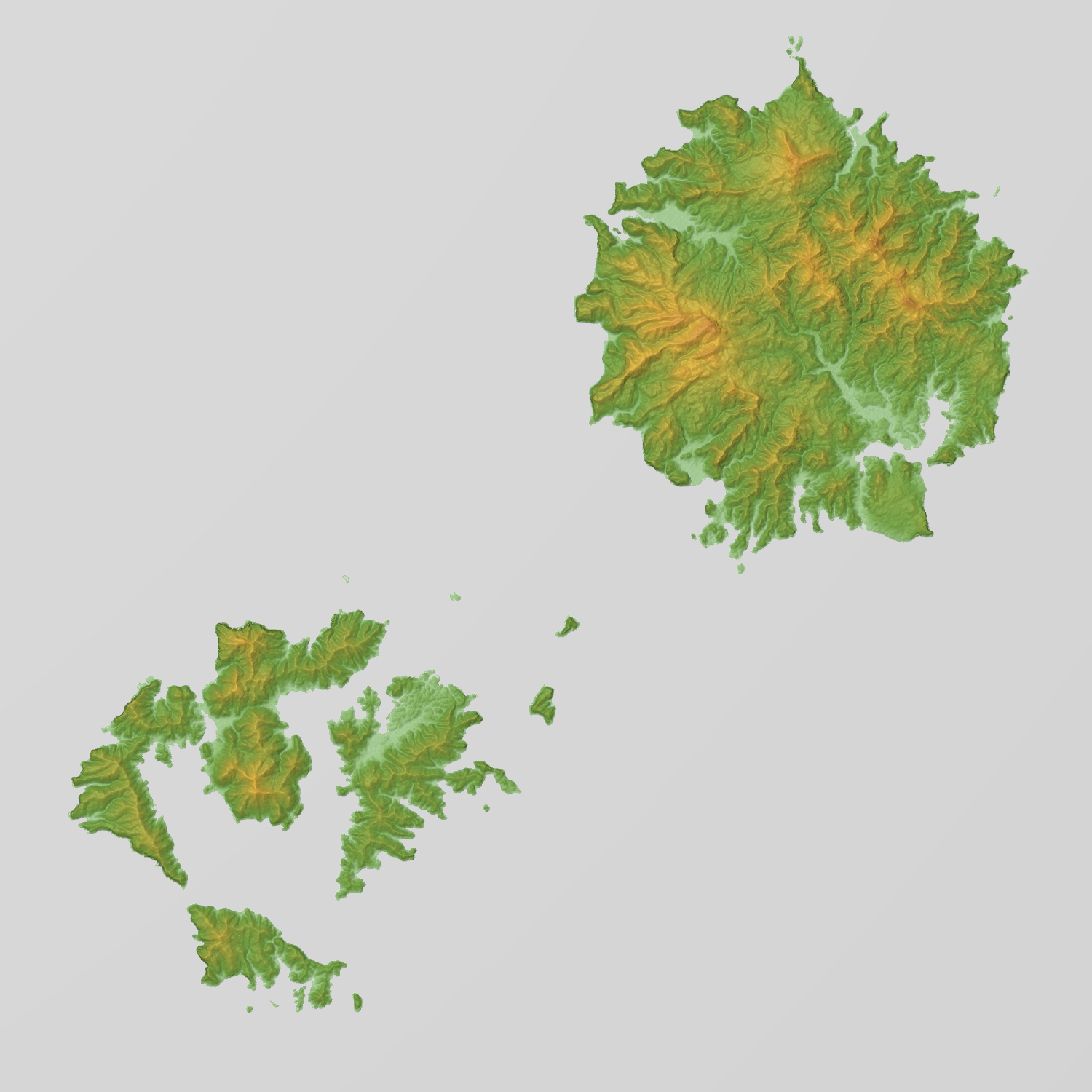
島前カルデラ(左)
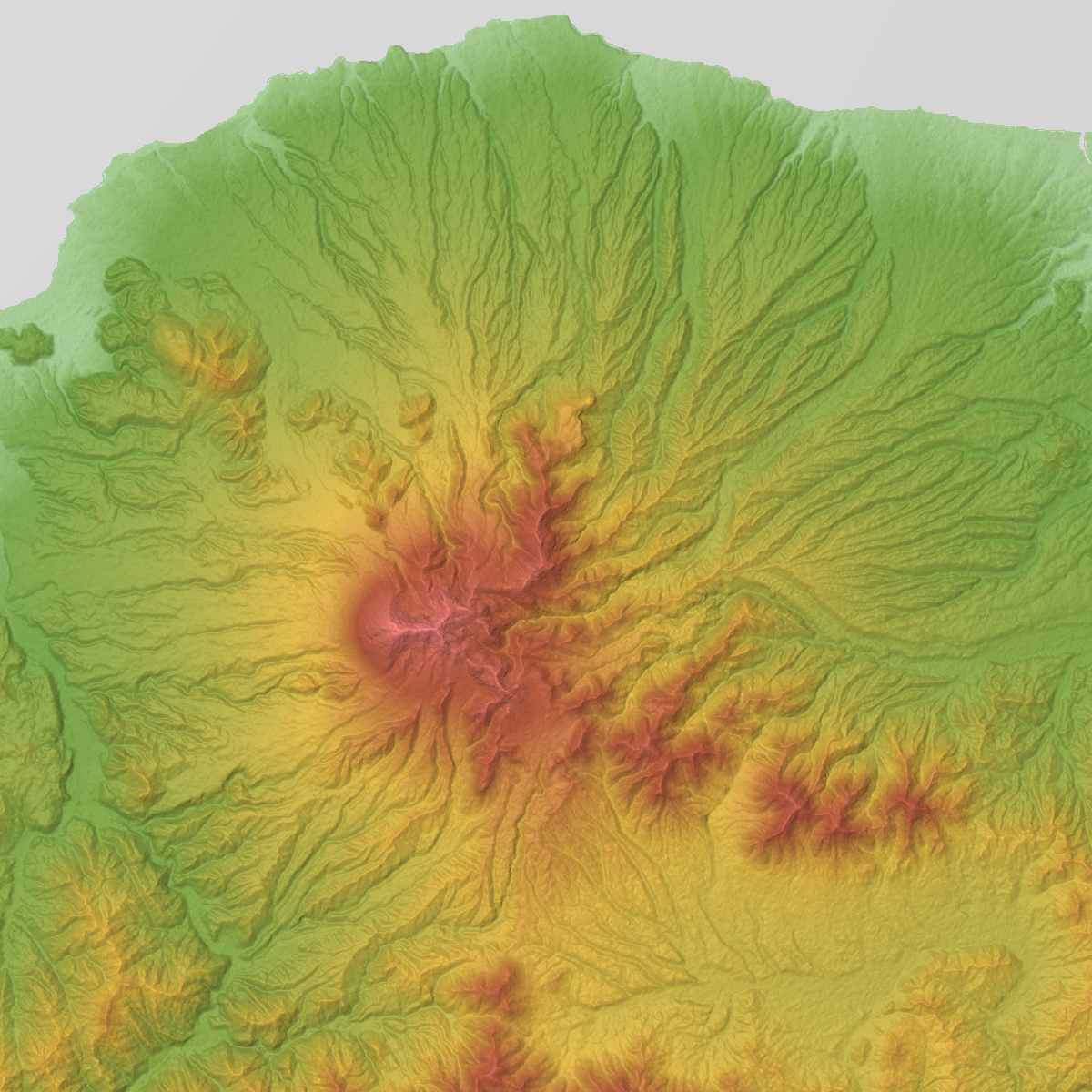
大山カルデラ
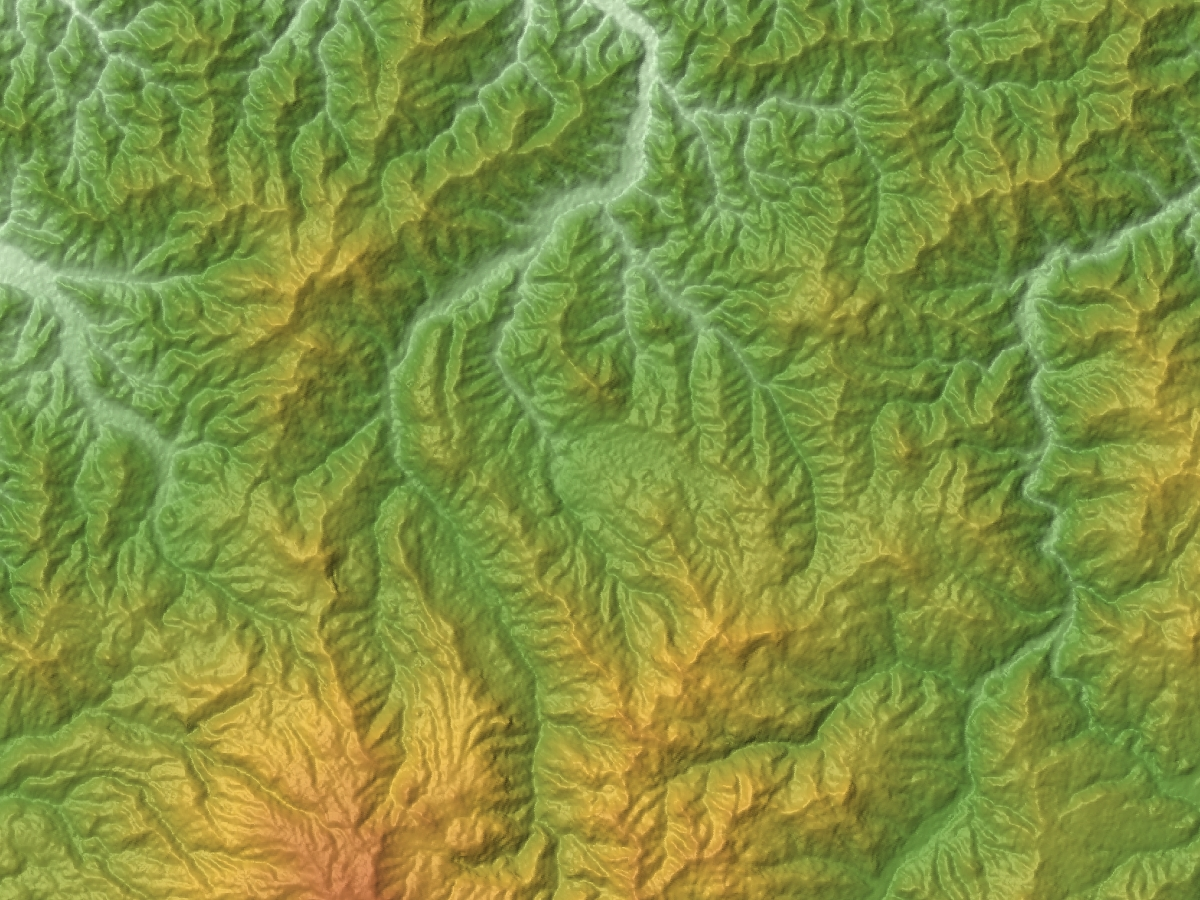
照来カルデラ

三瓶カルデラ（さんべカルデラ）
三瓶山。島根県中央部、約10万年前に巨大噴火。
島前カルデラ（どうぜんカルデラ）
隠岐諸島の島前を形成している直径約18×24kmの四角形のカルデラ。約500万年前の火山活動で形成され、中央火口丘として焼火山がある。
大山カルデラ（だいせんカルデラ）
鳥取県の西部にある伯耆大山にあるカルデラ。主峰の剣ヶ峰～三鈷峰と外輪山の烏ヶ山・矢筈ヶ山・甲ヶ山・勝田ヶ山・船上山などが囲む鏡ヶ成や元谷地域に存在するとされるが崩壊が著しく不明瞭になっている。
照来カルデラ（てらぎカルデラ）
兵庫県美方郡新温泉町にある直径16×12kmのカルデラ。約310万年前の噴火で形成された。
竹島カルデラ(たけしまカルデラ)
日本海西部にある竹島に存在する直径2.5×1.5kmのカルデラ。約270万～210万年前の火山活動で形成された。ホットスポットによる火山活動とされている。

## 九州地方

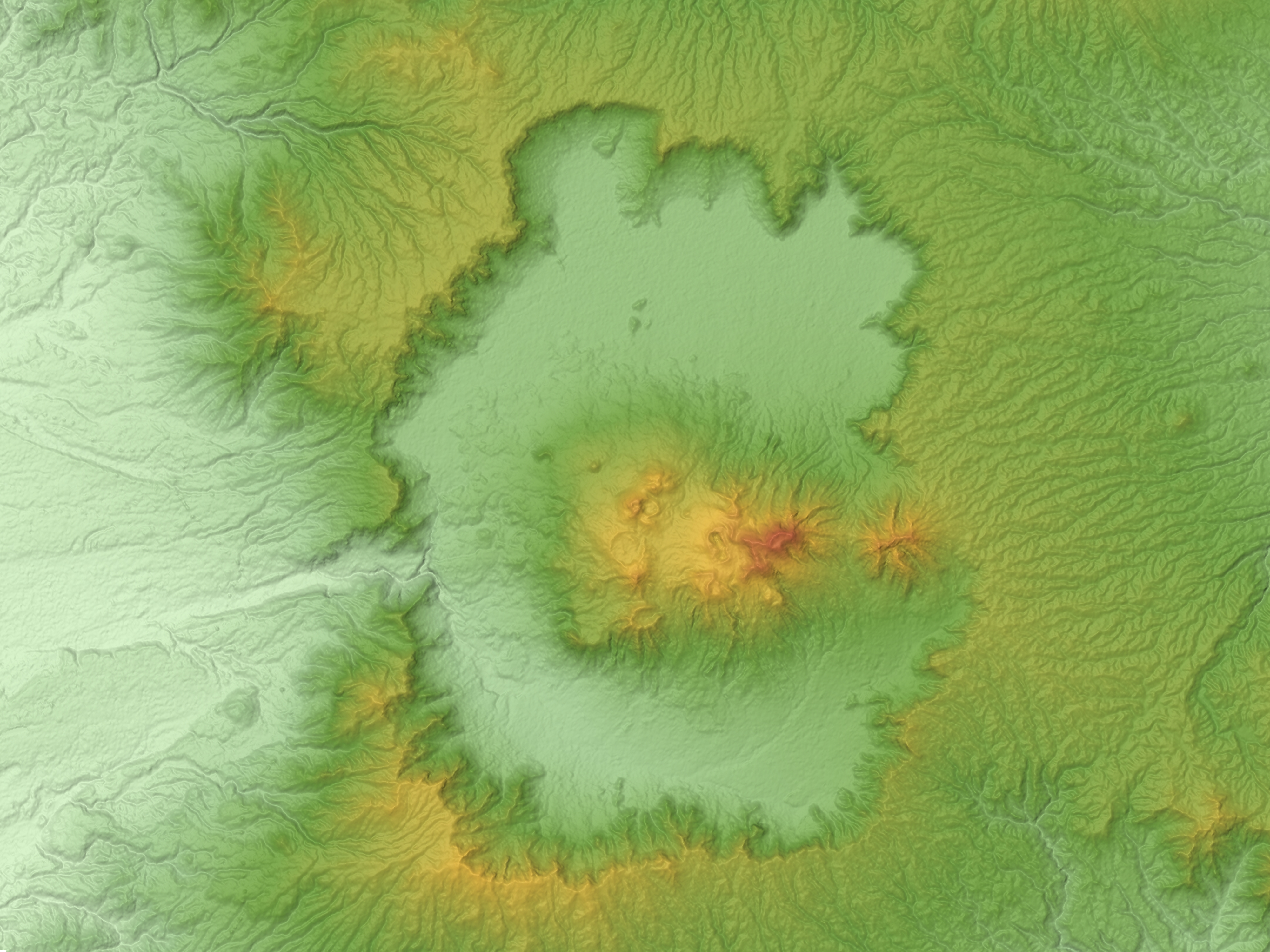
阿蘇カルデラ
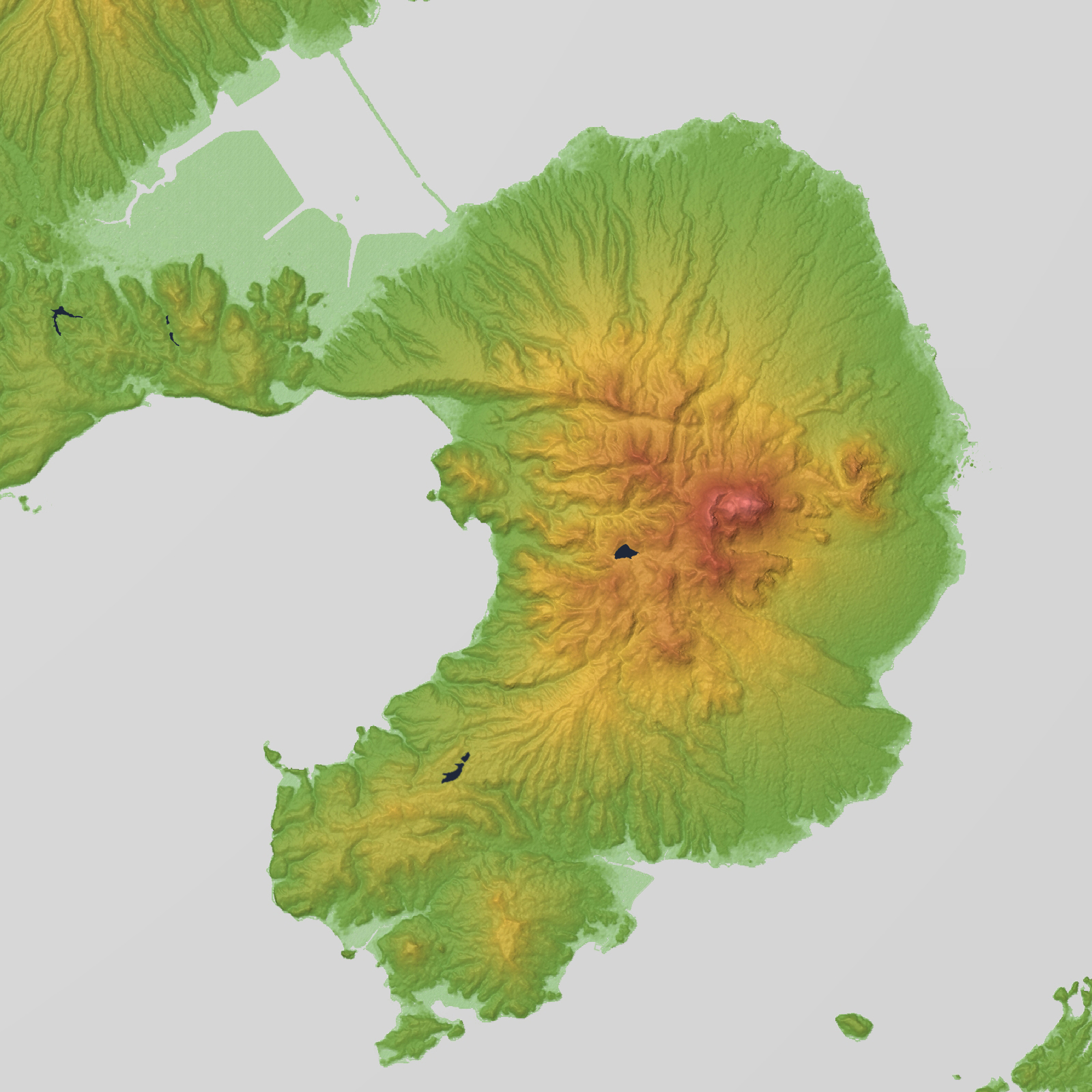
千々石カルデラ(半島西側の橘湾)
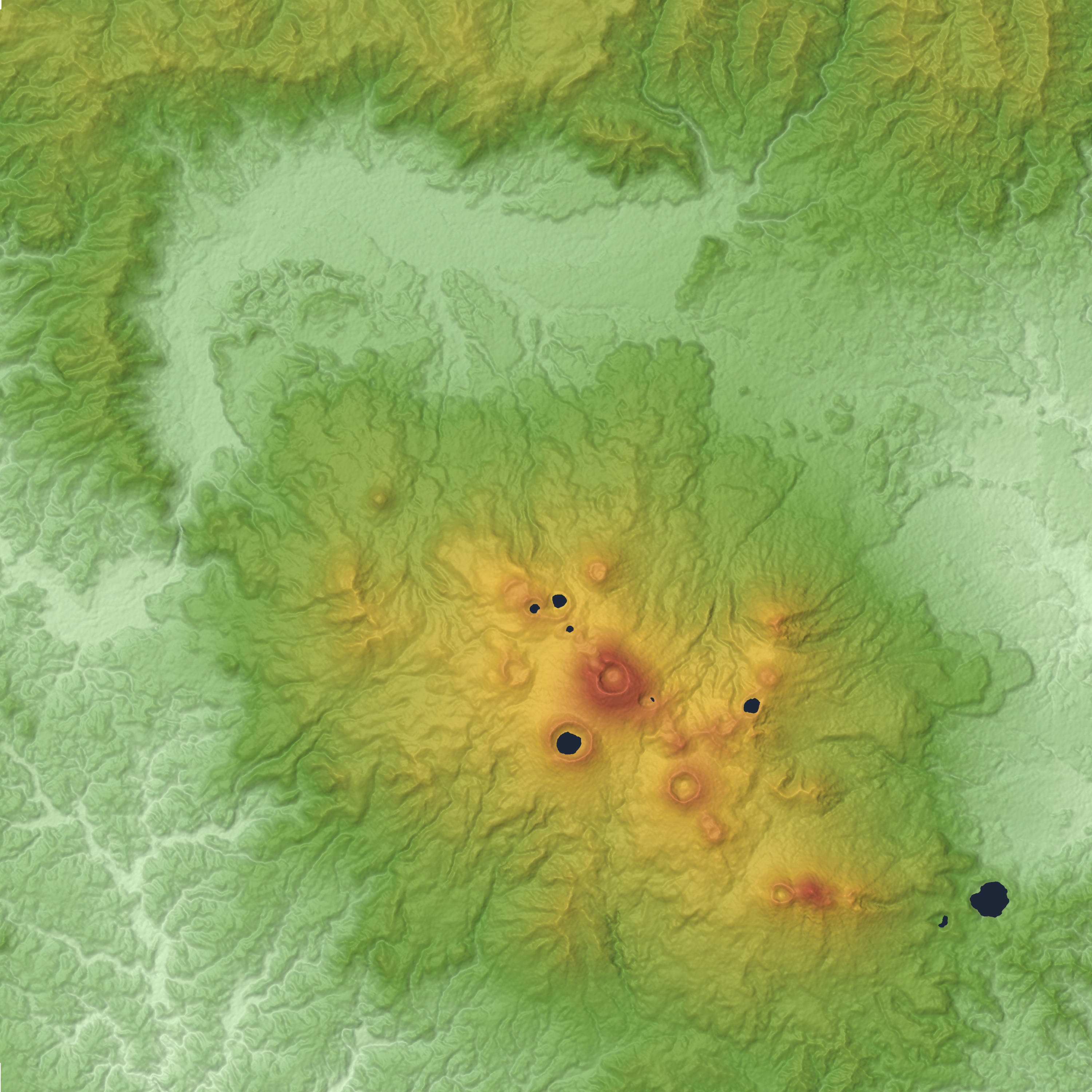
加久藤カルデラ(左上)
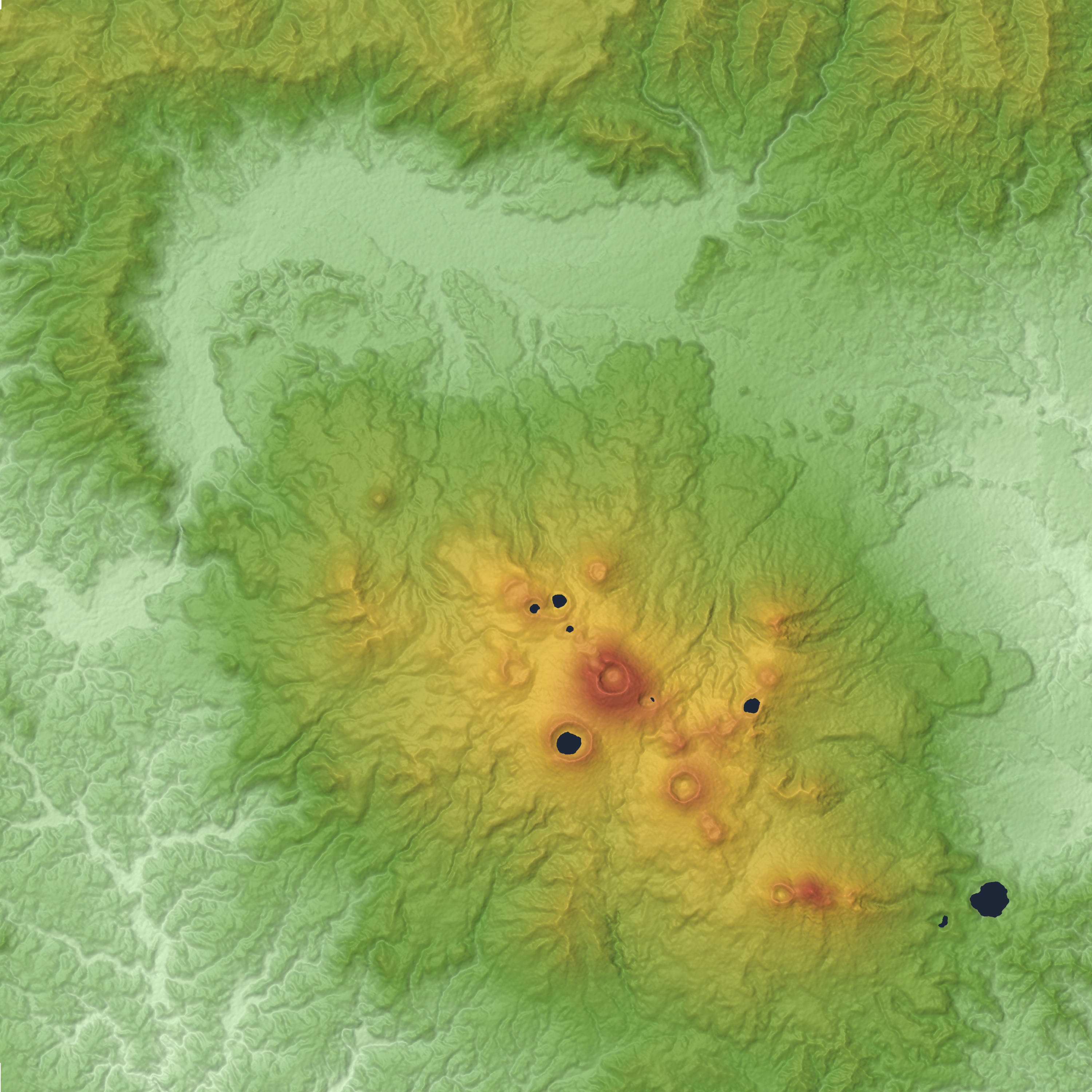
小林カルデラ(右上)
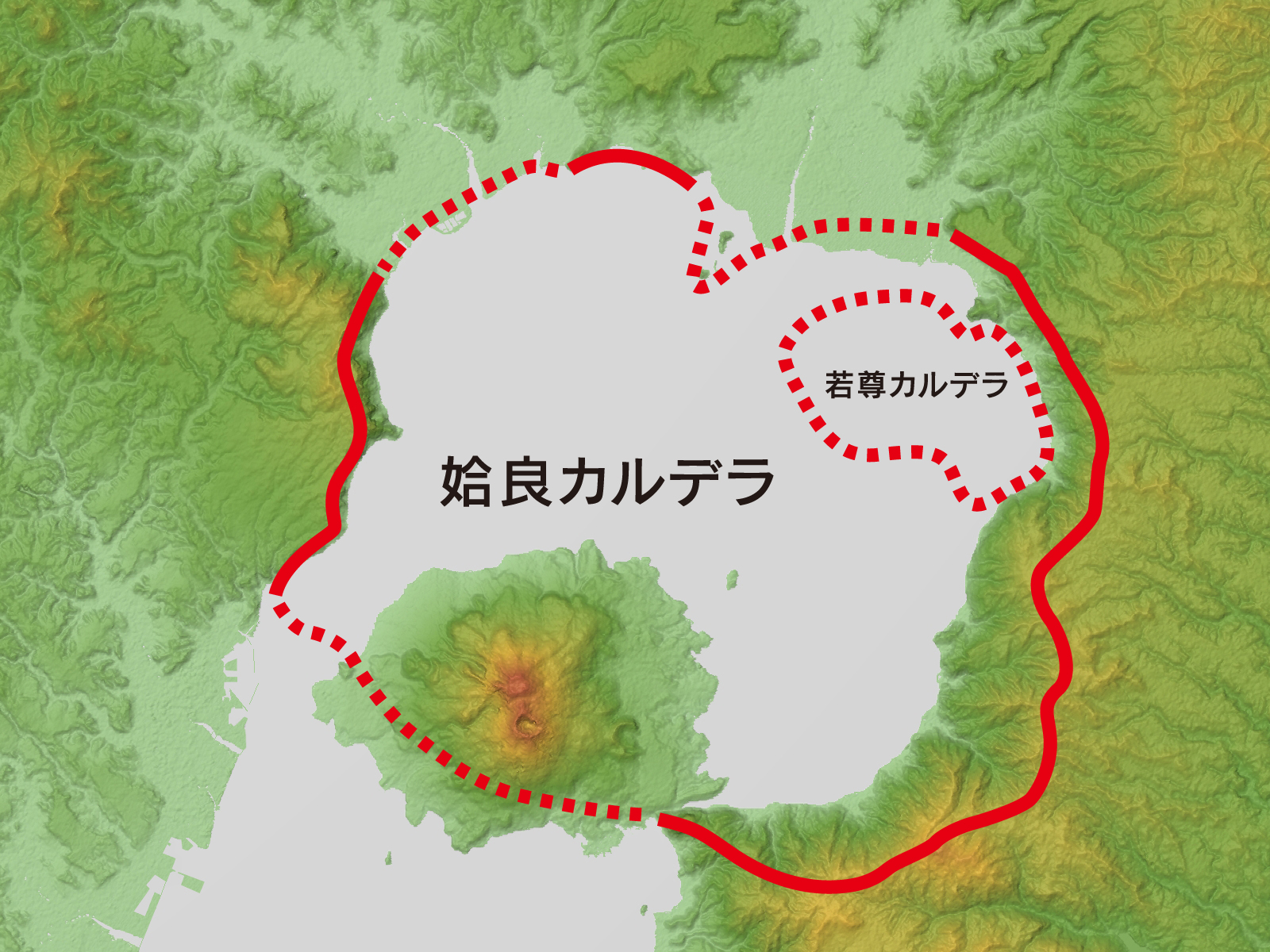
姶良カルデラ
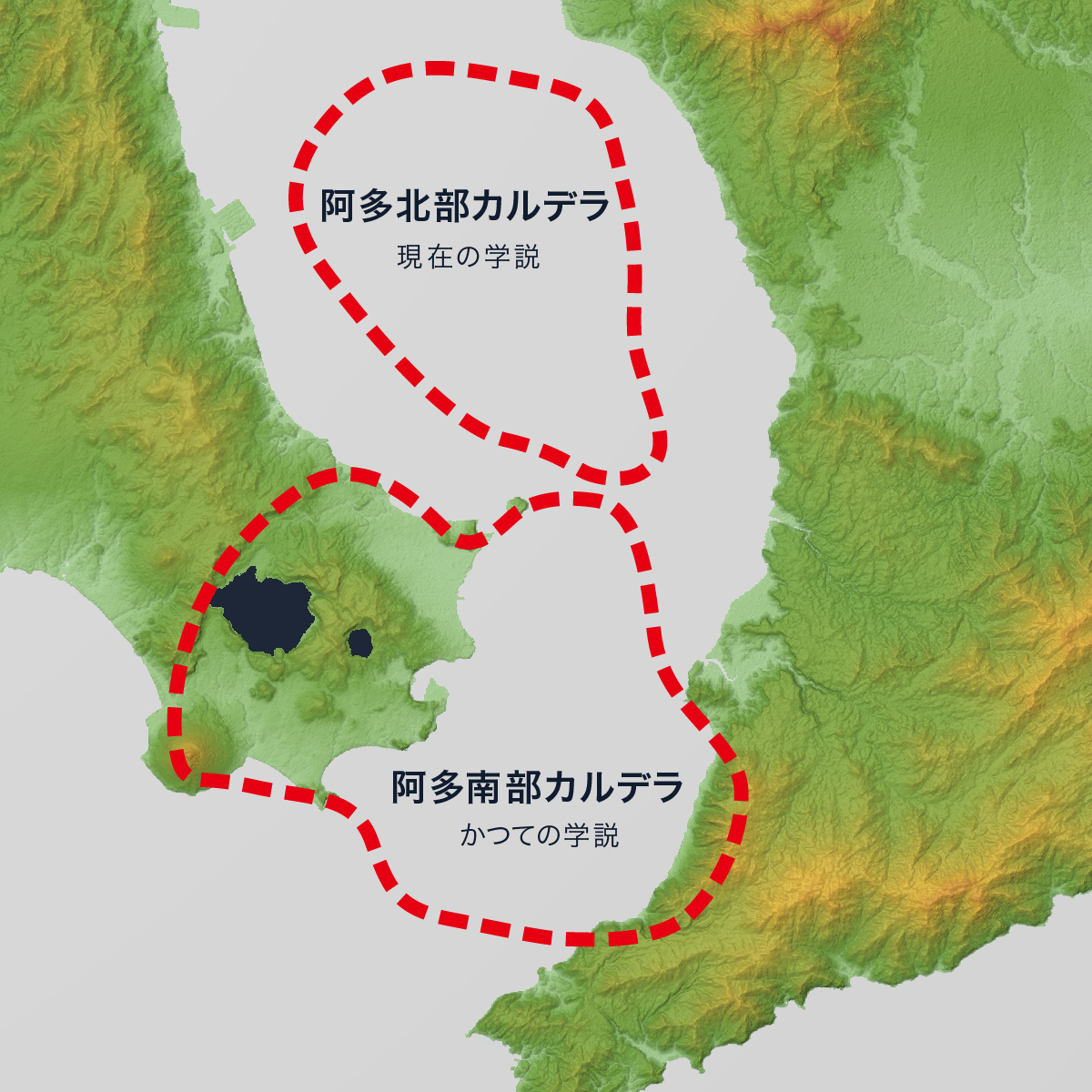
阿多カルデラ
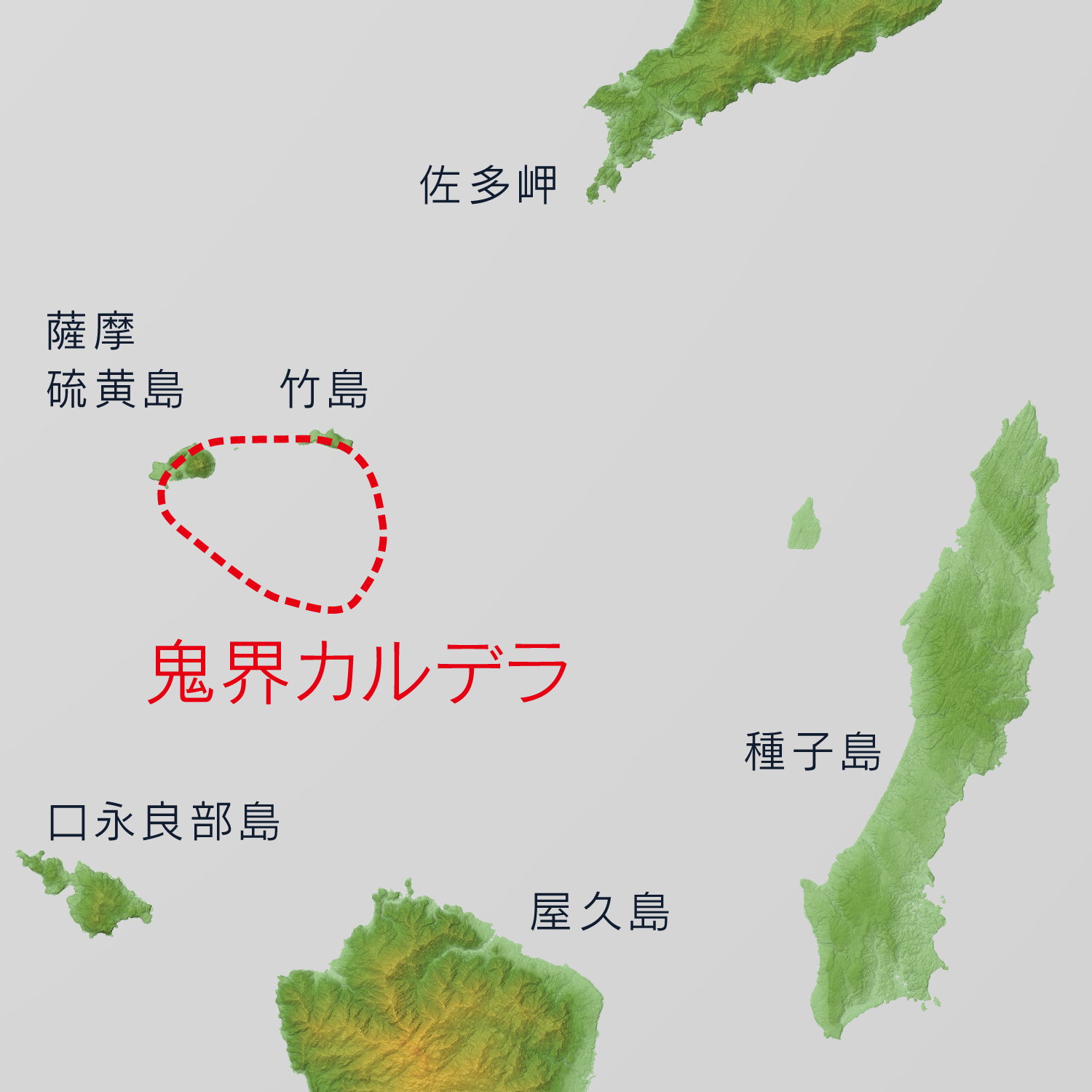
鬼界カルデラ
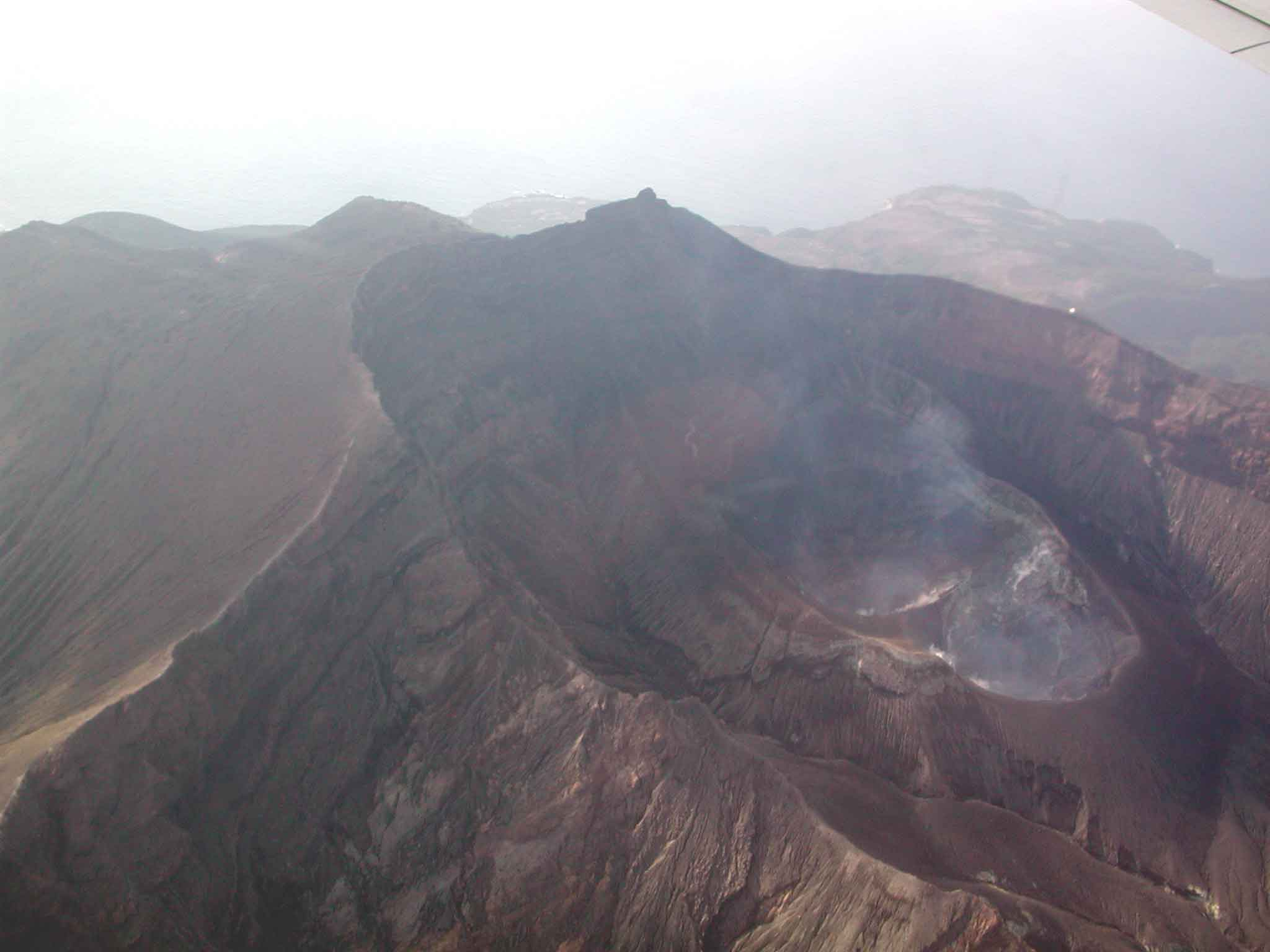
作地カルデラ(諏訪之瀬島)

猪牟田カルデラ（ししむたカルデラ）
大分県西部にある埋没したカルデラ。約100万年前に約110km3の耶馬溪火砕流、約90万年前に約90km3の今市火砕流という2つの大規模火砕流を噴出した。前者の堆積面が侵食されてできたのが名勝の耶馬渓である。カルデラ地形は九重山などの活動で埋没し確認できない。
阿蘇カルデラ（あそカルデラ）
阿蘇山。現在も活発な中央火口丘を持っている。直径は約25×18kmであり、カルデラ内に多くの人が住み鉄道や道路が走っている。阿蘇カルデラの大噴火は調査によれば4回あったと推定されるが、一番、大きかったのは9万年前に発生した4回目の噴火である。このときの総噴出量は富士山の山体体積を上回る600km3に達し、火砕流は九州の半分近くを覆い尽くし、火山灰は日本全国に降下した。宮崎県の高千穂峡谷はこのときの火砕流堆積物（溶結凝灰岩）を河川が侵食したものである。
大崩山コールドロン（おおくえやまコールドロン）
宮崎県、大分県の県境にある直径25×45kmの巨大なコールドロンであり、九州最大のカルデラである。大崩山を中心に広がっている。
千々石カルデラ（ちぢわカルデラ）
長崎県の橘湾にある直径約8kmの陥没カルデラ。雲仙岳などへのマグマの供給源が直下にあるとされている。
小林カルデラ（こばやしカルデラ）
小林盆地。宮崎県南西部。加久藤カルデラ、霧島火山群に隣接し、輪郭ははっきりしていない。52万年前に大噴火。
加久藤カルデラ（かくとうカルデラ）
加久藤盆地。鹿児島県に接する宮崎県南西部。33万年前に加久藤火砕流を50km3 DRE以上も噴出した。南縁付近に発生した火山（霧島山）の成長によりほとんど覆い尽くされ、カルデラとは一目では分かりにくくなっている。
安楽カルデラ（あんらくカルデラ）
重力異常から推定される霧島山の南西山麓に存在するカルデラ。霧島火山や姶良火山などの活動による噴出物によって完全に埋没している。このカルデラが供給源とされる噴出物は確認されていない。
姶良カルデラ（あいらカルデラ）
桜島。鹿児島湾最奥部の桜島より北側に相当。直径約20kmのほぼ円形。鹿児島市などが隣接する。3万年前の噴火では、火山灰が150km3も日本全国に堆積し（広域テフラ姶良Tn）、火砕流200km3は数十mの厚さに達しシラス台地を形成し（入戸火砕流と呼ばれる）、大隅半島に大量の軽石（大隅降下軽石）を降らせた。桜島は姶良カルデラに付随した火山と考えられている。カルデラ内北東部には直径約5kmの若尊カルデラがあり、入戸火砕流を噴出させたカルデラとみられている。約1万6千年前の新島軽石を噴出した噴火もこのカルデラ起源とする説もある。
阿多カルデラ（あたカルデラ）
鹿児島湾の湾口部分に相当するカルデラ。鹿児島湾の海中に完全に沈んでいる阿多北部カルデラと、池田カルデラや開聞岳などの後カルデラ火山がある阿多南部カルデラの二つのカルデラがあり、阿多北部カルデラは約11万年前の阿多火砕流の噴火で、阿多南部カルデラは約24万年前の鳥浜火砕流の噴火でそれぞれ噴出源に形成されたとされる。阿多南部カルデラでは約11万年前の噴火後、後カルデラ火山として新期指宿火山群が形成され、約6500年前の池田湖噴火では直径約4kmの池田カルデラが形成された。
鬼界カルデラ（きかいカルデラ）
薩摩半島と屋久島の間の直径約20×17kmの二重のカルデラ。約9万5,000年前と約7,300年前の火山活動で形成された。約7,300年前の噴火では鬼界アカホヤ火山灰、幸屋火砕流などを噴出し、火山砕屑物の総噴出量は170km3に及んだ。竹島および硫黄島はこのカルデラの外輪山にあたり、硫黄島には側火山にあたる稲村岳と活火山の硫黄岳がある。
作地カルデラ（さくちカルデラ）
諏訪之瀬島の御岳から東側に開いている馬蹄形カルデラ。1813年の文化噴火の末期の山体崩壊によって形成された。
横当島カルデラ（よこあてじまカルデラ）
横当島の東方に広がる直径7×10kmの海底カルデラ。横当島、上ノ根島はこのカルデラの後カルデラ火山と考えられている。
第一奄美海丘カルデラ（だいいちあまみかいきゅうカルデラ）
奄美大島の北西約70kmに形成されている第一奄美海丘の頂部に存在する直径約1.5kmの海底カルデラ。
奄美カルデラ群（あまみカルデラぐん）
奄美大島の西北西約50kmに形成される三つの海底カルデラ。カルデラ内には海底熱水鉱床が存在する可能性がある。
伊是名海穴（いぜなかいけつ）
伊江島の北西約90kmの沖縄トラフ内に位置する直径約6×3kmのカルデラ状の凹地。カルデラ壁北側に伊是名海丘が形成されている。カルデラ底には海底熱水鉱床が存在しており、鉱物資源量は約740万トンと見積もられている。
第三宮古海丘カルデラ（だいさんみやこかいきゅうカルデラ）
宮古島の北北東約120kmに存在する第三宮古海丘の頂部に存在するカルデラ。カルデラは3箇所あり、北西側に直径約1.5kmのカルデラ、南東側に直径約2kmのカルデラと、その中に直径約1.2kmのカルデラが存在している。また、南東側のカルデラ内には中央火口丘が存在している。

## 北方領土

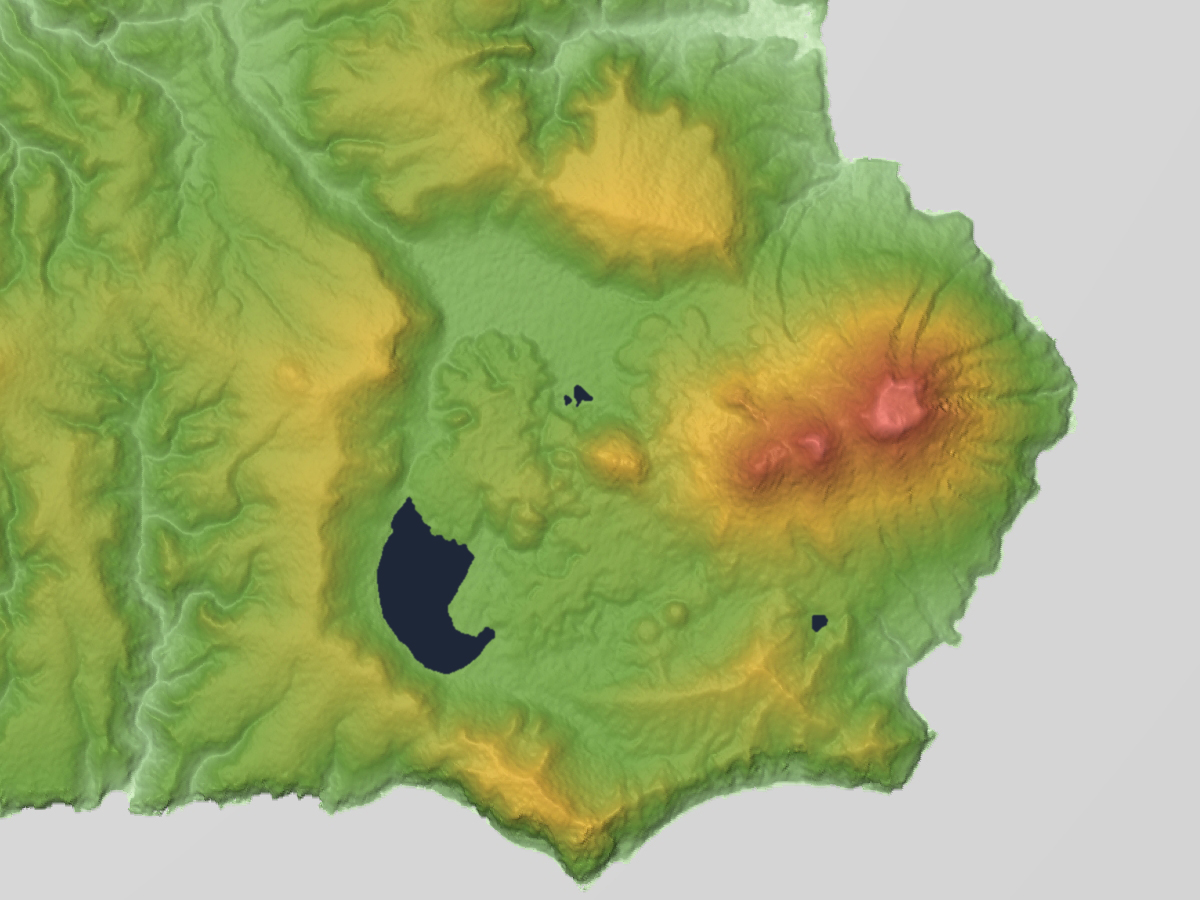
Medvezhyaカルデラ
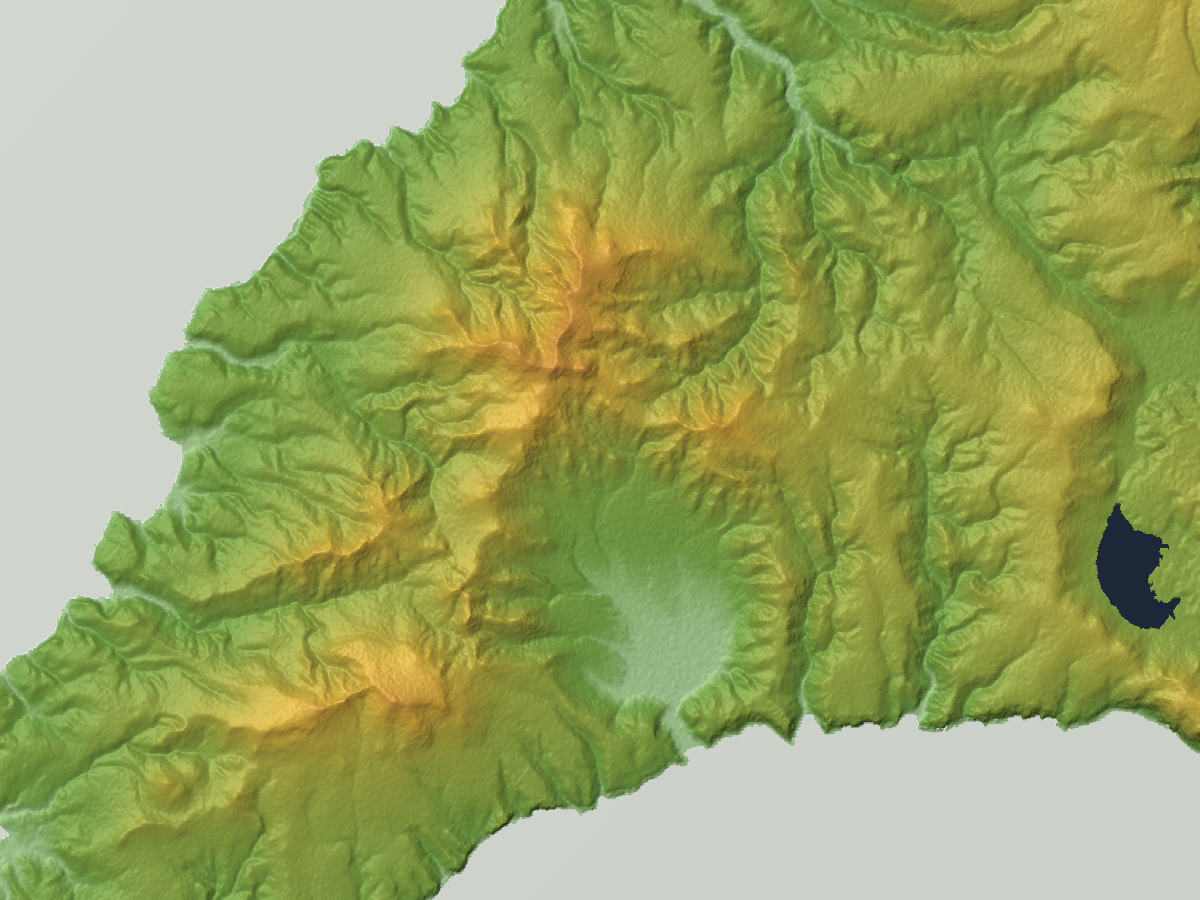
蘂取カルデラ
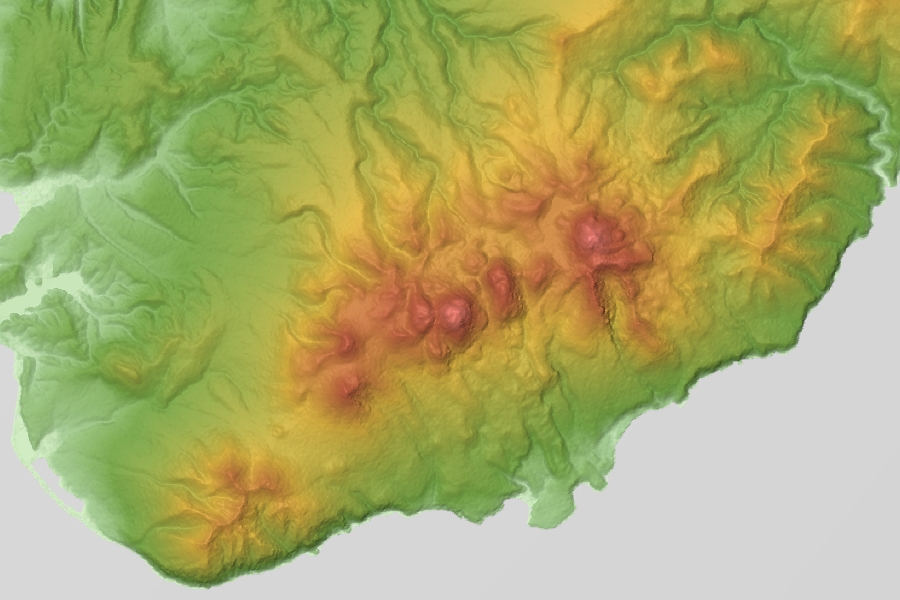
小田萌カルデラ
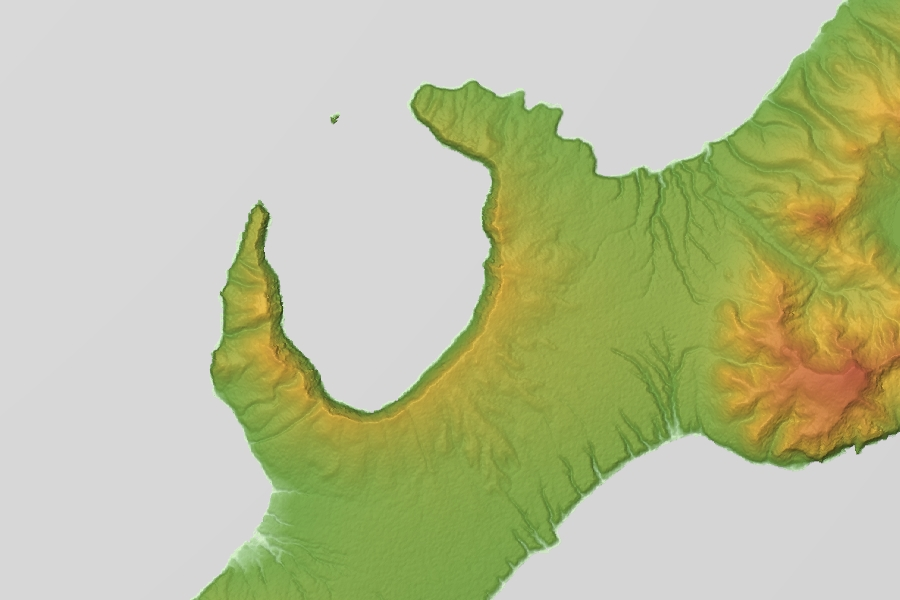
萌消カルデラ
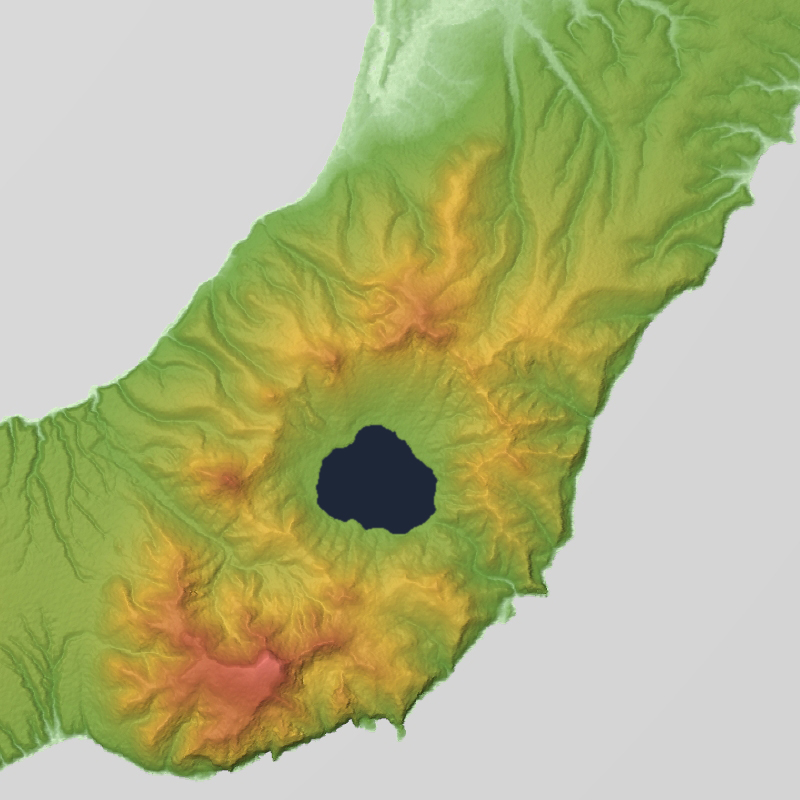
得茂別カルデラ
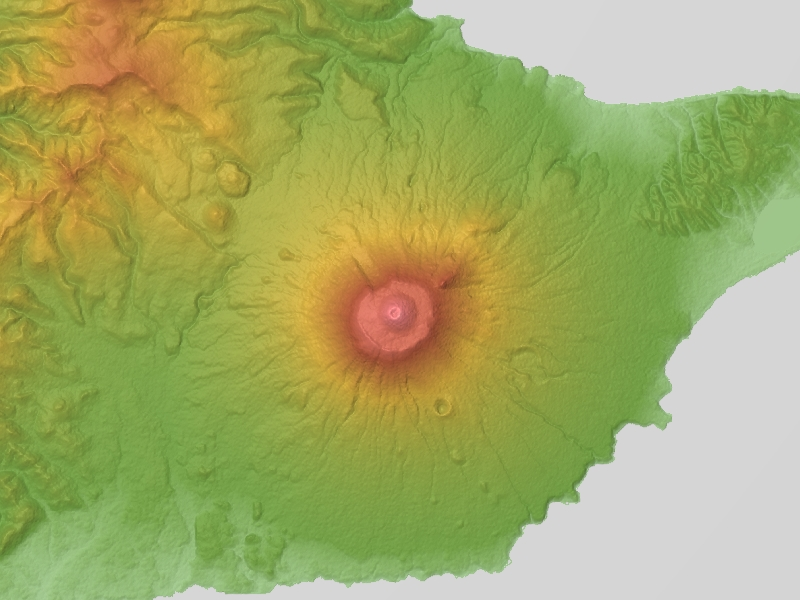
爺爺カルデラ
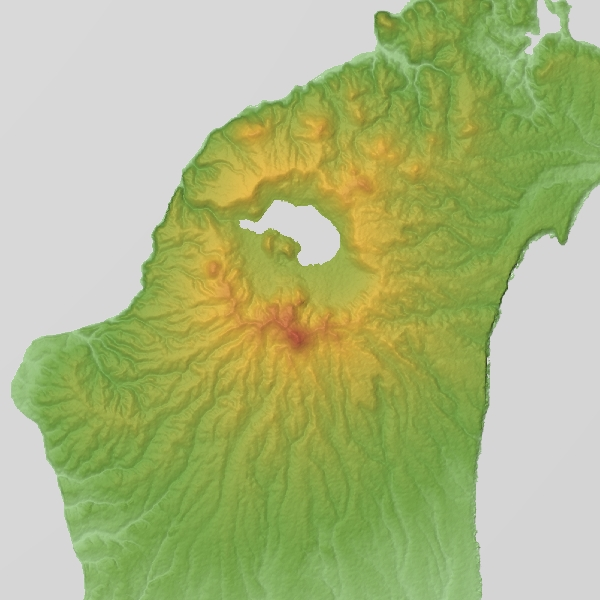
Golovninカルデラ

Medvezhyaカルデラ（メドヴェジイカルデラ）
択捉島北部にある直径約8kmのカルデラ。数万年前の噴火で形成されたとみられ、後カルデラ火山としてMedyezhya、Kudriavy、Meenshoi Bratがある。
蘂取カルデラ（しべとろカルデラ）
択捉島北部にある直径約6kmのカルデラ。先カルデラ火山として蘂取岳などがある。
小田萌カルデラ（おだもいカルデラ）
択捉島中部にある直径約3kmのカルデラ。
得茂別カルデラ（うるもんべつカルデラ）
択捉島南部にある直径約6kmのカルデラ。カルデラ内には得茂別湖があり、南西部は六甲カルデラがある。
萌消カルデラ（もいけしカルデラ）
択捉島南部にある直径約9kmのカルデラ。元々は成層火山であったと見られているが、約8500年前の噴火で山体が吹き飛びカルデラが形成された。カルデラ床は海底に陥没し萌消湾となっている。
爺爺カルデラ（ちゃちゃカルデラ）
爺爺岳の山頂部分にある直径約2kmのカルデラ。現在は埋もれており、カルデラ内には中央火口丘がある。
Golovninカルデラ（ゴロヴニンカルデラ）
国後島南部にある直径約5kmのカルデラ。カルデラの外輪山として泊山がある。